# ドラゴンクエストXの登場キャラクター
ドラゴンクエストXの登場キャラクター（ドラゴンクエストテンのとうじょうキャラクター）では、スクウェア・エニックスのオンラインゲーム『ドラゴンクエストX』に登場する架空のキャラクターについて解説する。

## 主人公とその仲間たち

### エテーネの民
主人公
演 - 長谷川敬太（『ライブスペクタクルツアー』）
本作の主人公。性別や容姿は自由に設定できる。周囲の人々の評価から、心優しいが不屈の勇気を持った人物であることが窺える。なお、主人公の兄弟がカメさまに乗っている夢の中で、アバさまに「お前はこの時代の人間ではないから、カメさまには乗せられない」と言われるが、これは後述の通り5000年前のエテーネ王国の人間だからである。
エテーネの民は「時渡りの術」を使う資質がある故に、冥王ネルゲルによるエテーネの村の殲滅の際に死亡するが、天馬によって生き返しを受け、他の種族に転生する。
転生した先で起こった事件を解決し、一人前の証を入手したあとは、ホーローの助言により五つの大陸を回りながらキーエンブレムを集めていく。人間の身体を取り戻し、「時渡りの術」で過去世界に干渉することで破邪舟の術を現代まで継承させ、冥王の心臓に突入し、ネルゲルを倒す。
レンダーシア大陸に赴いてからはクロウズの導きで、村娘ミシュアとして暮らしていた勇者姫アンルシアと出会う。各地で事件を解決してゆき、彼女を勇者として覚醒させて共に魔勇者を倒すが、その世界が偽りのレンダーシアであることを知る。そしてアンルシアを真のレンダーシアに帰還させてからは、賢者ルシェンダの助言を受けながらアンルシアと共に各地で大魔王マデサゴーラの軍勢と戦いを進めていく。その過程で、主人公自身が勇者が目覚めて悪と戦う時代に勇者の友連れとなる『勇者の盟友』であることが判明する。天馬ファルシオンを復活させ、アンルシアと悠久の回廊に向かい、大魔王マデサゴーラを倒す。
グランドタイタス号で、兄弟がアンルシアとラグアスをさらったのを機に、若い王族が狙われるとしてアストルティア4大陸を巡り、各大陸を巡った果てに竜将アンテロを倒し竜族が住む地・ナドラガンドと神の器の存在を知る。その後、ナドラガンドに入ってエステラと会い、ナドラガ教団の協力のもとで行方不明となった神の器たちを探す過程で、水の領界でフィナの処遇を巡ってナドラガ教団と決別、フィナからナドラガ神の真相を知らされる。やがて嵐の領界に入り、クロウズやアンルシアやラグアスと再会し、兄弟がナドラガ教団に捕まったことを知る。ナダイア側との争奪戦や、いくつもの事件を経て神の器たちを救出。だが真の黒幕がオルストフと知らず、彼の手により二度目の死を迎える。しかし、アンルシアの呼びかけで神の器たちとともに彼らの特別な力で、奇跡的に蘇生する。その後、兄弟やクロウズやエステラとともに神墟ナドラグラムでオルストフとナドラガ神を打ち倒す。事件後は、シンイの依頼で新エテーネの村の村長となる。
その後、ふとしたことからエテーネルキューブを起動させた結果、未来の世界が破滅することを知る。その原因が古代エテーネ王国にあることを知り、過去に旅立つこととなる。そして過去で問題を解決する内に、自身の出生の秘密を知る。
実は主人公は5000年前のエテーネ王国の者であり、パドレとマローネの間に生まれた子。故にメレアーデとクオードは従兄弟にあたり、兄弟との血の繋がりはない。赤ん坊の頃、異形獣襲撃に伴うエテーネ王宮転移時に時渡りの力を行使して、5000年後に転移した所をアバに発見され、アーヴ・エムリヤ夫妻に引き取られた。
その後はパドレと共に久遠の神殿の最奥部で時獄獣キュロノスを倒すも、父子共々時の牢獄に閉じ込められてしまい、パドレの助けで牢獄から脱出した時には、既に世界は時元神キュロノスにより滅ぼされた後だった。しかしキュロノスを打ち倒し、それにより放出された時渡りの力が5000年の時を越えて転移したエテーネ王国の永久時環を満たしたことで、キュロノスが倒された事実のみを残して時間を巻き戻す因果率操作が可能になり、世界を修復させた。
その後はピュージュの罠にはまり、ガミルゴの盾島の封印が解かれたことでアストルティア侵攻に現れたヴァレリアにより瀕死の重症を追うも、ユシュカが血の契約を行ったことで一命を取りとめるが、代償として魔族の姿にされてしまう。デモンマウンテンにいる魔仙卿が主人公を元に戻せる可能性があるとして、そこに繋がる大審門を開くために彼のしもべとなるが、大魔王選定の試練の末に対面した魔仙卿から大魔王の素質があると告げられる。そして、闇の根源の幻影を打ち倒したことで現れたイルーシャにより元の姿に戻され、魔界での問題を次々に解決していったことで各魔王からの信頼を勝ち取り、ついに大魔王に就任し、1度は勇者姫アンルシアと対決するも、アンルシアが主人公が大魔王と分かると、敵対していた魔界とアストルティアを繋ぐ架け橋の役割を果たし、異界滅神ジャゴヌバを打ち倒す。
Ver6では、その功績を称えられ、まだ存命の身でありながら特例で英雄に選出され、新たなアストルティアの神となるべく、フォーリオンでの四天の星巡りに挑む。だが、その最終局面となる神化の儀で英雄たちが悪神と化し、その原因が悪神の火種によるものであることを知り、彼らを救うために神剣レクタリスを手に悪神討伐に乗り出す。Ver6.4では、アストルティアに襲来したジア・クト念晶体に対抗する為に、失われた二つの神具・アストルティアの楯と神剣レクタリスを新たに作り直すことになり、その為にメレアーデたちの協力で実父パドレを時の牢獄から解放することに成功する。そして、パドレと消滅したはずのキュルルの協力で神話時代の天星郷フォーリオンへと時渡りすることに成功し、そこで出会った天使長レクタリスと行動を共にすることになり、神具創成の儀の真実を知ることになる。そして神具を復元し、その力を開放することで「創生巨神」となるも、念晶巨人との戦いでアシュレイを失ったことで、再変身は不可能となる。その後、魔眼の月への潜入作戦でジア・レド・ゲノスを撃破した後で、アストルティアへの落下を始めた魔眼の月を、神化した英雄たちの力を結集した神剣レクタリスの一撃で魔眼の月の破壊に成功する。
その後、Ver7でメレアーデからエテーネ王国の式典に招待され出席するも、突然人が消えて、周りの人は誰も消えた人のことを覚えていない「創失」という現象を目の当たりにする。そこに現れたポルテからそれに対処するカギが果ての大地ゼニアスにあることを知り、グロスナー王援助の元でゼニアス調査のための「燈火の調査隊」の隊長となり、ゼニアスに旅立つ。
謎の影
バージョン4で主人公の行く先々に現れ、手助けをしてくれる影。その正体は時獄の迷宮における未来の主人公自身。
主人公の兄弟姉妹
声 - 市来光弘（兄弟）、三上枝織（姉妹）
主人公にとって唯一の肉親。兄弟姉妹の中から自由に選ぶことができ、容姿も自由に設定可能。Ver.3.0において一度だけ容姿を変更する機会がある他、Ver.6.1で条件を満たすことでいつでも容姿を変更できるようになった（性別や主人公との関係は変更できない）。アーヴとエムリヤの子で、バルザックの曾孫。天然なところがあり、錬金術の失敗によるトラブルをたびたび起こしている。村をネルゲルに襲われた際、主人公が無意識のうちに発動させた時渡りの術によって過去の世界に飛ばされ、命拾いする。
オンラインモードが開始してからはオフラインモードの主人公となり、流れ着いたナルビアの町の人々を救うため、錬金の才能を開花させていく。
オフラインモードでの一件の後は一流の錬金術師となり、アバからテンスの花を作って欲しいと頼まれると同時に悪に命を狙われると予言され、人々に被害が及ばないようナルビアの町を去りベゼブーに執拗に狙われつつもテンスの花を完成させるも、花の力により不老不死の存在になり、時渡りの呪いを発症し3000年前のドワチャッカに飛ばされる。そこでクオードと出会い、ウルベア地下帝国技術庁の筆頭研究員となるも、目的のために手段を選ばなくなった彼と対立し、監禁同然でエテーネルキューブを作らされる。その後、主人公と再会し、彼の暴走を止めようとするも地下研究所の崩壊に巻き込まれ、エテーネルキューブを起動させ、別の時代に転移する（Ver.4.3）。その後はキューブの力でエテーネ村の滅亡を防ごうとするも、歴史の修正力に阻まれ失敗。
その後、嵐の領界でクロウズ（シンイ）と再会し、ムストの町でも錬金術で住民を助けており、ナダイアに対抗するために疾風の騎士団を組織。そしてグランドタイタス号で行われた船上パーティーに突如現れ、神の器とされるアンルシアとラグアスを強引な手で攫い、アンテロの手が回る前に保護する。銀色の箱「エテーネルキューブ」でワープを行ったり、人物を結晶の中に閉じ込めて圧縮する術を用いる。そして、ナドラガンドに入った主人公の前に現れ、主人公はナドラガンドで命を落とすが今なら引き返せると忠告し、立ち去る。闇の領界ではマイユも保護しようとするも、エステラに妨害される。その後、クロウズとともにナドラガ教団大神殿に潜入し、ナドラガ神復活のカギとなる創生の霊核を奪取するも捕まってしまう。やがて、教団大神殿内で主人公たちに発見・保護される。主人公の蘇生後は、主人公やクロウズらとともにオルストフとナドラガ神と対峙するが、現代にいる時間がなくなったとしてエステラに交代。事件後、主人公とクロウズの前で「会えてうれしかった」と言い、エテーネルキューブを残して消滅し（Ver.3）、時獄の迷宮に転移。主人公と再会した矢先に、再度消滅する（Ver.4.5）。
その後、いくつかの時代を転々とした末に数百年前の魔界に飛ばされ、先代の魔仙卿ジャディンから魔仙卿としての役割を継承したことで時渡りの呪いも解け、以来数百年に渡り魔界を見守り続けてきたことが判明する。大魔瘴期が訪れれば魔界はおろかアストルティアも滅ぶため、魔界とアストルティア双方の住民の和解を求めており、そのためにジャゴヌバに働きかけて大魔瘴期の到来を早め、魔界で様々な危機が起こるきっかけを作った。しかしジャゴヌバの封印が弱まるのが予想以上に早く、ジャゴヌバがけしかけたダビヤガに吹き飛ばされ落下した。しかし一命を取り留め、神殿から脱出し、ザードの祭壇でリドのタリスマンを用いてブルラトスを呼び寄せようとするもタリスマンの力が足りず失敗、魔瘴魂に襲われさらに闇の根源との契約による呪縛により命の危機に陥るが、主人公が記憶空間に侵入し闇の根源との契約を断ち切ったことで、一命を取り留めた。その後、主人公の協力で真の力を取り戻した破戒のタリスマンを用いてブルラトスを呼び出すも、病み上がりの状態では足手まといになるだけだと滅星の邪園には同行せず、主人公達を見送った。全てが終わった後は、まだ魔界の地下深くに残された魔瘴への対処のために魔仙卿を続けるが、いつかエテーネの村に戻ることを約束し、ゴダ神殿へ戻っていった（Ver.5）。その後、魔瘴への対処を終え、数千年ぶりにエテーネの村へ帰郷し水車小屋に移り住み、長い旅路を終えることとなった（Ver.6.1）。
その後、Ver6.3では浄罪の泉の水から、ルティアナの神気を抽出。Ver6.4では、ワグミカと共に時渡りの力の蓄積装置「時の宝珠」を製作する。
シンイ / クロウズ
声 - 小林沙苗（シンイ）、福山潤（クロウズ）
アバさまの孫で世話係。裁縫が得意で、村の警護も担当し、カメさまが天馬ファルシオンであることは早い段階で知っていた。冥王ネルゲルの襲撃で命を落とすも、主人公と同様にファルシオンによって生き返しを受け、竜族・クロウズとして転生する。
その後、クロウズの遺志を果たそうと彼のもった肩に手をあてた相手の記憶を操作する能力及び予知能力で、主人公を導く助言をする。肌の露出を避けた格好をしているが、うなじに鱗がある。ブレイブストーンを直し、竜笛を持っている。ファルシオンが力を取り戻すまでは、天馬の協力者の様であった。
大魔王マデサゴーラ討伐後、主人公とアンルシアの前で飛竜となり奈落の門に入って、ナドラガンドの民を竜族の隠れ里に移り住ませアストルティアで平穏に生活させようとしたが、シンイの予知でナダイアがナドラガ神の復活を目論んでいることを察知し、計画を中断。その後、嵐の領界で主人公の兄弟と再会し、ムストの町の人々と疾風の騎士団を組織する。そして、ナドラガ教団大神殿に潜入し、創生の霊核を主人公の兄弟の犠牲のもとで奪取する。
だが、何らかの力によって予知能力が妨げられ、ナダイアに神の器たちを奪われてしまう。それでも主人公とともに各領界でナダイアの手先となった番人を倒し、神の器たちを救出。その後、主人公や兄弟やエステラとともにオルストフとナドラガ神と対峙する。
事件後、役目を終えてシンイに戻り、エテーネの村再建を開始する。クロウズの竜化の力で新たな村人を探したり、竜族の隠れ里の様子を見たり、ドラクロン山地で飛竜たちの秩序を守ったりしている。
その後、バージョン4.4ではパドレの洗脳解除のために、胡蝶の護符を完成させる。バージョン5.3では、アンルシアの大魔王討伐の為に魔界まで同行する。

### 神の器
マイユ、ラグアス、ダストン、ヒューザ、フウラはオフライン版ではパーティーメンバーとして、主人公と行動を共にする。オフライン版の大型DLC（Ver.2）ではアンルシアもパーティーメンバーに加わる。
勇者姫アンルシア
声 - 早見沙織
グランゼドーラの姫君。当代の勇者にしてグランゼニスの神の器。口元のほくろが特徴。主に片手剣と盾を持って戦う。
勇者の素質を持って生まれたが、魔族から守るため勇者の素質のことは知らされぬまま育てられ、勇者である兄を盟友として手助けをすることを目標として鍛錬を積んできた。やがてトーマと共に魔族との戦いに赴くが、ゼルドラドの圧倒的な力に太刀打ちできず、眼前でトーマを殺されてしまう。その際に自分こそが真の勇者であり兄がその影武者だったことを知らされ、ファルシオンの手によっていずこかへと転送され生き延びる。しかし、兄を失った悲嘆から勇者としての力と自身の記憶を封印し、偽りのメルサンディ村の前に行き倒れていたところを救われ、村娘ミシュアとして平穏な一時期を過ごしていた。クロウズとトーマの魂に導かれるように三門の関所に向かい、主人公と行動を共にする。その過程で記憶を取り戻すと共に勇者姫として覚醒し、魔勇者アンルシアを倒す。その後、クロウズの協力の元、真のレンダーシアに戻る事が出来、盟友である主人公に真のレンダーシアの探索を命じるも、兄・トーマが大魔王マデサゴーラに悪の手先として操られていることを知って心を痛めつつ、ルシェンダの手引きで主人公と共に「王家の迷宮」で力をつけ、大魔王マデサゴーラの軍勢との戦いに臨んだ末に勝利する。
六種族の祭典に招待された際、主人公の兄弟によってナダイアの手からの保護を目的としてラグアスと共に連れ去られる。その後、嵐の領界で主人公と再会するが、洗脳されたヒューザに力を奪われ、ラグアスやフウラやヒューザともどもナダイアの手に落ちてしまう。ナドラガ教団大神殿で主人公の兄弟とともに倒れているところを、主人公達に発見・保護される。オルストフに殺された主人公を、神の器たちとともに特別な力で蘇らせる。邪竜神ナドラガ戦では、グランゼニスの呼びかけで現れ、断罪の剣に力を与えた。事件後、自分の未熟さを反省し心を入れかえる決意をして、無事にグランゼドーラ王国に戻る。
その後、無限獣ネロスゴーグ来襲時は主人公が持ち帰った禁忌の秘術を、自身も邪に染まる覚悟で秘術を使用。そして、そうなった場合主人公に自身を封じるように頼むも、アルヴァンの声に導かれ主人公と共に秘術を使用することで後遺症もなく、ネロスゴーグの不死の力を封じることに成功した。
その後、ヴァレリアのアストルティア侵攻の際にはガートランド軍と共に迎撃に出るも、バルディスタ軍の後方部隊がユシュカに攻撃されるまでは終始押され気味であった。バルディスタ軍の撤退後は力不足を感じ、ルシェンダと共に命を落とす覚悟で修行の旅に出ていく。修行後、シンイ、エステラ、ルシェンダと共に白いフードで正体を隠しつつ、辛い魔界の旅を超えて大魔王城にたどり着き、ユシュカやヴァレリアやアスバルと戦う。激戦の末に大魔王の正体が主人公だと知り、今までの事を聞き混乱するも、デモンマウンテンでの魔瘴の件で、魔界との和平を申し出る。その後、光の郷フィネトカを訪れた際には、六聖陣から邪神殺しの秘技を伝授された。
その後、ジア・ルミナのアストルティア侵攻を迎え撃とうとするも、謎の光から主人公をかばい結晶化してしまったが、ジア・ルミナが倒されたことで元に戻り、念晶巨人のコアを破壊するのにも協力した。
その後、果ての大地ゼニアスへの調査隊への参加を申し出た直後に突然倒れ、眠りから覚めなくなってしまったが、後にこれは創失の呪いから守るために勇気の神グランゼニスが行ったことが判明。グランゼニスが魂だけの状態で復活した際は一時的に彼女に憑依していたが、彼が本来の肉体を取り戻したことで目覚め、主人公と主神の王冠を顕現させるための試練に挑む。
2014年2月に行われたバレンタインイベント「第2回アストルティア・クィーン総選挙」では、ミシュア名義で1位。それ以降は勇者姫アンルシア名義で度々出場し、2019年の「第7回アストルティア・クィーン総選挙」は2度目（勇者姫アンルシア名義では初）の1位になった。
絶望の巨像
兄トーマを救えなかったアンルシアが絶望と自責の念の余り、自らの勇者としての記憶を封じるため、生み出してしまった存在。罅の入った勇者像の姿をしている。
マイユ
声 - 遠藤綾
クリフゲーンの娘で、ガズバランの神の器。正義感が強く、心優しい性格で、マイラーという熱狂的な追っかけもいる。実は村王の本当の娘ではなく、赤ん坊の頃ランガーオ村の近くで起こった大火事で本当の両親を亡くし、村王に救われ引き取られた。
村の武闘大会のチャンピオンと結婚する予定であり、ジーガンフと婚約中。屈強なオーガの男性たちを（正気ではなかったとはいえ）一撃で気絶させるだけの強さを持っている。
ランガーオ村がアンテロ率いる魔物達に襲撃された際はアロルドと共に村に戻り、オーガの神ガズバランの加護を持つ「神の器」であるためにアンテロに狙われるが、主人公や村王が加勢に来たことにより難を逃れる。その後、アンテロの毒を受けたアロルドの治療の手がかりを得るため、主人公やダストンと共に竜族の世界に同行するが、謎の力によって闇の領界に飛ばされ、猛毒の胞子を浴びて瀕死に陥るも、毒を治療する月が修理され、完治した。その後、ナダイアの手に落ちてしまい炎の領域のほこらを破壊しようとするも、主人公とシンイに救われる。その後、神の器たちとともに主人公を蘇生させる。邪竜神ナドラガ戦では、ガズバランの呼びかけで現れ、断罪の剣に力を与えた。事件後、教団の援助で解毒剤を貰い、ランガーオ村へ戻る。
2013年2月のバレンタインイベント「第1回アストルティア・クィーン総選挙」で第1位になった。
ラグアス
声 - 黒沢ともよ
プクリポの国メギストリスの王子で、ピナヘトの神の器。母アルウェ王妃ゆずりの予知能力の持ち主。厳格な性格で予言や予知を嫌う父プーポッパン王と幼少時より折り合いが悪く、アルウェ王妃の死後に起きたすれ違いをきっかけに長年引きこもりが続いている。生来の気弱な性格もあって国民からは次期国王としてふさわしくないと噂され、陰口まで叩かれている。しかし、優しい性格で芯も強く、予知によって知りえたプクランド大陸滅亡の未来を阻止すべく独自に行動を起こしていた。母から譲り受けた願いを叶えるノートの力でプクリポの英雄フォステイルに姿を変え、父に王国の危機を訴えていた。変身の影響で自身の記憶を失っており、主人公と出会って自分の素性を思い出した後、父とプクランド大陸全土を救うべく奔走する。
メギストリス外伝クエストでは、パルカラス亡霊王率いる亡霊兵士がフォステイルを倒すためにメギストリスを襲撃する予知夢を見たことで、主人公に亡霊兵士の討伐とパルカラス王国の真実の解明を依頼する。
六種族の祭典に招待された時には、主人公の兄弟によってナダイアの手からの保護を目的としてアンルシアと共に連れ去られる。そして、嵐の領界で主人公と再会する。しかし、洗脳されたフウラに襲われ、ナダイアの手に落ちてしまい氷の領域のほこらを破壊しようとするも、主人公とシンイに救われる。その後、神の器たちとともに主人公を蘇生させる。邪竜神ナドラガ戦では、ピナヘトの呼びかけで現れ、断罪の剣に力を与えた。事件後、メギストリス城へ戻る。
その後の本来の歴史では、増殖獣バイロゴーグの来襲によるアストルティア滅亡に際し第二次ゴフェル計画を発動させ、他の種族と共に宇宙船アルウェーンに乗って脱出、アストルティア博物館の初代館長となった。だが、船内で発生した感染症によりプクリポ以外の種族は全滅し、その対処に奔走するうちに自身も体調を崩し、亡くなってしまった。しかしそれとは別に、主人公・プクラス・知理の石版が世界を救うという予知をしており、主人公の歴史改変により現代でバイロゴーグが倒されたため、その計画の発動は回避された。だが、アストルティア滅亡の新たな予知をする。
2022年3月のホワイトデーイベント「第9回アストルティア・ナイト総選挙」で第1位になった。
ダストン
声 - 伊藤健太郎
ガラクタ城主と呼ばれるコレクターで、ワギの神の器。助手にポツコンを従えている。敬語で話す。ガラクタを集めるのが大好きで、住民からは変わり者として知られているが、そのガラクタには価値ある物も多く混じっている。主人公を助手2号に任命し「ポツコン2号」、ストーリーが進むと「元ポツコン2号」と呼ぶ。
アンテロによる連続誘拐事件では、神の器であることが判明し、ドルワーム王国で保護されるが、王宮での暮らしを拒み、マイユのドルバイクに勝手に乗り込んで脱走。竜族の世界のガラクタを求めて同行するが、謎の力によって生き別れる。
その後、ナドラガンドの氷の領界にあるイーサの村で伝説の緑の者として崇められる。そして、リルチェラの触れた相手から元気を奪う能力を知り、ポツコン4号と名付ける。リルチェラが村人の役に立った際は自分なりの気遣いを見せ、氷の領界を後にした。その後、ナダイアの手に落ちてしまい闇の領域のほこらを破壊しようとするも、主人公とシンイに救われる。その後、神の器たちとともに主人公を蘇生させる。邪竜神ナドラガ戦では、ワギの呼びかけで現れ、断罪の剣に力を与えた。事件後、ガラクタ城へ戻る。
2020年3月のホワイトデーイベント「第7回アストルティア・ナイト総選挙」で第1位になった。
ヒューザ
声 - 島﨑信長
レーンの村に住むウェディの青年で、マリーヌの神の器。親の顔は覚えておらず、物心ついた時は爺さんと二人だけで暮らしていたが、その爺さんもすぐに亡くなり、レーンの村の孤児院で暮らすことになった。向上心が強く、己の力を磨き世界中を旅することを夢みる。粗野な面もあるが、根は心優しい。「シェルナー」を決める競争は、主人公（レーンの○○）に譲る形となった。先祖は、キャット・バルバドと共にバサグランデを封じた勇士リューデ。
アンテロによる連続誘拐事件の対策としてオーディスの影武者とされるが、本人も気にしているほど音痴で、歌のレッスンを受ける事になった時は、歌の講師から匙を投げられ、「この世のものとは思えないほどヘタクソな歌」と称される有様であった。そして連続誘拐事件が起き、オーディスの身代わりとしてアンテロにさらわれ、ナダイアに催眠術を掛けられて奈落の門に送られた。
水の領界では、ディカスとトビアスの間に入り、両者を制止した。その後、ナドラガ教団を見限って、青の騎士団へと主人公を誘った。
奈落の門に送られた後、脱走には成功したものの重傷を負い、行き倒れていた所をフィナに助けられ、声が出ないはずの彼女の声が聞こえる事が判明した為、そのままフィナの専属騎士になったことを主人公に話した。
その後、主人公と共に嵐の領界に入り、クロウズたちと合流する。だが、実はフウラと共に催眠術をかけられており、アンルシアから力を奪ってアンルシアとラグアスを誘拐した。そして、再びナダイアの手に落ちてしまい、水の領域のほこらを破壊しようとするも、主人公とシンイに救われる。その後、神の器たちとともに主人公を蘇生させる。邪竜神ナドラガ戦では、マリーヌの呼びかけで現れ、断罪の剣に力を与えた。事件後、にぎやかな場所は性に合わないと言って、アストルティアに戻った後は再び旅に出たが、Ver.7で果ての大地ゼニアスへの調査隊編成を聞きつけ、実入りの良さそうな仕事という理由で参加する。
2013年3月に特設サイトで行われたホワイトデーイベント「アストルティア☆ナイト総選挙」で1位となり、その後2017年から2019年のアストルティアナイト総選挙で3連覇を達成するなど、男性キャラクターとしては圧倒的な人気を誇る。
Ver.2.3からはアストルティア各地で出会うことがあり、指定されたものを渡すと特定のアイテムと交換してもらえる。
フウラ
声 - 白石晴香
タケトラの娘で、エルドナの神の器。母親カザユラがカムシカの子を助けようとして死んだため風乗りになることを嫌い、学びの庭の生徒となったが、試験を合格出来るまでには至らずアズランに戻る。その後、主人公の助けを得て、風送りの儀を行った。
いつもケーキ神の人形である、ケキちゃんを持っている。ナスが苦手。意外にも腕力が強く、プスゴンと引っ張り合いで勝つほどである。
アズラン外伝クエストでは、シグルドから「調停者オーディン」と呼ばれている。
エルフの種族神エルドナの神の器であり、竜将アンテロによりさらわれ、嵐の領界に落とされてしまう。
その後、嵐の領界でナドラガ教団に襲われるも主人公とアンルシアに助けられ、クロウズたちに保護される。だが、ヒューザと共に催眠術をかけられていた為、アンルシアとラグアスを誘拐。再びナダイアの手に落ちてしまい、嵐の領域のほこらを破壊しようとするも、主人公とシンイに救われる。その後、神の器たちとともに主人公を蘇生させる。邪竜神ナドラガ戦では、エルドナの呼びかけで現れ、断罪の剣に力を与えた。事件後、アズランに戻る。
その後、ハクオウの悪神化によりマガツカゼがエルトナ大陸に吹き荒れるようになった際には、風乗りとしてそれを鎮めるために主人公に協力する。
エステラ
声 - 伊藤静
ナドラガ教団の女性神官で、ナドラガの神の器。炎の領界で魔炎鳥に襲われて重傷を負った主人公を治療し、主人公がナドラガンドで受け入れられるための手引きをする。
マティル村の生まれだが、謎の死病によって故郷もろとも同胞を失い、唯一の生き残りとしてオルストフに拾われた。厳しい修行を経て教団の神官になり、二度とマティル村のような不幸を繰り返さないため、人々を救うための力を求めている。気丈で慈愛精神が強く、堅物に見えるが、ぬいぐるみ等、可愛い物に目がない。
その後、ナドラガ復活のためにフウラを連れて嵐の領界のナドラガ神のほこらへと向かう。そこで主人公と敵対して竜化するも、戦う意思を見せない主人公に対し戦意を失うが、邪悪なる意思に操られて暴走し、激情の竜エステラとなって襲いかかる。敗北後、正気に戻りフウラを攻撃しようとしたが神獣アマカムシカに阻止される。翠嵐の聖塔では、重傷を負ったトビアスの代わりに試練の番人と戦おうとするが、トビアスに制止され主人公に全てを託す。戦いの後、アクラガレナに突き落とされた主人公を竜化して救助した。そして、ナダイアに教団の真相を知らされ、邪悪なる意志の正体をオルストフに伝えようとするも、ナダイアによって教団を破門される。その後、主人公と共にナダイアを倒すも真の黒幕がオルストフと知らなかった上、神の器である身をナドラガの生贄に利用されてしまう。その後、主人公兄弟に解放され、ともに邪竜神ナドラガを倒す。事件後、教団をトビアスに任せ、竜族の隠れ里に生活拠点を移す。その後、アンルシアの大魔王討伐の為に、魔界まで同行する。その後、果ての大地ゼニアスへの調査隊にも参加する。その後、グランゼニスが断罪の剣を修復するために協力を申し出るも、ガンガブラにより創失させられてしまう。しかし、主人公が彼を倒したことで復活し、ナドラガ憑依の儀式を行った。
2016年2月のバレンタインイベント「第4回アストルティア・クィーン総選挙」で第1位になった。

### フウキ
アスフェルド学園で主人公と共に行動する「封印危機対策委員会」の通称。フウキの特徴は絆を上げることで隠された力を上げ、髪型を変えられるほか、ストーリーを進める事で服装を変えることができる。
ミラン
声 - 坂泰斗
II・スペーディオの生徒・主人公の同級生。アラハギーロ王国の王子で、ムーニスの孫。主に両手剣を持って戦い、回復及び補助呪文を使う。感受性が強い性格だが、少し天然な一面も。さらりと風になびく銀髪に、少しもの憂げにふせられた瞳。独特な雰囲気をかもしだすため、学園の女子からはミラン王子と呼ばれている。古代文献に相当詳しい。ピアノが趣味。幼き頃父親が不慮の事故で亡くなり有力な跡継ぎ候補となるも、暗殺事件が発生し母親は自分をかばって死亡。その時の後遺症と不眠症を克服するためアスフェルド学園に入学する。フウキに入部したのは自分から逃げるためだった。ある時、ギムレーに王国に戻るよう言われるも断りフウキを続けて主人公たちを支えていた。しかしシナイジッチ教頭に責められ、ギムレーに再度王国に戻るよう言われたことで心の迷いが発生し封印のカギ穴に吸い込まれる。彼自身の心の迷いから生まれた暗殺者と苦戦を強いられていたが、助けに来た主人公たちを見て自らの誤りに気付く。心を入れかえてギムレーを安心して帰らせ、その後は主人公を支える副リーダーとしてたくましくなる。
フランジュ
声 - 嶋村侑
II・ガルハートの生徒・主人公の同級生。主にオノを持って戦い、蘇生及び補助呪文を使う。金髪さらさらのロングヘアーに清楚で可憐といった言葉が似合う彼女は、学園中の男子から羨望のまなざしを一身に受けるマドンナ的存在。敬語で話す。幼き頃から天涯孤独で不良のような生活を送っていたが、ザビアナに出会った事で心が変わり、彼女の勧めでアスフェルド学園に入学する。謎の死を遂げたザビアナを検死したエリシャを疑っていた。フウキに入部し主人公たちを支えていたがある時、エリシャと会い激しく問いただそうとする。その後も活動を続けていたが、エリシャとグループだったシナイジッチ教頭により謹慎処分を受ける。謹慎中、エリシャに呼び出されザビアナの形見の手帳を奪われてしまう。この事でエリシャの悪事が発覚しバウンズ学園長の計らいで処分を免れる。その後ザビアナを殺害したのがシュメリアと知り、彼女に勝負を挑まれると覚悟を決め主人公とともに戦う。勝負後、シュメリアにこれからもザビアナの言い伝えを守って生きる事を誓い彼女を励ます。
アイゼル
声 - 中島ヨシキ
III・ガルハートの生徒で生徒会長。主に片手剣とハンマーを持って戦う。赤髪でスポーツ万能で体格がよく、ノリがいい兄貴肌だが、性格は天然。多くの生徒から慕われている。趣味はものづくりで、人数分のフウキの証を作った。後輩に武器鍛冶の初歩を教えたりもする。義弟のウェスリーも学園に入学するはずであったが、はやり病で失ってしまう。そのショックで無我夢中で願いの領域に入り、ヨミの狩人との戦いで記憶喪失になり、弟に会いたいとの願いでアスフェルドを幻ウェスリーに変えてしまう。そうとも知らず封印事件が発生し主人公に救われ、フウキに入部。幻ウェスリーを探すため力強く活躍する。その後、自身が記憶喪失だと知らずウェスリーの幻像が言ってたことはデタラメだと言い張る。その後、突如現れた幻ウェスリーに遺跡の封印を解いたことを責められる。しかし異界校舎に入り再びヨミの狩人と戦い記憶を取り戻し、再び現れた幻ウェスリーは本物ではないと告発する。そして狂乱の破壊神を討伐しフウキ活動終了後、無事にクラウンとともに卒業する。
クラウン
声 - 沼倉愛美
III・グラブソンの生徒。主に弓を持って戦い、回復呪文を使う。元気で爽やか、笑顔が魅力。明るく面倒見がよく、みんなのお姉さん的存在で学園の男子から大人気。運動神経抜群で料理の腕がピカイチ。お化けなどの怖いものが苦手。顔立ちがタヌキっぽいことがコンプレックスで、そのことをいじられると本気で怒る。最初はアイゼルの付き添いでフウキに顔を出し、その後正式に入部する。だが、真の目的はシナイジッチ教頭の命でフウキをスパイする事だった。幼き頃、父親の借金が原因で夜逃げ生活を送っていたが、当時資産家だったシナイジッチに救われ、彼の言いなりとなっていた。フウキの活動中に本性を能わして主人公たちを封印する。しかし、その後シナイジッチを裏切ったとして石にされたが、リソルの力で元に戻る。その後、主人公たちに真実を話し学園を退学しようとしたがシュメリアの判断でフウキに残る。リソルが魔物に戻りコントロール出来なくなった時には、自分が彼をここまで追い詰めたと心を痛める。ウェスリーの幻像が言ってたことはデタラメだと言い張るアイゼルを厳しく激励する。異界校舎に入り当時の光景を見てウェスリーの年齢に疑惑を抱く。そしてウェスリーがはやり病で亡くなった光景を見て自分がアイゼルに厳しく激励した事を思い出す。そして狂乱の破壊神を討伐しフウキ活動終了後、無事にアイゼルとともに卒業する。
ラピス
声 - 篠原侑
I・ディアノーグの生徒。主にメラ系及びバギ系の呪文を使う魔法使いタイプ。制服にはさりげなくフリルが足されているなどオシャレにカスタマイズされている。ツーサイドアップにまとめた左右にゆれるピンクの髪が特徴的。感情の起伏に乏しく無口だが子供っぽい一面も。ドラキーの姿をした父メルジオルと共に行動している。幼き頃から甘いものが大好き。メルジオルの意向でアスフェルド学園に入学し魔法使いの道へと進む。入学後も甘いもの好きが止まらず食堂のホールケーキを20個平らげ、「食料貯蔵庫泣かせのピンクシュガー・デビル」と称される。自分達がクラウンに封印された際には、自らバリアをつくり、みんなを守った。フウキに入ったのは父からもらったドラキーハンカチを探すため。だが、魔界に戻ろうとするリソルを人間の姿に戻す為に父の制止を無視し、彼の暴走した魔力を吸い取る。術は成功するも魔力からの悪影響を懸念した父から叱責される。後日、彼女は父を人間の姿に戻す呪文・ニンゲーラで人間の姿に戻そうとするも失敗。それでもくじけずフウキを続けながら大魔法使いになるよう努力する。
リソル
声 - 皆川純子
I・スペーディオの生徒。主にヤリを持ってドルマ系の呪文を使う。幼き顔立ちながらもクールな毒舌は大人顔負け。生意気な性格で男子達からは不評なのだが、背伸びをして斜に構えている感じが学園の女子達からは非常に人気である。基本的には自信家でひねくれものだが、やさしくされると照れる。ニンニクが苦手でカナヅチ。その正体は魔界から来た魔族のエリートで、人間がどれだけのものか見極める為に学園に入学した。最初はフウキを敵視していたが自らの弱点で勝負に負け正式入部し、リーダーである主人公をサポートする。シナイジッチ教頭により石にされたクラウンを救うため、秘密裡に本来の魔族の姿を現し彼女を救う。だがシナイジッチ教頭の石化術は相当なものでコントロールが利かなくなり主人公たちの前で魔族の姿に戻ってしまう。正体が発覚した事でフウキの証を壊し、フウキも学園もやめて魔界に帰ろうとする。しかしラピスの術で人間の姿となり、みんなの励ましで学園とフウキに戻る。ラピスが探しているドラキーハンカチのことで、あることを思い出す。異界校舎に入り、過去の光景がアイゼルがみんな主役だったのを見てすこぶる腹を立てていた。
ゼクレス魔導国に、リソルの実家がある。魔王アスバルからの私的な依頼を受けアストルティアを調査しているのだという。

### その他の仲間
キュルル
声 - 堀江由衣
エテーネルキューブに宿った時の妖精。緑色のフードを被り、小鳥の嘴がついた小人のような姿をしている。見かけによらず、合理的思考の持ち主。その正体は、キュレクスから時渡りの力を分離されて生まれたキュロン人。最後は永久時環を利用して因果律操作を行い、滅亡した世界を修復するも、力を使い果たし消滅したが、その意思は世界と一体化しており、Ver.6.4では主人公を神話時代へ時渡りさせた。Ver.7.4ではキューボを救命するため一時的に彼に取り付いたが、キュレクスが作った機巧体に精神を移し復活。その後、ジア・クトの戦艦を永久に時の止まった空間に閉じ込めるための絶対永続波を放つも、機巧体が機能停止したため、ゼネシアの攻撃を受けたキューボを救命するため再度彼に取り付く。太古のゼニアスから帰還後キューボの意識覚醒に伴い肉体を返し、再度世界と一体化した。
ポルテ
声 - 野口瑠璃子
果ての大地ゼニアスへの調査隊への参加を志願してきた少女。元気いっぱいで誰とでもすぐ打ち解けられる性格。植物を成長させる不思議な術を使用することができ、主人公以外では唯一創失を感知することができる。創失の呪いを解いたことで調査隊が解散した後は、新エテーネの村に滞在する。
もう一人のポルテ
エテーネ王国の式典に居合わせていた少女。ポルテとそっくりだがフードを被っており、落ち着いた口調で話す。創失のことについても知っており、主人公に磁光石を託しゼニアスへ向かうよう告げ、精霊の泉では枯れた泉を復活させた。Ver.7.2では闇の領界に現れた怨念の邪竜を封印した。
実はポルテの別人格。この人格が表に出ている時は主人格は気を失った状態になっており、その時のことは記憶していない。逆に別人格は主人格の様子を把握しており、主人格のことは「バカ弟子」と呼んでいる。
その正体はアストルティアの大地の意思が具現化した存在。具現化した時点で自らも呪いに侵されていたため、まだ呪いに侵されていない部分を別人格として切り離した（これが主人格のポルテ）。

## オーグリード大陸
ランガーオの○○
レンダーシア出身。両親や故郷の人々を殺した赤マントの集団への復讐のためランガーオ村で修行をしていたが、ロンダの氷穴で凍死してしまう。
マイユに死体を発見され村に運ばれ、葬儀が始まるところで主人公の魂が宿り蘇生する。
クリフゲーン
ランガーオ村王。村の武闘大会で何度も優勝するほどの実力者で、寛大な性格。
過去に兄貴分のガガベスに勝利した（ラッキーパンチだったが、ガガベスの命も奪ってしまう）ことで彼の妻子を敗者として不幸な目に遭わせたことを悔やみ、勝者至上主義であった村の風潮を改めた。
外伝クエストでは、ガガイからの殺害予告が書かれた手紙を受け取ったことで身支度を整え、敵わぬことを承知の上で自分の命を狙うガガイを迎え撃とうとする。
ギュラン
クリフゲーンの側近。子供の頃から身体が弱かったが負けず嫌いな性格で、身体が弱い分熱心に勉強し、オーガ族の中でも頭が良くなりクリフゲーンに気に入られて側近となった。外伝クエストで度々失踪するクリフゲーンの捜索を主人公に依頼する。
アロルド
声 - 増元拓也
マイユの幼馴染で、ジーガンフのライバル的存在。ガートラントではマイユと共に失踪事件解決をグロスナー王から依頼されたが、ザマ烽火台に行く途上呪術師マリーンに誘拐される。主人公に救出され、その後はランガーオ村で暮らしていたが、襲撃に現れたアンテロに正体不明の猛毒を吹きかけられ、長らく生死の境を彷徨う羽目になってしまった。Ver.3クリア後は、マイユが持ち帰った薬で完治する。
ジーガンフ
声 - 荒井勇樹
アロルドの兄貴分で、皆から慕われている武闘大会のチャンピオン。マイユに惚れられているが、本人はアロルドの方がマイユに相応しいと思っている。数年前の武闘大会でアロルドに手加減されたことに怒り、アロルドに本気で戦わせるため悪鬼ゾンガロンから力を貰ったが、暴走しマイユを人質にしてしまう。ガートラントでは、アロルド同様マリーンに操られたが戦闘後は正気に戻った。
その後Ver.7では、果ての大地ゼニアスへの調査隊に参加。アマラーク王国を襲ったフーラズーラが創生のチカラであることをラキから教わり、それが気を集中させた攻撃でも倒せることに気付きフーラズーラを退けた後、フーラズーラに対抗するための術を住民に教えるために王国に残った。
ジェニャ
声 - 白石涼子
情報通の少女。ゴズ渓谷の奥地にあるバブドル集落の出身だが集落は貧しい。金儲けに繋がる話に敏感で、関西弁を話す。
パラディンの職業クエストでは、大地の竜バウギアに生け贄に捧げられることを条件にグロスナー王から集落を救う資金が送金されており、本人もその運命を自覚しつつ金集めに奔走していたことが明かされる。しかしズーボーの決死の行動により救われ、パラディンを目指すことを決意する。
アストルティアキャラクターズファイル「ジェニャの未来」では、ズーボーの石化を解くために黄金のパラディンと共に奔走することになる。
黄金のパラディン
声 - 白石涼子
数百年に一度現れる伝説のパラディンで、ジェニャの憧れの存在。その正体は未来から来た成長したジェニャ自身。ズーボーの石化を解くためにストロスの杖を手に入れるも、地震で博愛の碑が崩れてしまったため、謎の人物の力で過去に飛ばされてきた。
バグド
グレン城王。正義感が強く国民の信頼も厚いが、最近は魔瘴石のネックレスによって命の危機に瀕し、賢者マリーンによって一命を取り留めるも魔瘴によって頭痛にうなされ、無実の者を次々に投獄している。ガートラントに戦争を仕掛けるための兵を募っている。その後、グロリスの雫により頭痛は治まり、戦争を中止する。Ver4.2では、ゾンテドールとの戦いにおいて、戦の舞で主人公をサポートする。
妖剣士オーレン
声 - 神尾晋一郎
妖剣士の塚でレムルの聖杯を守っている双剣の骸骨剣士。登場の際は、配下の骸骨達に身体を組み立ててもらっていた。
かつては剣聖と呼ばれるグレンの英雄だったが、新たに発生した魔瘴の調査に赴いた際部下全員を魔瘴に冒され、レムルの聖杯とグロリスの雫を求めるが瀕死の重傷を負い、変わり果てた部下達に斬り刻まれ無念の死を遂げたことがグレン外伝クエストで明かされた。
倒すと成仏する。
水竜ギルギッシュ
雲上湖に存在する水竜。グレン外伝クエストにおいて、かつてオーレンに倒されたが、オーレンを慕う娘パリンが命を落とした後、ギルギッシュの身体と一体化し、永遠の命を得てグロリスの雫の番人になったことが明かされた。
倒すと成仏する。
グロスナー
声 - 浦山迅
ガートラント王。かなりの高齢ながら、剣術の達人として名高い。バグド王とは、オーグリード式レスリングの師弟関係であった。趣味は魔物ハンティング。ガートラント外伝クエストでは、自ら囮になって国内のスパイを炙り出そうとする。また、かつて息子デルタニスがいたことが明かされる。
ゼラリム
ガートラント姫。グロスナーの孫娘。病弱で、マリーンによる治療を受けていた。「チョコ神」のような庶民的なフォルムの人形が好みで、主人公に城下町へ買いに行かせたことが、図らずも国家を巻き込んださらなる事件へと発展してしまう。
スピンドル
声 - かぬか光明
ガートラント兵士長。20年ほど前ははかなげな容姿と華麗な剣術で名高かったらしいが、現在ではその面影はなく肥満体のメタボになっている。人の手柄を横取りすることもある。長年スピンドルの剣技を見ていないグロスナーからは、腕前を不安視されていた。
ジュリアンテを自分が討伐したと報告したため、マリーンに生き返しの術を受けた者と誤認され、グロスナーと共に誘拐されるが、オルセコ闘技場では完全に怯えて逃げ回り、マリーンに「使えない」と言われてしまう。かつては「ガズバランの剣」のメンバーだった。ガートラント外伝クエストでは、ピュージュとザッケス（ゼクセン）の目を眩ませ、その隙に人質にされたゼラリムを救出し主人公を助けた。「ガズバランの牙」の事件後は心を入れ替え、ダイエットに励んでいる。グランドタイタス号での宴の席では、「毒見」と称してバイキング料理を20人分も平らげていた。
Ver.5冒頭のムービーでは、魔界から侵攻してきたバルディスタ軍に対し、迎え討つガートラント軍を指揮した。
ジュリアンテ
声 - 行成とあ、深田愛衣（蘇りしジュリアンテ）
ガートラント王国の男を幽閉していたボンデージルックの魔女で、“白いヴェールの女”に成りすましてグレンやガートラントを混乱に陥れた。魔瘴石の力で強化されており、力を存分に試せる相手を探している。しかし実際はピュージュがケーキ神人形を化かせたものであった。
作中ではマリーンの妹と言われているが、これは基となった魔神ジュリアンテがジャイラジャイラの妹に当たるため。
ザッケス
ガートラントで、ぬいぐるみ店を経営。「チョコ神」のぬいぐるみを扱っていたため、誘拐事件の共犯容疑でスピンドルに摘発、仕入れ先を証明できるまで営業禁止処分、証明できなければ逮捕を言い渡されるが、主人公がぬいぐるみの仕入先を証明することで解放された。
正体は、前兵士長ゼクセン。強さこそオーガの最大の価値と思っており、十数年前デルタニスらと共にオーガ本来の厳しい生き方を取り戻すため「ガズバランの剣」という組織を作って修行をしていたが、修行が過酷すぎたため、王子をはじめ多数の死者を出してしまったことで組織を解散させられ、国を追放された。ガートラント外伝クエストでは、グロスナーに復讐するため秘密結社「ガズバランの牙」を結成し、ピュージュと組んだことで力を得て若返り、「チョコ神」のぬいぐるみを用いたテロ活動を行う。
パック
ガートラント王国の井戸に住むオーガの少年。「新進気鋭のかばん職人」を自称しており、トートをライバル視している。ボルタ―に強く憧れており、彼に弟子入りを考えていたが、彼の弟子から既にポルターが死んでいたことを知り、以降は孫弟子になることを志す。だが、その弟子の正体がトートであることを知り愕然とする。
フルッカ
声 - 近藤春菜
グレンに住む、肥満体の重度なものぐさ中年女性。ベルンハルトの子孫とされていたが、実際ははるか先代のうちに力が失われ、怠け者になっている。過去世界でレイダメテスが破壊された後は破邪舟師の力を受け継ぎ、同時に性格も真面目になっており、主人公を冥王の心臓へといざなう。オフライン版ではフルッカの破邪舟がかき消されたため、フィーフィに託す。
10周年記念クエスト「天を超えて行け」でも復活したレイダメテスの前に破邪舟がかき消されたため、祖母のハルッカ（声 - 槇原千夏）が破邪舟を錬金術で強化する方法を研究していたことを伝えた。その後、レイダメテスに突入する際、大地の箱舟を破邪舟として動かすために同乗するが、到着後は自分では足手まといだと主人公とエルジュに後を託す。
2016年7月13日放送の『スッキリ!!』で近藤春菜にそっくりだと放送され、近藤本人も認めている。その後オフライン版や10周年記念クエストで声を担当することとなった。
近藤はインタビューで「似てる似てると言われ、フルッカじゃねーよ！と叫びながらも、フルッカに決まったときは、うん。わたししかいないよね。と嬉しかったものです。人って、骨格が似てたら、声が似てるって言うじゃないですか。だから、私の声はフルッカの声、なんですよ」と述べている。
復讐鬼ガガイ
ランガーオ外伝クエストに登場。クリフゲーンの兄貴分にして、20年前村のチャンピオンと名高かったガガベスの息子。26歳。父がクリフゲーンに敗北し死亡したことで弱者の家族として村人から虐げられ、母も苦労がたたって他界し自らも村を去った。クリフゲーンを殺し、ランガーオ村を壊滅させるという復讐を実行しようと自らを鍛え上げてきた。戦闘後は復讐を断念する。
バジェオ
ラギ雪原で暮らしている、オーガの老人。グランドタイタス号の技師であったが修理の際、無断でグランドタイタス号のエンジンを交換したことで、エイブラム船長と仲違いし、ラギ雪原の小屋で隠居生活を送っていた。エイブラム船長の意趣返しによって、置いてきた工具かばんに入れていた愛用の壊れたスパナをハイテクスパナに無断で交換され腹を立てるが、その行為に込められたメッセージに気付き自らの過ちを認め、技師として復帰した。
後にグランゼドーラ城へ故障した秘密会議室の装置を修理するために訪れて、修理後は秘密会議室の隣の部屋で待機している。
ユリエル
ガートラント城地下の摩天の霊廟にあった、ガラテアの神槍に宿った精霊。聖守護者の闘戦記で手に入れた羽根を、アクセサリーと交換してくれる。
欲望の邪神ゴモル
数百年前に大地の竜バウギアの子竜を奪い、バウギアを邪竜へ変貌させた張本人。バウギアに殺されてなお強欲さは衰えておらず、ジェニャを唆すも、主人公と黄金のパラディンに敗れ、存在を関知し目覚めたバウギアに消滅させられた。
フィーフィ
声 - 早坂梢
破邪舟師を目指している少女で、フルッカの姪。オンライン版では顔見せ程度の登場だったが、オフライン版ではメインストーリーに深く関わる。自らを「天才」と称している一方で失敗を恐れており、消極的な態度をとるも、キーエンブレムを10個集めたタイミングで自身を取り戻し、冥王の心臓へと誘う。

## プクランド大陸
プクレットの○○
ピリッポと共に演芸グランプリで3回連続優勝を果たした芸人志望のプクリポ。プディンの両親の仇であるけがれの大蛇を倒そうとするが返り討ちに遭い死亡する。ティルツキンに死体を発見され、村に運ばれる途中で主人公の魂が宿り蘇生する。
プックレイ
プクレット村長。プクレット外伝クエストでは演芸グランプリを主催、主人公に審査員になってくれるよう依頼する。自身もかなり芸達者。
ピリッポ
プクレットに住む青年。お笑い芸人を目指しており、プクレットの○○の相方としてコンビを組んでいたという。
夢現篇ではレンダーシアで開催されるワールド演芸グランプリで優勝するため、真アラハギーロで修行を続けているが、滑舌の悪さからかみグセが治らなくて困っている。
プディン
プクレットに住む少年。気弱で泣き虫。けがれの大蛇に両親を殺された。のちに立ち直ってオルフェアに引っ越し、ナブナブ大サーカス団の誘拐事件に巻き込まれるもナブレットを決して疑わなかった。事件後、サーカス団への入団を決意する。
ティルツキン
人間の商人。中年男性だが一人称は「あたし」。賢者エイドスの命でけがれの谷を巡回していたところ、倒れていたプクレットの○○を発見する。まもの使いクエストではレンドア町長シガールに雇われ、クラハに依頼を持ち込む。
けがれの大蛇
けがれの谷に存在する邪悪な大蛇。プディンの両親の敵で、プクレットの○○をも殺した。やみわらしを放ったあと主人公を襲おうとしたが、聖なる光で穴の中に引っ込んだ。
マリーンによると、嘲弄の邪神ピュージュの尻尾である事が示唆されている。
ナブレット
声 - 古川登志夫
オルフェア町長にして、ナブナブ大サーカス団の団長。昔はパティシエだった。町民達の人気を集めていたが、ある日突然町中の子供達をさらってしまう。実は昔オルフェアの危機を知った妹の予言によりサーカス団に転職し、15年経ったら町の子供たちを守るために子供を誘拐するよう約束していた。子供たちを拉致し、銀の丘の不思議な扉に閉じ込めて守ったあと、悪魔ザイガスをフォステイル広場まで誘き寄せた。
その後、甥であるラグアスが主人公の兄弟に攫われ行方不明になっていた時には、城を乗っ取ろうとした貴族を火吹き芸で追い出し、メギストリス国王代理を務めていた。Ver.7では、「異世界を見てきてほしい」というラグアスの頼みを受け、果ての大地ゼニアスへの調査隊に参加する。
アルウェ
声 - こおろぎさとみ
メギストリス王妃。ナブレットの妹で、生まれながらの予知能力者。明朗快活で元気の象徴のような存在だがかなりの天然。
子供の頃、銀の丘の不思議な扉からあらわれたフォステイルから願いを三つ叶えるノートを貰い、さっそく「お姫様になれますように」と願いを書くと翌日に迎えが来てメギストリス妃となる。それからしばらくして「イケメンで国を救っちゃうような息子が生まれますように」と書きラグアスを授かる。メギストリスで幸せな日々を過ごしていたが、ある日突然謎の死を遂げた。ある時にあらわれた悪魔ザイガスに一芝居を打ち、ザイガスからオルフェアの危機を救う方法をナブレットに伝えていた。その頃、別の予知によって知った将来の危機を回避するため、「ラグアスが三つ目の願いを書こうとした際にノートが消滅しますように」と三つ目の願いを書いてこの世を去った。
10周年記念クエスト「天を超えてゆけ」では、生前闇のキーエンブレム・桃の隠し場所を示した手紙をエイドスに託していたことが判明した。
パクレ
オルフェアに住む警部。正義感が強い人物であるが思い込みが激しく、30年間事件が無かったこともあり勘違いから先走った行動をとることが多く誤認逮捕も多い事から住民から嫌われている。借金をしているらしく、借金取りが自宅にやって来ている。オルフェアの事件終了時に銀の丘の扉に閉じ込められるが、オルフェアの外伝クエストで脱出する。
アストルティアキャラクターズファイル「パクレ警部の事件簿」では多元世界の超常的存在を監視・排除するための組織「時空監察機関ケイブ」のエージェントである宇宙人「P890」として活躍したがそれらは銀の丘の扉の奥で見つけたフォステイルのノートの試作品に書いた夢物語が具現化したものだった。
最終的にノートの効果を危惧したフォステイルの操作によってノートを燃やされ、自分自身の力で理想を実現できるようにすると決意した。
ザイガス
声 - 木内太郎
プクリポの英雄を排除するため、オルフェアの子供を殺そうとしている悪魔。アルウェと契約し15年間の時を経て町を襲撃するがナブレットによって子供は全て連れ去られており、ミュルエルに誘き出され力を弱められた状態で戦う。
強ボスモードでは、本来の強さのザイガス2体と上司である悪魔長ジウギスとの戦闘になる。
プーポッパン
声 - 小形満
メギストリス王。アルウェの願いを叶えるノートの力によって彼女を伴侶として見初め、王妃として迎え入れた末に結ばれた。嘗ては剣術の達人として知られていたが、魔瘴に詳しい側近の老人イッドを同行させた魔瘴の調査中に魔瘴に侵され溜め衰弱し、命の危機に晒されている。 統治には熱心で民を思う心も人一倍であり、余命いくばくもない自身の命を大陸を覆う災いを払うための儀式の供物に捧げることで生を終えようとしている。
予知や予言の類は一切好まず、妻のアルウェや息子のラグアスには予知の事は一切口に出すなと固く言いつけてきた。その影響でラグアスとは幼少時より折り合いが常に悪く、アルウェ王妃の死の直後のやり取りで予知の事を口にした息子に激怒して感情的に怒鳴りつけたために確執が決定的となってしまった。ほどなくしてプクランド大陸の滅亡を目論む魔族に付け込まれて周囲の疑念に囚われ、フォステイルが命を捨てずに済む手段として掲示するアルウェ王妃の願いを叶えるノートの存在を頑なに否定し続けており、儀式の場に駆け付けてきたラグアスの眼前で正体を現したイッドの攻撃を食らい致命傷を負う。
母の死に落胆するラグアスに気遣う言葉をかけたり、引きこもってしまった彼に家庭教師をつけたり、未来ある若者よりも死期の近い自分が儀式の糧となるべきだと断じたりと、心の底では常に息子の身を案じており、主人公とラグアスの話を信じなかった事を侘び、ラグアスにプクランド大陸の救済を託して息を引き取った。
イッド
声 - 魚建、深澤純（蘇りしイッド）
プーポッパンが絶対の信頼を置く人間の側近で、魔瘴研究者としても知られている。王に近づくものをあらゆる話術で排除しようとする。その正体はプクランド大陸の滅亡を企む魔物。
大魔瘴を鎮めるための儀式の場となるキラキラ大風車塔を血で汚すことにより、浄化の力を呪いに変えてプクランド大陸全土を滅ぼそうと目論み、言葉巧みに王をだまして彼の部下を殺害。その上で王を風車塔に呼び出して殺害しようとし、駆け付けてきたラグアス王子の眼前で王に致命傷を負わせる。主人公らに撃たれたのと引き換えに目論見通りに呪いをまき散らすことに成功し、ラグアス王子がアルウェ王妃のノートを手にしているのを見て、残り2つの願いを叶えれば待つのは無残な破滅の未来のみという事実を突きつけつつ消滅した。
タナト、ヒプノス
イッド直属の精鋭兵士。プーポッパンを儀式の間におびき寄せるために、主人公以外の討伐隊を殺害し儀式の間を血で汚した後、主人公に襲いかかる。
ブルメル、レドノフ、グリモア
ポポリアきのこ山の「三闘キノコ」と呼ばれる三人の巨人。プクリポと仲良くなりたかったが、互いのすれ違いにより喧嘩中。のちに主人公が間に入り仲直りした。
バロ
オルフェア地方西にアジトを持つ盗賊団・ダンダダ団のリーダー。オルフェア外伝クエストでは、（自分達にとって邪魔者である）パクレ警部が行方不明になったため活動を再開。手始めにミュルエルの森のフォステイル像を盗み出そうとするが、重くて持ち上がらずギックリ腰になってしまう。
カンダタ外伝クエストでは、勝手にカンダタの名を真似てダンダダ団と名乗っている事を明かした。カンダタを恐れており、彼の話題を禁じている。
メロポネス
オルフェア外伝クエストで登場。オルフェア地方西の隠れ穴を拠点とする写真家。呪いの影に呪いをかけられて椅子から立ち上がれなくなり、魔法のステッキを盗まれてしまう。
呪いの影
幽霊のような魔物。写真機のフラッシュに反応して現れ色々な物を盗む習性がある。
パルカラス亡霊
メギストリス王国の前身であるパルカラス王国国王の亡霊。フォステイルが現れる前は、プクランド大陸一の魔術の使い手だった。
娘を愛する一方で、民衆をゴミと見下す傲慢な性格で、500年前に大陸全土で疫病が自然発生した際、疫病にかかった患者達を国外追放した。それに異を唱えたフォステイルの軍勢のクーデターで自身の兵士もろとも追放された。そのことを逆恨みし、兵士を自分と共に強制して自害させた上で屈強な亡霊となって復活し、メギストリスへの進軍を企てるもフォステイルの命を賭した儀式によって長らく封印された。イッドが儀式の間を汚した影響で封印が解け、王国に進軍を始める。
その怨念は非常に強く、フォステイルの伝記の内容を改ざんし、彼を悪者に仕立て上げるほどである。
最後は成仏する。
カンダタ
『ドラゴンクエストIII』より登場した、伝説の大盗賊と同名の大盗賊。かつて月を救った救世主ジンダタの子孫。クエスト「大盗賊の伝説」で月の秘宝を手に入れるため、主人公を強引に子分にして月に行く方法を探す。
2015年3月のホワイトデーイベント「第2回アストルティア・ナイト総選挙」で第1位になった。
ペリポン
キラキラ大風車塔やビッグホルン等を設計した、建築家プロッペの血を引く無職。自称「偉大な無職」。事あるごとに自身が無職であることを強調する。カンダタを親分と呼んで慕っている。主人公に対しても同じカンダタ子分として親近感をもっており、主人公を「カンダタこぶんA」ペリポン自身を「カンダタこぶんB」と勝手に決める。彼を月に行かせるために、ビッグホルンを改造しようとする。何かを達成すると、涙目でカンダタにご褒美をねだる。
ラゴス
風車のカギを盗んだ盗賊。どこかの暗闇の壁に隠れている。ブーメランを武器にしている。若い頃に作った漆黒のノートの内容を、他人に読まれることを嫌がる。
パルミオ
声 - 森久保祥太郎
プクランド大陸の地下の魔瘴を研究している博士で、メギストリスの筆頭研究員。妻にペコリアがおり、後にプクラスが産まれる。珍しい物を見ると「いやったああああああ!新発見だああっ!」と興奮する。第二次ゴフェル計画に際し、宇宙船アルウェーンを建造。その際、動力炉としてバイロゴーグの細胞を組み込んだ「無限動力炉」を開発しており、万一の際に動力炉を停止させる緊急停止コードを組み込んでおり、これがバイロゴーグを倒す鍵となった。
その後、レンドア上空に天星郷が現れると、空を飛ぶ装置を開発して主人公と共に天星郷に飛ぼうとするが、天星郷の衛兵たちによって阻まれてしまう。
パノン
伝説の旅芸人で、「宿なしのパノン」の異名を持ち、プクレットの○○の憧れの対象であった。現在は地位と名誉を捨て新人芸人「パヤノドン」として再出発しようとしていたが、主人公の要請でオルフェアで特別公演を行う。その様子は記憶の結晶に収められ、アルウェーンの市民の洗脳を解くのに使用された。
ボンドル
パクレに憧れているオーガの少年。しかしパクレの銀色のノートによってアストルティア侵略を企てる宇宙人「イレイザーGe50」に仕立てられていた。
プティーノ
声 - 白熊寛嗣
魔窟アラモンドの副長。かつて、その極上の甘味で大陸中のプクリポを肥満化させたアラモンド鉱石を取引している。
ピコ
声 - 水沢史絵
魔窟アラモンドに住み着いているギャル風の女性。幼い頃に両親を亡くした過去を持ち、流星の帝王ミトラーを溺愛している。

## ウェナ諸島
レーンの○○
フィーヤ孤児院で育てられたウェディ。一人前の証を手に入れて両親を探す旅に出る手段として、花嫁に貝殻を渡す「シェルナー」を目指す。ヒューザと共に鍛練を行っていたが、不意にルベカに声を掛けられたことでヒューザの剣をまともにうけて死亡してしまう。
水葬で海に送り出されようとするときに主人公の魂が宿り蘇生する。
ルベカ
レーンの村の村長の娘で◯◯とヒューザの幼なじみ。探偵ごっこが趣味らしく、レーンの外伝クエストではダーリアの死に納得がいかず、真相を突き止める過程で村を脅かしたとされる少女フィーヤについて捜索する。
アーシク
レーンの村に住むウェディの青年で、主人公の友人。キールとの結婚を控えており、しきたりで必要な貝殻を探している。
ボーレン
ジュレットの町を治める、心優しき町長。キールの父親でもある。最近は近辺を徘徊する猫魔族に頭を悩ませている。ソーミャの事を気にかけている。
フィーヤ
レーンの外伝クエストに登場。かつてレーンの村に拾われた少女。一種の予知能力で人の死が分かるが、守る為に伝えた筈が村人からは「死の言葉を使う少女」と誤解され、薬で言葉を奪われた上に暴行を受ける。彼女の死後、村人は孤児院にフィーヤの名を冠したが、彼女の一件は村の歴史の影に葬られた。
暴行を受け死んだと思われて運ばれた祈りの宿で、神官がまだ僅かに息がある事に気付き、村人には内緒で保護する。神官はフィーヤを救うために様々な手を尽くしたが失敗に終わり、神官の絶望を知ったフィーヤはドルロイの滝に身投げした。死後、ルベカの命を狙う波怨竜の存在を幽霊となって伝えようとする。
黒き花婿
ウェディの青年レグが、婚約者ダーリアの死で悲しみと絶望によって我を忘れ、死後魔物同然の姿となったもの。キールをダーリアと誤認し連れ去ろうとし、さらに居合わせた主人公（レーンの○○）をその結婚のシェルナーとして連れ去るため襲ってくる。
戦闘後は成仏する。
ソーミャ
声 - 大和田仁美
ジュレットの町に住む、ウェディの少女。天涯孤独の身で、流れ着いた巨猫マンマーの子供を匿う。ヒューザに懐いており『ヒューザ兄ちゃん』と慕っている。ジュレット外伝クエストによると両親はある人物に呼ばれ、レンダーシアに向かうも、そのまま消息を絶ったという。
『ドラゴンクエスト 蒼天のソウラ』公式サイトでは、4コマ漫画『素麺のソーミャ』が連載されている。
トート
ジュレットの町の井戸に住むウェディの少年。鞄職人の父ボルターは留守がちで、父のかわりに鞄をつくることがあるが、あまり上手には作れない。自身は旅人になることを夢見ていたが、鞄拡張クエストで父の死を知り、改めて職人を目指すことにした。
かつては一つの鞄の作成に24時間を費やしていたが、腕の向上によってすぐに作れるようになった。
キンナー
声 - 中島ヨシキ
ヴェリナードの調査員でウェナ諸島の色々な文明を調査している男性。会話の前にポーズを取る。
神話篇では、王者の武具を集める主人公に助力するべく、時の刻みし海溝の伝説を伝える。
キャット・マンマー
猫島に住む、巨猫の女王。やや尊大な物言いであるが、温厚な性格。息子であるジュニアを溺愛していたが、生き別れになってしまった。
強ボスモードではミャルジを蘇生したり、回復呪文を使う（直接戦闘には参加しない）。
キャット・リベリオ
声 - 鶴岡聡
キャット・マンマーに仕える巨猫族の剣士。気性が荒く同族からも恐れられているが、根は善良で単純である。ブタネコと挑発されると激昂する。マンマーの子ジュニアを海に捨て、マンマーを蹴落とし猫島の支配を目論むが、主人公たちにその野望を挫かれ猫島から逃走した。攻撃力・防御力が高く強力な物理系スキルを使う上、ヒャダルコを使うプリズニャンを増援に呼ぶなど、中盤のボスとしてはずば抜けて手強い。
ジュレット外伝クエストでは、マンマーの元に戻るため改心し、新たに猫島の強奪を狙う敵から仲間を守るため戦う。巨猫族の勇士キャット・バルバドの血を引いており、神話篇では王者のマントを求める主人公のためにヒューザと力を合わせ、時の刻みし海溝へといざなう。
10周年記念クエスト「天を超えてゆけ」では、釣り上げた闇のキーエンブレム・青の力で正気を失いかけるが、ケイトにエンブレムを奪われ正気に戻る。
本作の予告の一環として『テリーのワンダーランド3D』で先行して登場が発表されており、本作の発売日である2012年8月2日に同時に配信開始された。
ミャルジ
ジュレットの外伝クエストに登場。リベリオにお供するプリズニャン。語尾に「〜でヤンス」を付ける。
ディオーレ
声 - 渡辺美佐
ヴェリナード女王。恵みの歌を唄い、ウェナ諸島全土に恵みを与えている。冷厳で誇り高い性格で、オーディス王子とは冷戦状態。しかし、バサグランデの件以降は男王を目指す王子を支えることにした。
オーディス
声 - 石川界人
ヴェリナード王子。正義感が強いものの、熱い性格から、また自分に冷たくあたる母への苛立ちから、時に先走ってしまうこともある。バサグランデの件解決直後は、その事を母に責められた。
ヴェリナード外伝クエストではウェナ諸島の全ての人々を守るため、絶えて久しい男王になるため奔走するが、最後の男王であるラーディスの遺志を知ることでヴェリナードで男が王になることの難しさを再確認し、更なる研鑽を誓う。Ver.6.1では大嵐の調査の指揮を執っており、セーリアの護衛として主人公に同行する。
メルー
声 - 石住昭彦
ディオーレの夫。温厚で気さくな性格だが間の抜けた所があり、ヴェリナード外伝クエストでは用意するアイテムを間違える失態を犯し、オーディスに批判された。女王と王子が対立していることに、心を痛めている。
一見尻に敷かれている小太りの中年だが、かつてはヴェリナードの剣神と呼ばれ、魔法戦士団が束になっても敵わないほどの伝説の魔法戦士だった。ディオーレと結婚した時、王室を護るためだけに剣術を使うと誓い、伝説を闇へと葬った。現在もその実力は衰えておらず、魔法戦士団からはヴェリナードに隠された真の守護者と評されている。
また、アストルティア防衛軍の「総帥M」としての顔も持つ。
キャスラン
声 - 福沙奈恵
オーディスに仕える凄腕の占い師を装った、ウェディの女盗賊。占いで永遠の地下迷宮の謎や、「刹那の歌」の存在などをオーディスに伝えたが、「占い」は既知の事項で、暴君バサグランデを復活させウェナ諸島を支配しようと目論み、オーディスを利用していた。しかし、「初登場早々に不注意で犬の尻尾を踏みつけて噛まれる」「オーディスを永遠の水に蹴落として閉じ込め、主人公にディオーレを呼んでくるよう命令するも、突然襲いかかる犬に驚いた拍子に転落して自分も永遠の水に閉じ込められる」「復活したバサグランデに取り入ろうとして壁に叩き付けられて気絶する」など、間抜けな場面が目立つ。最終的に、主人公にバサグランデが倒されると逃亡した。マリーンやイッドらとは違い魔物ではないが、根城にしていたジュレイダ連塔遺跡に残された古文書からそれらのことを知っていた模様。
アンテロによる連続誘拐事件ではアンテロと裏で繋がっており、嘘の情報でオーディスとヒューザをジュレイダ連塔遺跡へと誘い出し、ヒューザがさらわれるきっかけを作るもアンテロに置き去りにされ、オーディスの気迫に怯え、またも逃亡した。Ver.6.1では、潮騒の宝石箱を奪おうとするも、名犬メイちゃんに追い回されまたしても失敗に終わる。その後ヴィゴレーの婚約指輪を盗んだことで彼の部下から呪いを掛けられた末、ついにテゾーロに拘束され、ヴェリナードに引き渡された。
セーリア
声 - 田中美海
暴君バサグランデを道連れに永遠の水に共に封印されていた女性。
古代ヴェリナードの最後の男王ラーディスの娘で、王の代わりに自らを犠牲にしてバサグランデと共に永遠の水へと入っていた。しかし長い年月の後、オーディスらに解放され王室に迎え入れられる。失われたヴェリナード建国当初の歴史を知る生き証人でもあり、リナーシェを鎮めるため潮騒の宝石箱を持って主人公に同行する。
ラーディス
ヴェリナード最後の男王。バサグランデによってウェナ諸島が脅かされていた当時、民を守る事とバサグランデの封印を見張る事の板挟みに悩んでいたが、セーリアがバサグランデを道連れに永遠の水に入ったことで愛する娘を守れなかったことで男は父として愛する家族を守るべきと悟り、王位を妻ヴェリーナに譲り王の立場を捨てた。以後、王家の男は家族を守るために全ての力を注ぐべきとし、男が王位に就くことを禁じた。その後は恵みの歌をウェナ諸島全体に広げるための音叉を開発する。
証人ラディスオー
ラーディス王の誓いの証人とされるマシン系モンスター。男王を目指す者のために、国民を守る王の誓いと家族を守る強さを確かめようとする。
リーネ
ヴェリナード城下町でアクセサリー合成屋を営む、ウェディの女性。テンションの高く軽いノリで話す。同じアクセサリー2つを合成して、3つまでランダムな効果を加える「合成チャレンジ」を行う。
アクセサリー合成の仕様上、苦労して手に入れたアクセサリーがプレイヤーからすると微妙な追加効果になってしまうことも多いが、どんな効果がついても「うまいこといったよ」と答える。バージョン1.5中期からは指定の追加効果を有償で削除できるようになったが「前の追加効果を消して付けたら以前より劣化した」といった事態もしばしば起きた。バージョン2.3からは合成後に削除する効果を選べるようになった。
上記のことから、しばしばプレイヤーからは畏怖の念や敵意が向けられており、公式サイトでも「覚醒リーネ」と戦うネタ画像が作られたほか、期間限定イベントやエープリルフールイベントではコロシアムで闘う（後者は覚醒リーネとも）ことができた。職業はスーパースター、異常な見とれ率を誇り、金に糸目をつけない装備と戦術をとる。
実は、アストルティアの均衡を守る裏組織のボスという顔を持ち、アストルティアキャラクターズファイル「リーネさんのセレブな日常」では、彼女がオークションで落札した「クロ・マネキの像」をめぐるトラブルに巻き込まれることとなる。
2015年2月のバレンタインイベント「第3回アストルティア・クィーン総選挙」で第1位になった。
ミーネ
リーネの生き別れの妹。リーネがアクセサリー合成で有名になったことで、見事再会を果たした。アクセサリーの欠片を集めて持っていくと、アクセサリーに復元してくれる。終始ハイテンションなリーネとは対照的に、大人し目な性格で神経質な口調ではあるものの、プレイヤーの望み通りの仕事をこなす。
詩歌の守り手
ウェリナード城に伝わる刹那の歌の石碑の番人である、蟹のモンスター。苔むした身体に石碑を背負っている。
暴君バサグランデ
声 - 田尻浩章（蘇りしバサグランデ）
かつてウェナ諸島を暴れ回った魔物。翼が生えた巨大な獅子のような姿をしている。人語を話せるが、異名の通り、その気質は獰猛そのもの。ウェディの勇士リューデと巨猫族の勇士キャット・バルバドによって永遠の地下迷宮に追い込まれ、巫女セーリアの永遠の歌によって封印された。最終的にオーディスがキャスランに騙されたことが原因で復活するが、セーリアとディオーレの封印の歌で弱体化された所を主人公に倒された。
ヒポポ・サードン
ジュレット外伝クエストに登場する、カバの戦士。かつてはマンマーによってリベリオと共に育てられたが自分がカバと知って島を去り、その後に猫島を侵略しようと目論む。
波怨竜
かつてウェナ諸島に君臨していた竜。ウェディの戦士に倒されたが怨念は消えず、骨だけになって復活した。
戦士の血を引くダーリアを海に引き込んで殺害し、レグから引き裂くことで無念を晴らしたはずだが、ダーリアとレグが天に召されたことで失敗に終わった。しかし同じく戦士の血を引くルベカの存在を知り、彼女の命を狙う。
レイ
孤島にある「紅玉館」に住む富豪マクモフォール家（出自はレンダーシア）の娘。20歳前後。亡き母と同じ不治の病に犯されている。
行方不明となっている弟・デゼルの捜索を主人公に依頼する。
スクアーロ
クロ・マネキの像を奪った海賊。つまらない理由からリーネを恨み、身代金100億ゴールドを要求するが、主人公とリーネに敗れ、さらにデビルニャンに宝を根こそぎ奪われてしまった。その後は衛士団に捕らえられた模様。
デビルニャン
多くの所有者が破産したとされる「クロ・マネキの像」の正体。元々は人々に莫大な富をもたらす神だったらしいが、彼の像を巡って欲深い人々が血みどろの争いを繰り広げるようになるうちに、人々から富を奪う悪霊となってしまった。
スクアーロが負けた腹いせに像を叩き付けたことで出現し、レンダーヒルズの住民を次々に破産に追い込むが、主人公とリーネに敗れ、元の富をもたらす神に戻った。
デーラ
声 - 白石稔
ジュレットの歴戦の船乗り。大嵐の中主人公たちを歌姫の絶望に送り届ける。
テゾーロ
ウェディのトレジャーハンター。ヴェリナード王家の財宝を追い求めており、そこで手に入れた古文書が潮騒の宝石箱の隠し場所を見つける手掛かりとなった。

## エルトナ大陸
ツスクルの○○
学びの庭創設以来の天才と称されるエルフ。魔瘴がエルトナ大陸を侵食していることの対策として古代呪文（シャナク）の復活の研究を行っていたが、滴り落ちた汗が方陣を乱したことにより魔力が暴走して命を絶たれてしまう。
彼（彼女）を慕っていたフウラに遺体を発見されるが、主人公の魂が宿り蘇生する。
アサナギ
学びの庭で一二を争う秀才。ツスクルの○○をライバル視しており、主人公が生まれ変わりであることを看過していた。主人公らと共に試験に合格。
夢現篇ではエルトナ大陸の未来を守るため、○○の遺志を継ぎ失われた古代呪文を探し求めていることが明らかになり、呪いを解く方法を探している主人公と出会う。当初は主人公の話を信じなかったが、主人公に刻まれた刻印を見て主人公を信じ、古代呪文で呪いを解く方法を主人公に伝える。
キュウスケ
学びの庭の生徒。ヒメアの侍女ユーチャーリンに好意を抱いており、彼女と会えるのが試験の時だけであったため、中年になってもわざと落第を繰り返していた。見かねたヒメアに諭され、自立する為に主人公らと共に試験に合格。ユーチャーリンにふさわしい男となるため、キーエンブレムを集める旅に出た。
後にニコロイ王の側近として呪われた城に赴くが、ボス戦は主人公に任せるなどちゃっかりした部分は変わっていない。事件解決後は主人公と同じ桜のキーエンブレムを手に、再び旅に出る。
ヒメア
声 - 能登麻美子
ツスクルの村の学びの庭を取り仕切る巫女。風を操る力を持っており、滅多に人前に姿を見せない。500年前の世界では、四術師の一人ヤクルの娘として登場している。
ツスクル外伝クエストで、世界樹の守り人として不老の禁術により500年生きており、300年前に当時の恋人であるコハクと共に学びの庭を設立したことが判明する。Ver.3.0で花開きの聖祭を行い、新たな世界樹の花を咲かせたことで世界樹の守り人としての役割を終え一度は死亡するも、エルドナから世界を覆う闇から世界樹の花を守るよう神託を受け、花をその身に宿すことで復活。その後、Ver5.5でジャゴヌバに敗れたルティアナを回復させるために世界樹の花を主人公に託し、今度こそ世を去った。
若葉の精霊
声 - 木内太郎
久遠の森の世界樹の精霊。複数個体がおり、語尾に「だワ」とつける。ツスクルの村のエルフ達に協力し、学びの庭の卒業試験「若葉の試み」の力の試練の試験官を務める。試験後、湧き出した魔瘴により世界樹が傷付けられたため世界樹と合体した。
アカシ
学びの庭の生徒。転生前のエルフの主人公と同室だった。ツスクル外伝クエストで病に伏せるヒメアを救うべく、仙者の霊薬を作る過程で封印の本を発見した。
シシノタ、コノタ
学びの庭の生徒。ツスクル外伝クエストでラブレターと思しき謎の手紙を発見、ツスクルの地下に隠されているという神代の間を探すべく、若葉の探検隊を結成する。
ハジカ
ツスクル外伝クエストで登場する学びの庭の新任教師。若葉の探検隊の発見に興味を持ち謎の手紙を盗み、学びの庭の地下にあった謎の地下迷宮に同行する。彼の目的はヒメアが得た不死の禁術を自らにも施すことにあった。
呪縛の魔獣
ツスクル外伝クエストに登場。不老の禁術に失敗し化物となってしまったヒメアの恋人コハク（声 - 河本啓佑）の成れの果て。神代の間に300年間封印されていた。
タケトラ
声 - 武虎
アズランの領主。妻を亡くしてから、風送りの儀を行えずに悩んでいる。風送りの儀を行った後も、フウラとの関係はあまり修復できていない。
怪獣プスゴン
声 - 吉野裕行
スイの塔の屋上にスイートルームを築く怪獣。可愛らしい物をこよなく愛するが性別はオス。家具が巻き込まれないように隅に移動させてから戦闘態勢に入る。
ネルゲルの命で風のころもを守っていたがフウラのケキちゃんに一目惚れして奪い取ろうとした。敗北後は激昂して主人公に襲い掛かろうとしたが、フウラがケキちゃんを譲ったことで襲うのを止めてスイの塔の屋上を去り任務放棄した。戦闘BGMは「ずっこけモンスター」が使用されている。
アズラン外伝クエストでは、シグルドから「滅びの魔竜」と呼ばれている。
10周年記念クエスト「天を超えてゆけ」では、拾った闇のキーエンブレム・緑の力で暴走するが、エルジュにエンブレムを回収され正気に戻る。
戦士シグルド
アズラン外伝クエストに登場する、ケーキ神の人形に意志が宿った存在。怪鳥クワットに捕まり、巣に捕らわれていた。その名の通り物言いは大時代で、自らを「ヴァルハラの剣士」と名乗る。彼曰く、調停者オーディンが彼らの世界の均衡を乱そうとしており、世界の均衡を守るため、主人公に三賢人と天命の戦乙女の捜索を求める。部下にリジンとフロッティとハーゲンがいる。
トール、フレイヤ、バルドル
アズラン外伝クエストに登場する、ケーキ神の人形。やはり意志が宿った存在。ヴァルハラの戦士と共に立つ三賢人で、世界の均衡を堅牢なものとしている。トールは力、フレイヤは愛、バルドルは光を司る。占術で天命の戦乙女の居場所を探す。
天命の戦乙女
アズラン外伝クエストに登場する、ケーキ神の人形。やはり意志が宿った存在。ヴァルハラの戦士達の主で、世界の均衡を保つ力を持つ。調停者オーディンに捨てられ、行方不明になったが地底世界ニブルヘイムに住む滅びの魔竜に囚われの身となっている。
怪鳥クワット
アズラン外伝クエストに登場する、プテラノドン系の魔物。各地からものを盗み、巣に隠している。
ニコロイ
声 - 佐々木睦
カミハルムイ王で名君と名高い長身の熟年男性。56歳。50年前に捨てられた城に足を運んでいるという。カミハルムイ外伝クエストではエルトナ大陸各地に発生する魔瘴を喰いとめるべく、暗黒大樹を破壊しようとするが、大樹の長から大樹の真実を聞かされ、思いとどまった。事件が解決した後、暗黒大樹の長と握手を交わしている。
アグシュナ、リタ
声 - 福島蘭世（アグシュナ）、井上ほの花（リタ）
現在は50年前の絵画でのみ姿を確認できる、ニコロイの母と姉。
実は王妃が病気に臥している間にアラグネが成り代わっていたものを、リタが自らの命を引き換えにして封印していたが、真相を知らない住民からは「リタが乱心してアグシュナを殺害した」と誤解されており、城ではリタの名を出すことさえもタブーとされていた。
ヨシキリ
ガケっぷち村で取引商を営んでいたエルフの青年。Ver.1.4で災厄に見舞われ全てを失うが、アストルティア商業組合の支援を受けて復興に着手、Ver.2.2より商売を再開する。ver.1.4までは単なるバザー商だったためわからなかったが丁寧な性格。
暗黒大樹の番人
暗黒大樹の精霊。近づく者を排除する。カミハルムイ外伝クエストにて、その正体と存在理由が明らかになる。
怪蟲アラグネ
声 - 花藤蓮（蘇りしアラグネ）
暗黒大樹から生まれた、凶暴さと狡猾さを備えた巨大蜘蛛。食べた相手に化けることができる。50年の封印を解かれたのち、アグシュナ王妃に化けてニコロイ王を誑かし、暗黒大樹の葉を持ってこさせることで復活する。
ハネツキ
カミハルムイの女性研究者。軽めの性格だが研究者としては優秀。カミハルムイ領で立て続けに発生している魔瘴を消すための研究を行っている。カミハルムイ外伝クエストでハッパを洞窟で拾い保護する。
ハッパ
カミハルムイ外伝クエストで登場。暗黒大樹の番人たちに育てられたエルフの少年。ハネツキ博士に保護され、彼女の研究の手伝いをする。魔瘴に対してある程度の耐性を持ち、それが魔瘴を消すための大きなカギとなる。
暗黒大樹の長
カミハルムイ外伝クエストで登場。暗黒大樹の番人たちの長。片言で話す。ハッパにパパと呼ばれ慕われていたが、魔瘴に侵食されている大樹の限界を感じハッパを捨てる。突如発生したましょううおを倒した主人公の実力とハッパの成長ぶりを認めた。
魔瘴竜
カミハルムイ外伝クエストに登場。魔瘴の活性化により、暗黒大樹の根元から突如現れた黒色の竜。
サヨ
ヨイの祖母。最も陽衆と陰衆が対立していた世代であり、アサヒもろとも陰果の罪業を滅ぼすことにも全く躊躇がない。
陰果の罪業
陰衆の闇が蓄積され、自我を持ち実体化した存在。アサヒに取り付くも、ヨイが父が残した術を使ったことで払われた。
ツバクロ
エルトナ大陸を牛耳る地上げ屋「ツバクロ組」のボス。広島弁を話す。元々は木工職人で、マスター・カンナとは因縁がある。「リーネさんのセレブな日常」では、デビルニャンに金を奪われて破産したレンダーヒルズの住民の立ち退きを行っていた。

## ドワチャッカ大陸
アグラニの○○
アクロニア鉱山で働いていたドワーフ。落盤事故で死亡して、アグラニの町に運び込まれるが、主人公の魂が宿り蘇生する。ルナナに「カビだんご」呼ばわりされる。伝説のお宝探しをしている兄がいる。
ルナナ
声 - ブリドカットセーラ恵美
英雄になるという野望を持つ人間の少女。アグラニの町で神父として慕われていた亡き父ホルタには似ず、傲慢かつ高飛車な性格。行動力はあるが他人の意見を聞かず暴走し、大怨霊マアモンや天魔クァバルナを復活させる。無理にでも名声を得ようとする根底にはホルタ以上の名声を得ることで、父に出来なかった親孝行を果たそうとしているとホルタは推測しているが、当の本人は説教臭い父を嫌っている。
アグラニ外伝クエストでは魔獣ビュブロスを討って名声を得るべく、ブロッゲンから杖を奪う。
出身はアスフェルド学園でアイゼルの先々代の生徒会長を務め、伝説の卒業生と呼ばれていた。遊泳禁止の湖を解禁して生徒たちの安らぎを与えていたが、自爆寸前のばくだん岩を学園に持ってきたことでシナイジッチ教頭から学園爆破の罪を問われ退学処分にされそうになる過去があった。
ムチェ、ブチャ
アグラニの町に来て日の浅いドワーフの青年達。鉱山での危険で貧しい暮らしが嫌になり一獲千金を夢見てルナナの下僕となった。ルナナには「アブラねんど」呼ばわりされるなど虐げられているが、彼ら自身はそれがクセになっている様子。
山神イプチャル
声 - 浦山迅
アクロニア鉱山最奥部の戒めの地にいる神。魔瘴により力を封じられていたが、勇者覚醒の光により力を取り戻した。その後、悪神となった三闘士を救うための手掛かりを求めてやってきた主人公に対し三闘士のあらましを伝え、イプチャルの鉱石を授けた。
ホルタ
声 - 二又一成（ブロッゲンの杖）
アグラニの名士にして、優秀な神父。町民からの信頼も厚かったが、レオン・ビュブロとの戦いで戦死した。復讐心を芽生えさせないために、ルナナには流行り病で死亡したことにしている。死ぬ間際にブロッゲンによって魂を杖に宿してもらい、以降は彼を支えている。生前からのものかは不明だが、語尾に「アール」を付けて話す。
チリ
声 - 水橋かおり
ウラード国王の娘であったが、双子であることを忌まれて捨て子となり、ダストンに養女として育てられた。ダストンが集めたガラクタに含まれている危険な物を処分するため、マスク・ド・ムーチョに師事し怪盗ポイックリンとして行動していた。16歳。
普段はドルワーム王国で研究員を務めているが、クァバルナの事件解決までは自分の出自を黙っていた。
ガタラ外伝クエストでは、ドルワーム王国での登場時と同じ、白衣を着た元の姿で登場する。
アンテロによる連続誘拐事件では神の器と間違われ、アンテロにさらわれるが主人公一行によって救出され、アンテロが撤退する際に彼に発信機を付けた。三闘士の悪神化後は彼らを正気に戻すために活発化したカルサドラ火山の調査に同行する。
アストルティアキャラクターズファイル「ポイックリン・リターンズ」では、偽物・ダークポイックリンを巡る騒動に巻き込まれることとなる。
ポツコン
声 - 葉山翔太
ダストンの助手。チリに好意を寄せている。
ビャン・ダオ
声 - 徳本恭敏
ガタラ外伝クエストで登場する、かつて存在したガテリア皇国の王子。王族ゆえに尊大な物言いで、しかも思い込みが激しいが、根は謙虚な人物。グルヤンラシュの奸計によりジャ・クバ暗殺の濡れ衣を着せられたことでリウ老師にコールドスリープさせられた。ウルベア魔神兵の中から長年の眠りから覚めるが、祖国がとうの昔に滅んだと知り、同じように魔神兵に封印されたとされるリウ老師と、祖国を滅ぼしたグルヤンラシュを探していたが、どちらも既に死んでいたことを知り絶望するも、リウ老師が残した手紙により生きる希望を取り戻し旅に出る。その後はドルワームの王立研究員として古代技術の研究を行っており、Ver.4.3では主人公を流砂の遺跡に送ったり、ウルベア大魔神との戦いではドルワーム軍を指揮する。Ver6.1では、悪神と化した三闘士に対抗するための神器「希望のクワ」の制作に協力する。
メンメ
ドルワームの研究員の一人で、ドルボードの研究を行っている女性。ドルボードの声が聞こえるらしく、クエストをこなすことで、ドルボードの性能を上げてくれる。
カスタム屋デコリー
ドルボードの外見を変える「プリズム」を取り付けてくれる。
チササ
岳都ガタラにある採掘ギルドにいる女性。念写によってお宝の位置を示す写真を撮ってくれる。
ラミザ
声 - 落合福嗣
ドルワーム王子で、チリの双子の兄。16歳。王立騎士団長だがとても気弱で、団長の座はお飾り状態にあった。一方で能力自体は決して低くはない。ドゥラ院長が自分の過ちを悟り、王家に忠誠を誓ったことで罵られることはなくなり、ドゥラや兵士たちに支えられながら少しずつではあるが成長してきている。
ドゥラ
声 - 菅沼久義
ドルワーム王立研究所の院長。16歳。自分がウラードの捨て子だと思っている。かつてはマザー・ヘレナに拾われた孤児で賢さと優しさを兼ね備えた責任感の強い性格だったが、ある日王家の証である手のアザに気づき、王子でなければ存在価値が無いと思い込みドルワームの捨てられた王子である事を証明するために修道院を出た。
魔瘴石から太陽の石を作る研究に成功したことを契機に、それを自分が王子である証に立てようと研究を急ぐも、それは彼の弱みに付け込んだクァバルナの策略だった。さらにその後の太陽の石の暴走を止められなかったこと、ウラードから捨て子は女の子と聞かされたこと、その直後にチリが本当のウラードの子と分かり、自分が王子でない事を思い知る。だが、ラミザたちの言葉や、自分の研究成果が純粋に評価されていることを知って再起し、ラミザや国を支える事を誓う。また、以後はダストンの養子であることを選んだチリに対しても、チリ王女と呼び慕っている。ボロヌスの穴での戦いでクァバルナに取り付かれ、ドルワーム外伝クエストではクァバルナとして自らの命を絶つため、主人公達を欺くが、主人公がクァバルナを切り離したことで救われ、その後マザー・ヘレナからの手紙を読んだことで立ち直った。
その後Ver.3では誘拐事件対策として探知機を開発し、チリの居場所を特定させる。Ver.7ではジア・クトが残した装置の調査のためにバカンウグレ遺跡を訪れ、そこで異世界の存在を知ったことでグロスナー王に調査隊結成を進言し、特別技術顧問として果ての大地ゼニアスへの調査隊に参加する。
マザー・ヘレナ
モガレ修道院で孤児を引き取り育てている年老いた聖女。目は見えないが、その分聴覚が優れており、部屋越しから他人の会話が聞こえる。クァバルナの封印を願うドゥラのお願いでクァバルナを封印する道具、ゼキルの聖杭に力を宿すため力を貸す。最期はドゥラへの取り付きを解除されたクァバルナを取り付かせた上で自らの体に聖杭を突き刺して果てた。
シスター・ニニカ
モガレ修道院に住むシスター。口が悪い。修道院で育てられた孤児で昔は相当荒れていたが、ヘレナのお陰で大分性格が丸くなった。ドルワーム王子であることを証明するために修道院を出たドゥラを裏切り者として嫌っており、ドルワーム外伝クエストでは彼の使いで来た主人公に対しても同様の態度を取っていた。
ウラード
声 - 木村雅史
ドルワーム国王で、ラミザとチリの父。国を支える太陽の石が力を失い、困っている。Ver.6.1では、希望のクワ制作のために創造の炉を提供する。
大怨霊マアモン
声 - 赤城進（蘇りしマアモン）
貴重な宝石を巡る争いで死亡したドワーフ達の怨霊の集合体。700年前に山神イプチャルによってアクロニア鉱山の最奥部、戒めの地に封印されていたが、ルナナたちが誤って発掘してしまう。
ウルベア魔神兵
古代ウルベア帝国の戦闘兵器。王の間に侵入する者を排除する。ダストンによって再起動してしまう。ガタラ外伝クエストでコールドスリープの機能を持っていたことが判明し、色違いの個体（戦闘は無い）も登場する。元は三闘士を模して造られたもので、強ボスモードでは3体同時に出現する。
ましょううお
カルサドラ溶岩洞に潜む魔瘴の力を貯め込んだポイズンリザードの変種。
天魔クァバルナ
ドルワームを幾度と無く壊滅寸前に追い込んだ伝説の魔物。その伝説通り、ネルゲルにすら匹敵する戦闘能力を持つ。肉体を海底の牢獄に、魂を巨大な魔瘴石に変えられカルサドラ溶岩洞に封印されていた。ドゥラに魔瘴石を掘り起こすよう唆し復活する。海底の牢獄への道に犠牲者の墓がある。
肉体が消滅しても、他人に呪いをかけることで呪った相手を犠牲に復活して永久に生き続ける。ボロヌスの穴で倒された直後、ドゥラに呪いをかけ再び復活しようと目論むも、マザー・ヘレナにより自らの命と引き換えにザグバン丘陵に再封印された。
闇のクァバルナ
声 - 荒井勇樹
海底の牢獄に残されたクァバルナの残留思念が、闇のキーエンブレム・黄の力で具現化した存在。主人公かエルジュの肉体を乗っ取ろうとするも、二人に倒され消滅した。
魔鳥の頭目
ガタラ外伝クエストに登場。カルサドラの風穴に巣くう鳥系モンスター達の頭。『ドラゴンクエストVI』の魔王ジャミラスに酷似しており、名前もジャミラスだが、同一か否かは不明。先祖は世界の一部を支配していたことがあるらしい。
ビャン・ダオにグルヤンラシュと間違われて主人公に倒され、力をつけて出直す旨を宣言して退散した。
魔獣ビュブロス
アグラニ外伝クエストに登場。怪光線を浴びせて魂を奪う魔獣で、レオン・ビュブロの子供。全部で3頭おり、親の仇を討とうとする。うち2頭はブロッゲンと主人公に倒されたが、最後に残った長兄は父の怨念を受け継ぎ、レオン・ビュブロと化す。
レオン・ビュブロ
アグラニ外伝クエストに登場。ビュブロスたちの父親で、かつてアグラニを襲いブロッゲンとホルタに倒されたが怨念は残り、ビュブロスの長兄に力を与え新たなレオン・ビュブロを誕生させる。
ピンチョ
ダルル盗賊団の新入り。怪盗ポイックリンに憧れており、彼女のコスプレをしているが、ドジばかり踏んでいる。
幼なじみのファヒータと婚約していたが、魔物に襲われた際にポイックリンに助けられたことをきっかけに彼女に憧れ、置き手紙を残しファヒータの元を去りダルル盗賊団に入る。だがそのことでファヒータに捨てられたと誤解されてしまい、ダークポイックリン騒動の引き金となってしまう。
ファヒータ
ピンチョの婚約者。自分を置いてポイックリンを追いかける彼を恨み、それを悪魔キェルグにつけこまれてダークポイックリンとなって悪さをすることで、本物の名誉を失墜させようとしていた。
悪魔キェルグ
天魔クァバルナの下僕。クァバルナを復活させようとファヒータに取りつき、3つの秘宝を集めていたが、それらは全てポイックリンがあらかじめ用意していた偽物であったため、逆上して彼女と主人公に襲いかかるも敗れる。
バシっ娘シンリィ
メガルーラストーンの改良となる「バシッルーラストーン」を開発するためにバシルーラ屋の一族から派遣されてきたバシっ娘。
大長老バルシラ
バシルーラ屋の一族の長老。バラモスからバシルーラの能力を奪い、今日までバシルーラ屋を営んでいた。世界宿屋協会がバシッルーラストーンを制作することで商売に影響が出ることを危惧するルンリィに対し今後のことは自分が考えるから今は自分の仕事に集中するよう諭すも、実は協会に協力する裏で制作を破綻させるべく妨害工作を行っていた。だが開発者のラルゥによってそれが暴かれ、呪魔バルシラの姿になって主人公に襲い掛かるも敗れる。その後はバシルーラ屋を廃業しようとするも、ロクサーヌから利用者の声を聞かされて思いとどまり、ナドラガンドへバシッルーラストーンの中継役として赴くこととなった。

## 娯楽島ラッカラン
ゴーレック
声 - 落合弘治
全財産を使って何もない島を購入し、独力でラッカランを建設したとされるドワーフの男性。現在は「メダル・オーナー」を名乗り、ちいさなメダルを集めている。ダストンは弟であるが不仲で彼のガラクタ集めに呆れているが、住民曰く「似た者兄弟」。
Ver.6.0のメインストーリーでは祈願の神殿に導かれ、主人公がポヴァディウスの残した古代ちいさなメダルに100万ゴールドを支払い、試練の達成に貢献する。
クラノッホ
ゴーレックの第一秘書を勤めている人間の男性。
行方不明となった第二秘書のレノッホを探して欲しいと依頼するが、実はレノッホの身を案じての事ではなく、レノッホがゴーレックの為に集めた小さなメダルを回収する為だった。
レノッホ
ゴーレックの第二執事を勤めていた人間の男性。ちいさなメダルを探して民家のタンスを漁っていたところを見つかり、グレン城の地下牢に投獄された。Wiiのベータ版テストではラッカランが未実装だったため、地下牢にてメダルオーナーの代行業務を勤めた。
正式サービス開始後は釈放され、キラキラ大風車塔の下で休んでいる。
隊長ウェルナー
モンスター討伐隊の隊長で、ゴーレックの側に控えている。モンスターを一定数倒して報告すると、小さなメダルをくれる。
ササラナ
エルフの女性。母ゆずりの超整理術をゴーレックに見込まれ、ラッカラン島の宝物庫の整理を任されている。その母とは幼少期に生き別れており、ラッカランを離れられない自分に代わって母の情報を集めたお礼でそうび袋の収納数を増やしてくれる。
ゴルスラ会長
カジノレイドイベントの案内人のゴールデンスライム。

## 港町レンドア
シガール
レンドア市長を務める人間の男性。中年になってから、ようやく自分が今まで泳げなかったことに気付き、そのことを恥じて寝込んでいたという話もある変人。
ロンデ
異世界からやってきたというファーラット。語尾に「ロン」と付ける。自分のいた魔法の迷宮が魔物に乗っ取られたためアストルティアの冒険者に討伐を依頼し、実力を認めるといつでも迷宮に行けるようになるまほうのカギを渡す。
スギム
船舶管理局長。小柄な人間の男性。ホーローと面識がある。
ジャッカル
船舶管理局局員である人間の男性。スギムに憧れ「素敵なオネエ」を目指しているらしい。
エイブラム
レンダーシアと港町レンドアをつなぐ定期船グランドタイタス号の船長を務める、人間の男性。
記録係オットー
港町レンドアのモンスター討伐隊にいる、人間の男性。モンスター討伐依頼の報告を受付けている。モンスターが持っている討伐依頼書は、彼が持ち歩いている時に誤って大量にばらまいてしまい、世界中に広まったものである。
サンビタリア
イエローダイアリーの管理者の妖精。イエローダイアリーに示されたキャラクターに話しかけることによって、小さなメダルをくれる。また、ある程度イエローダイアリーに示されたキャラクターに話しかけた状態で本人に話しかけると、アイテムをくれる。
釣り老師ハルモス
ハードボイルドな物腰が特徴的な初老男性。クエストをこなすことで、釣りコンテンツを解禁することができる。
釣り師範ナツリ
ハルモスの娘。不定期に開催されるフィッシングコンテストの案内役。
選定者ワルキュウリ
ズッキーニャ。強戦士の書をくれる他、バトル・ルネッサンスで手に入れたキュウサイポイントをアイテムと交換してくれる。
詩人ナスガルド
メランザーナの姿をしている。「黄昏の奏戦記　～シアトリカル　クロニクル～」の案内をしている。
レモンハルト
名門レモンスライム家の跡取りの騎士を名乗るレモンスライム。他の様々なモンスターと同じように技を出して対戦し、その正体となるモンスターを当てる「レモンスライムクイズ」を不定期に開催する。
レジェス
バトエン復興組織「レジェンズ」の会長。バトエン復興のために有望な若者をスカウトしている。
かつては教育者であり、子供達にバトエンが流行したのを勉強の妨げとして禁止したが、逆に子供達の勉強意欲を薄れさせる結果となり、職場を追われてしまった。そのような過去への悔恨から、バトエン復興に立ち上がった。
バットエンド
ピナヘト眷属の精霊により構成された集団で、バトエンに勝利した相手の気力を奪うことでバトエン復興組織「レジェンズ」の支部を壊滅させている。処分されたバトエンたちの嘆きを代弁してバトエン衰退のきっかけを作ったレジェスへの復讐を企てていた。

## 偽りのレンダーシア

### 偽りのメルサンディ村
ザンクローネ
声 - 檜山修之
村人の希望を原動力とするメルサンディ村の英雄。戦いで重傷を負い、魂を紅蓮の大宝玉に換えて傷を癒すと同時に姿をくらませていた。
身体は小人のように小さいが、その状態でも火燐刀を振り回し、悪夢の右手、左手を一蹴する程の実力を誇る。魔女グレイツェルの呪いによって肉体を分断されて本来の力を奪われ、今は魂だけの状態で活動しており、奪われた身体を取り戻し、魔女と決着をつけようとする。
元々はメルサンディ村を見守る精霊だったが、彼を祀る祠が村から遠すぎるのが災いして村人達からその存在を忘れられた。しかしクレルだけは何時もお参りに来てくれ、彼女に礼を言おうと人間の姿となり、魔物から村を守り村人達から英雄視されるようになった。
最後はグレイツェルの穢れを取り込んで元のクレルの姿に戻し、消滅した。
2014年3月のホワイトデーイベント「第1回アストルティア・ナイト総選挙」で第1位になった。
ガッシュ
声 - 松田健一郎
メルサンディ村の村長。魔物に襲われ足を怪我しているが、村のパトロールを怠らない。
ミシュア
ガッシュの娘でラスカの姉。アンルシア（記憶を失ったミシュア）が真のレンダーシアに戻った後、アンルシアがいた事は村人の記憶からは消え、さも最初からミシュアは茶色い三つ編みの村娘として存在していたかの様になっている。ザンクローネと主人公が救出したのも、アンルシアでは無く彼女であるという事になっている。
ラスカ
声 - 小市眞琴
ガッシュ村長の息子で、姉のミシュアと3人で暮らしている。村の英雄ザンクローネにあこがれており、彼が行方不明となった今でもザンクローネの生存を信じている。
記憶を失ったアンルシア（ミシュア）と過ごした日々を、僅かながらに『もう一人、金髪の姉ちゃんがいた気がする』と覚えている。
コペ
ガッシュ村長の母親で、ラスカの祖母。経済観念がしっかりしていて抜け目がない。ガッシュとは離れ、村の北西のメルン水車郷で一人管理人を務める。口が悪く、ガッシュが最近顔を見せないため、彼には厳しいが、孫のラスカを溺愛している。
悪夢の右手、左手
メルサンディ村の人々を攫う謎の手。魔女グレイツェルに分断されたザンクローネの両手。
いたずらバーティ、ジャーミィ
二人組のいたずら好きのぬすっとウサギ。黄色い方がバーティで、赤い方がジャーミィ。女性口調で喋る。魔女グレイツェルに分断されたザンクローネの両耳。しびれくらげを水車小屋の歯車に押し込んで水車を止めていたが、主人公に見つかり逃走した。
ハートボイルド
桃色のゴールデンスライムのような魔物。魔女グレイツェルに分断されたザンクローネの心臓。
魔女グレイツェル
声 - 壹岐紹未
夜宴館を根城にメルサンディ村を壊滅させようとする魔女。「キャハハハ」と笑い、相手をパンに変える魔法を使う。ザンクローネの身体を分断し、魔物に変え村を襲わせた。朝の光に弱い。
真の夜宴館でハートボイルドを倒され、アイリの祈りで復活したザンクローネを前に撤退するが、外伝クエストで村人全員を自身に崇拝させる洗脳をかけザンクローネの力の源の信仰心を奪うも、最後はザンクローネに穢れを取り込まれ、元のクレルの姿に戻った。
クレル
声 - 壹岐紹未
グレイツェルの正体。祖母が不思議な術を使えるため、メルサンディの村人達から魔女の娘として迫害されていたが、村が豊かになれば迫害が収まると思い、祠でザンクローネに祈りを捧げ、彼が村の英雄となるきっかけを作った。
それでも魔物の襲撃は収まらず、村人からはクレルが魔物を呼んでいると誤解され、ザンクローネと遠くへ逃げることを望んだが、それは叶わず村人達から追い詰められ、深い谷底に落ち心身共に深い傷を負って村と英雄を恨み、魔女グレイツェルとなった。
ザンクローネによって元の姿に戻された後は、メルン水車郷に移り住む。その後の破界篇では自身のパン作りの腕前に自信が持てない状態が続いていたが、村人からその腕前を褒められたことで自信を持つようになった。

### 偽りのセレドの町
リゼロッタ
声 - 日高里菜
町長代理の少女。皆からは女王と呼ばれており、よそ者には高飛車な態度をとる。かつては他の子と共に、口うるさい大人達にイタズラをして困らせていた。イタズラに飽きた頃にムッチーノを召喚し、彼から何でも一つだけ願いを叶える魔人のことを知らされ、魔人召喚の儀式を執り行ったが失敗し、大人達を消し去ってしまった。
セレドを子供達が毎日楽しく暮らせる王国にするのが願いで、再び儀式を執行しようとしているが、本当は大人達を消し去ってしまったことに責任を感じており、セレドの町に再び大人達を戻そうとしていた。
真のセレドの町の物語で、大人達が消え去ったのではなく、自分やフィーロなど他の子供達が、召喚魔法を失敗した影響で起きた崖崩れによって死亡した上に、偽りのセレドの町に飛ばされていたことが判明。
フィーロ
声 - 森谷里美
神父の息子。リゼロッタの幼馴染で「リズ」と呼ぶ。気弱な性格だが、ムッチーノに頼り切っている現状を疑問に思っている。
ムッチーノ
声 - 狩野翔
リゼロッタの使い魔のプークプック。魔法の力でお菓子を出すことができる。
実は魔人エンラージャの部下で、リゼロッタにこき使われていることを我慢しながら彼女を唆し、エンラージャ復活を画策する。
魔人エンラージャ
ムッチーノを使い、自らの復活を目論む魔人。子供を支配する王国を築こうと企んでいる。
セリク
声 - 大谷祐貴
真グランゼドーラからやって来たトゥーラ弾きの少年。彼の演奏は魔物が集まって聞き惚れるほど。
父ティード、母フラムと共にセレドに向かう途中だったが道中で気絶して両親とはぐれ、ほら穴で誰かが見つけてくれるのを待っていた。リゼロッタと出会い、偽セレドに住むようになる。
かつてはグランゼドーラの音楽祭で優勝するという夢を抱き、トゥーラの名手として人気を集めていたが、現在は身体が徐々に石化していく難病に侵され、絶望しながら日々を過ごしていた。
しかし偽セレドでは病は無く、トゥーラが弾けるものの自分が死んでいると思い込む。自分がまだ真セレドで意識不明の状態ながら生きていると知っても、元の世界で病に苦しむぐらいなら偽セレドでトゥーラを弾けるほうが良いとして留まろうとする。しかしリゼロッタの叱咤激励により元の世界で生きていくことを決意し、意識を取り戻す。その後は真セレドでリハビリに励んでおり、破界篇では自身の演奏を納めた音色の結晶を偽セレドに送る。
アルゴングレート
偽りのゼドラ洞に巣食う「赤き巨竜」の異名で恐れられる肥えた巨大蜥蜴の魔物。真のセレドでは既に絶滅している。本編では戦わないが、偽セレドのクエストで戦うことになる。
その正体は、真のゼドラ洞でゼドラの影に死の呪いを受け死亡したドラスケが、偽りの世界で再現された物。

### 偽りのアラハギーロ王国
ベルムド
声 - 拝真之介
国王。神の啓示を受け、記憶を失った国民たちに、それぞれ役割を与えている。
かつては有名な魔物使いで、アラハギーロ格闘場の管理人も務めていたが、ゴリウスに脅される形で使役する魔物達を次々と捨て石として魔族との戦争に駆り出された過去を持ち、戦後魔物と人間の姿が入れ替わったため、闘技場のイベントで敗れた（元は軍隊だった）魔物を報復として処刑している。
サバイバルデスマッチを行おうとしたが、セラフィが軍隊だった魔物達を逃がしたため中止となり、自分のやり方に異を唱えるセラフィを主人公共々始末するべく、魔族（ゼルドラド）から貰った力で破戒王ベルムドに変貌する。敗北後、軍隊だった魔物に一矢報いようとするもセラフィに阻まれ、駆け付けたバスラー隊長に止めを刺された。その後、墓が建てられている。
セラフィ
声 - 楠木ともり
青いボブヘアーの少女。正義感が強く、格闘場で敗れた魔物が処刑されるのに反対する。
元々は魔物使いカレヴァンに従うホイミスライムだったが、偽レンダーシアに移った際に、人間は魔物に、魔物は人間になってしまった。
真アラハギーロの物語ではチョメの正体と事情を知り、チョメと共に真のアラハギーロへ戻ろうとするが、チョメを送り出し偽アラハギーロに残る。
偽アラハギーロ外伝クエストではベルムドに逆らい、彼が死ぬ原因を作ったとして大半の住民から顰蹙を買っているが、放っておくと凍死する病に苦しむ人達のために奮闘し、住民たちから信頼を得て偽アラハギーロの新しいリーダーに就任する。
2017年2月のバレンタインイベント「第5回アストルティア・クィーン総選挙」で第1位になった。
チョメ / カレヴァン
声 - 坂泰斗
隻眼の白いキラーパンサー。眼の傷からセラフィによって「チョメ」と名付けられた。正体はセラフィを従える魔物使い「カレヴァン」で、ベルムドの弟弟子。妻マレイカと息子ラッセがいる。
師匠のベルムド、セラフィと共に魔族との戦争に向かったが、偽レンダーシアに移った際、魔物と人間が入れ替わった。真アラハギーロの物語では紆余曲折の末に家族の待つ真アラハギーロに帰還し、元の人間の姿に戻り、真アラハギーロの闘技場の管理人となってモンスターバトルロードを開催する。
ゴリウス
兵士長。息子タジウス曰く「非常にプライドが高い」。平時から過酷な調練を課していたため、配下の兵からも敬遠されていた。ベルムドに対して、まもの使いの魔物たちを盾として捨て駒にすることを強要、拒否した場合は魔物を殺すと脅して魔族との戦争に駆り出して犠牲にしたことでベルムドの恨みを買い、魔物にされた後闘技場のイベントで殺される。
自分を殺したベルムドへの強い恨みと怨念をキルギルに漬け込まれて怨霊と化し、触れると凍え死にする病をアラハギーロ中に振りまく。霊体なため、実体化させてその場に留めないと剣も呪文も効かない。最後は成仏する。
タジウス
ゴリウスの息子。現在はリリパットの姿。仲間の魔物達と共にベルムドに幽閉されていたが、主人公とセラフィの活躍で開放される。
外伝クエストではセラフィの協力を得て父ゴリウスを説得し、恨みを捨てて成仏させようとする。
シメール
男性。サンシャ、デヒトと行動を共にする。ベルムドに心酔しており、セラフィがベルムドのやり方に反抗し、結果的にベルムドが殺害されたことでセラフィにきつく当たっていたが、ゴリウスの怨霊の呪いに侵され、呪いから国を救おうとするセラフィの姿を見て彼女に協力的になる。
スイーツトロル
ナシームの洞くつの悪鬼のねぐらに住む女性口調のトロル。ピンク色の肌で爪をカラフルに塗り、棍棒の代わりに飴を持っているなど乙女チックな雰囲気。
あなうめ三兄弟
ゼルドラドの命により、ナシームの洞くつにある二つのレンダーシアを結ぶ転移ゲートを塞ごうとする三兄弟。主人公に敗北後、死の間際に転移ゲートを完全に塞いでしまった。

### 偽りのグランゼドーラ王国
アンルシア姫
声 - 早見沙織
偽りのグランゼドーラ王国の姫で、「勇者姫」と呼ばれる。中性的な口調で話す。
実は大魔王マデサゴーラによってアンルシアに成り替わるために創り出されたが、勇者として覚醒できなかったために「失敗作の出来損ない」と蔑まれ大魔王に見限られた。勇者になる以外に生きる価値を見いだせず、勇者の力を覚醒させた本物のアンルシアから勇者の力を奪うために創生の魔力を得て魔物の姿（魔勇者アンルシア）となって襲いかかる。敗北後、主人公と本物のアンルシアに大魔王マデサゴーラの存在と今いるレンダーシアが「偽りのレンダーシア」であることを明かし、「ブレイブストーン」を残して消滅した。
偽グランゼドーラ外伝クエストではテグラムの魂を乗っ取り、彼を操ることで復活を目論む。
破界篇では、メドナムによって滅びの剣アンルシアとして復活するも護りの盾アンルシアとなったクマリスと主人公に負け、最後は滅びの手となったマデサゴーラによって消滅される。
魔道士キルギル
魔勇者アンルシアの側近の老人。創生の魔力の研究をしており、グランゼドーラ城の者達を秘密裏にアンルシアの糧にし、部下に魔物の力を与えている。偽アラハギーロにおける一連の事件の張本人。「ヒョヒョヒョ」と笑う。
アラハギーロ外伝クエストでは魔勇者を倒されてプライドを傷つけられたとして更に強い素材を求め、偽アラハギーロでゴリウスに出会う。彼の怨念の強さを買い、自分の技術を合わせ国を滅ぼして自分の技術を大魔王に認めさせようとする。前述の笑い方から、セラフィに「ヒョッヒョマン」と呼ばれる。
ダイム老
偽グランゼドーラのアンルシア姫のお目付け役で、従者頭。偽レンダーシアの存在にいち早く気付き、孫を含む行方不明になった者たちなど城の異変を解明するため、本物の勇者姫アンルシアに助力したため魔勇者アンルシアに人質にされ、キルギルの放った魔力の巻き添えを受け、息を引き取る。
テグラム
ダイムの孫。魔勇者アンルシアに呼ばれ、殺されたと思われたが生存しており、偽グランゼドーラ外伝クエストで魔物に襲われていたところを主人公に救われる。
偽グランゼドーラがアンルシアを失ったことと国民達が大魔王に造られた存在だという事を知って国中が閉塞的になっている事を知り、国内での様々な問題の解決に精を出したことで国民の評判が高まり、国の指導者を志す。
しかし魔勇者アンルシアに魂を乗っ取られ、身も心も捧げるべきだと思っており、裏では魔勇者アンルシア復活の準備をしていた。解決後、国民を集めて自分の非を公表し、作られた存在でも自分で自由に生きて良いのだと説き、旅に出る。
バッフル
グランゼドーラ城下町の町長。アンルシア亡き後はグランゼドーラの指導者の座を狙っており、国民の士気が高まるテグラムを目の敵にする。魔物退治の手柄を横取りしようとしたが、魔物に襲われたところをテグラムに助けられ、テグラムを指導者と認めるようになる。
バスラー
グランゼドーラ所属。ベルムドを王になりすましアラハギーロの民を扇動した魔物として討つ。実はキルギルと裏で繋がっており、彼の実験に協力している。創生の邪洞では魔物、魔創兵長バスラーとなり、主人公と対峙する。
ルネデリコ
幻想画を描いた謎の画家。クエストをこなすことでバトル・ルネッサンスが解放される。解放後は、バトル・ルネッサンスで手に入れたグロリアをアイテムと交換してくれる。

### その他（偽りのレンダーシア）
ヤヨイ
偽りのピラミッドにいるミイラ男の格好をした、エルフの女性。ミイラ男の格好をしているのはオバケが苦手なため、そのような格好をすればバレないと考えているからである。ピラミッドで手に入れた黄金の秘宝を鑑定してくれる。
6月イベント「ジューンブライドはマリッジブルー!? 絶海のセレブ婚組曲!」にて、ブルーマリッジ島の教会にいるサツキとミナヅキの姉。

## 真のレンダーシア

### 真のエテーネの島

#### 真のエテーネの村
アバ
声 - くじら
巫女を努める老婆。ハツラツ豆が好物で、わがままな性格。
村に危機が迫っていることを予言し、主人公たち三人にテンスの花を取ってくるように命じる。その後、冥王ネルゲルの襲撃で命を落とすが、ネルゲル襲撃後も魂は村に残り、カメさまと共に主人公の身体を守っていた。
オフラインモードの終盤では、巫女に就任したばかりの少女として登場。この頃から老人めいた口調であり、わがままでハツラツ豆が好物である。オフラインモードの一件の後は、主人公の兄弟姉妹にテンスの花の制作を依頼した。
エルバ
先代の巫女。オフラインモード（兄弟姉妹の冒険）に登場。容姿はアバに酷似している。
タララ
10年前に両親を亡くした主人公たちの養い手である中年女性。
ハナ
声 - 武田華
トンブレロの外見をしており、語尾に「プッケ」とつける。主人公の兄弟姉妹からテンスの花を託されており、テンスの花のありかへと主人公を導く。
錬金術で丈夫に作られており、テンスの花を庇う為にベゼブーの攻撃を受けても大事には至らなかった。
アーヴ、エムリア
主人公の兄弟姉妹の両親であり、主人公の育ての親。アーヴはバルザックの孫にあたる。10年前にアバから実子が恐ろしい物に成り果てるというお告げを受け、おうごんのうでわと乙女のたましいを破壊するために、子供2人を村に残して旅に出た。

##### 新エテーネの村
シスター・ライラ
マザー・リオーネの弟子。今は亡きエクゼリア王国の出身だが、故郷が滅び、リオーネの元に身を寄せるが、修業に出た先のリンジャの塔で怨霊に取り憑かれデスライラとなってしまった。主人公によって元の姿に戻り、生きる希望を取り戻し、新エテーネの村に移り住む。
ヤクウ
錬金術師の老人。主人公の兄弟姉妹に憧れて錬金術の修行の旅に出ていたため、ネルゲルによる村の襲撃から難を逃れていた。村の復興を聞き付けて帰郷し、ついてクンや猫カプセル、ガニャポンを開発する。
シュキエル
ネルゲルに殺されたエテーネの村の住民の魂が集まって生まれた魔族。新エテーネの村に慰霊碑を建立する。

#### ナルビアの町
イッショウ
声 - 千葉繁
錬金術師だが、バルザックに錬金術師としての力を奪われた。オフラインモード（主人公の兄弟姉妹の冒険）にて、サザミレ草原に流れ付いた主人公の兄弟姉妹を受け入れる。乱暴な口調だが、ストーリーの進展に従って主人公の兄弟姉妹への呼称が露骨に良くなる。娘には弱い。
現代では頭髪が白くなっており、大昔に主人公の兄弟姉妹にナルビアの家を売られた（実際に家を売ったのはリリオル）ため、スレア海岸の小屋に住んでいる。主人公のために最後の力で紫のほこらの鍵を錬金する。
10周年記念クエスト「天を超えてゆけ」では、かつてフルッカの祖母ハルッカ（声 - 槇原千夏）と破邪舟を錬金術で強化する研究をしていたが、その最中にラズバーンの手下に襲われ破邪の紋章のレシピが焼失してしまったことが判明するが、エルジュと主人公が60年前に時渡りしてレシピを受け取ったことで破邪の紋章を作ることに成功する。
リリオル / マザー・リオーネ
声 - 植田佳奈
イッショウの娘。既に過去の病とされていたメラゾ熱に罹っていたが、主人公の兄弟姉妹の活躍で完治した。故郷への手がかりを探す主人公の兄弟姉妹を見守る。その後、主人公の兄弟姉妹と共に旅に出て行動を共にしていたが、主人公の兄弟の判断で別れ、マデ島の孤児院に引き取られシスターとなる。それから数十年間、主人公を心待ちにしていた。
バルザック
金のほこらにて、錬金術師の命を奪おうと待ち構える魔物。本作のオフラインモードでの、実質的なラストボスに相当する。『IV』に同名のキャラクターが登場しており、その際に錬金術師エドガンを殺した設定が活用されたものである。後に、主人公の兄弟姉妹の曾祖父にあたることが判明する。
オルソー
老人。主人公の兄弟姉妹の仲間の唯一の生き残りであり、薬草をこよなく愛する僧侶の青年だった。
ダイラ
初老の女性。65歳。息子のサルマーは、グランゼドーラに移り住んでいる。亡き父のフラスコが主人公の兄弟姉妹の知己であり、彼女自身も面識があった模様。ただ、現在はある理由から難聴を患っている。

### 真のメルサンディ村
アイリ
声 - 相沢舞
童話作家の家に住んでいる、病気がちの少女。小さい頃に両親を亡くし、祖父パンパニーニに育てられたが祖父も半年ほど前に他界。主人公やザンクローネとの出会いを経て、祖父の物語の続きを書くことを決め、外伝クエストで物語を完結させた。
ラペット
友人だったパンパニーニの遺した物語「小さな英雄ザンクローネ」の紙芝居を披露している老人。
パンパニーニ
アイリの祖父で、童話作家。ザンクローネの物語を書いている途中に他界した。享年87歳。自分の分身を物語の中にこっそり登場させる作風により、偽りのメルサンディでは若い吟遊詩人「パニーノ」の姿で登場している。また、2022年のお月見イベントも、彼の未完の作品「満月の夜の物語」が元になっている。

### 真のセレドの町
ルコリア
声 - 日高里菜
ブラトの娘で、リゼロッタの双子の妹。姉と比べると服が黒い。また、字が汚いらしい。主人公が姉の遺品に当たる日記を手に入れたことから、転機が訪れる。
ブラト
町長にして、リゼロッタとルコリアの父親。躾は厳しく、しかも娘2人を疎んでいる節すらある。亡くなったリゼロッタとの姉妹仲が悪くなかったこともあって、ルコリアとの関係に溝を作ってしまった。
しかし、一方では亡くなったリゼロッタたちの遺恨を恐れており、その心の隙をサダクに付け込まれてしまう。
サダク
霊媒師の男性。表向きは子供を失った親達を慰めるため、集会を定期的に行っているが、その正体は魔物「邪教祖サダク」。大魔王の軍勢と裏で繋がっており、セレドの大人を唆し、セレド一帯を偽りの世界に侵食しようと企んでいる。

### 真のアラハギーロ王国
ムーニス
声 - 緒方賢一
79代目国王。魔族との戦争によってわかめ王子の姿にされ何とか逃げ延びたが、砂漠で干からびそうになり、主人公によって一命を取り留めるが、アラハギーロに戻ると不届きな魔物と誤解され、家臣に幽閉される。家臣の秘密を知り尽くしており、それを明かすことで本物の王と信じてもらえた。
その後、クドゥスの泉に入ることで人間の姿に戻ったが、自分だけ人間に戻ったことを悔いた。
シェビテ
古株の使用人。11年前のミラン暗殺事件の事を知っている。
ギムレー
小侍。アラハギーロ王国に戻りたくないミランをバウンズ学園長の制止を無視し、強引に連れ帰そうとする。だが、ミランが封印カギに吸い込まれる事態が発生し主人公たちにすべてを話し、彼の救出のためにいろいろと協力をする。解決後、心の入れ替わったミランを見て王国に戻る。
アルハ・アルラウル / ラウル
声 - 日野聡
「砂漠の狼王」と呼ばれる、先代アラハギーロの王にしてミランの先祖で、太陽の王国の末裔。黒いコートを身に付け、ゴーグルをかけている男剣士。アラハギーロの民が失踪する事件を調査するためにラウルと名乗り、ジャイラの秘宝とリィンを追って夜の遺跡を訪れた。リィンの正体については、短剣を見て夜の王国の末裔だと気づいていた。激戦の末、呪いをかけられ死に至るところをリィンの命を懸けた覚悟で一命を取り留める。その後、リィンを犠牲にしてしまったことへの自責の念と悲恋から、家督を弟に譲り、夜の遺跡にこもり息を引き取った。
2016年3月のホワイトデーイベント「第3回アストルティア・ナイト総選挙」で第1位になった。

### 真のグランゼドーラ王国
トーマ
声 - 小野友樹、佐藤里緒（幼少期）
王子にして、アンルシアの兄。真の勇者がアンルシアだと知り、ルシェンダに頼み込んで妹を守るために自ら勇者の影武者として振る舞っていた。大魔王の軍勢の襲撃を受け、盟友として共に戦うことを申し出たアンルシアと共に出撃するも猛攻に押された末、アンルシアの正体に気づきその命を狙おうとするゼルドラドから妹を庇って戦死した。
死後、奈落の門を開くための勇者の力の代用品として大魔王マデサゴーラによって復活、洗脳され「仮面の男」として魔族に属する。しかし、主人公とアンルシアが創造神マデサゴーラを倒したことで洗脳が解け、それでも奈落の門の先に進むマデサゴーラを身を呈して阻み、妹の成長を喜びながら昇天した。
アリオス王
声 - 津田英三
国王で、アンルシアとトーマの父。オンライン版ではクエストをこなすことでたまるスタンプカードを満たすことで、褒美のアイテムをくれる。
ユリア妃
声 - 岡純子
王妃で、アンルシアとトーマの母。
コルシュ
大臣で、アリオスを支える重臣の1人。アラハギーロ王国との融和を結ぶ。
ノガート
兵士長にしてユリアの警護役を務める人間の男性。冒険者からの叩き上げで現在の地位に納まった。
ジャンナ
かつて王国に滞在していた旅芸人一座の踊り子の女性。アンルシアと変わらぬ年頃ということもあって、彼女と心を通わせていたが、希望の花を摘むためにローヌ樹林帯に向う途中、魔物に襲撃され命を落とした。
シノン
ココラタの浜辺に在住している若い女性。大陸でも名うての楽器職人。楽器の製作に心血を注いでおり浮いた噂は無かったが、最近はある男性に道ならぬ思慕を抱いているらしい。
ロッサム
考古学者のまだ若い男性。古き神の遺跡の謎を解明すべく、リャナ荒涼地帯の集落に滞在している。普段はやや気弱だが、考古学のことになると興奮して饒舌になる。
ミルト
声 - 鷄冠井美智子
ルシェンダら4賢者に使える小柄な人間の男性。平時は、グランゼドーラ城地下の秘密会議室にいる。
オフライン版のオリジナルエピソードではトーマとは幼い頃からの親友同士の間柄であり、友の死の悲しみと真の勇者であったはずのアンルシアが姿を消したことへの憤りに漬け込まれ、正体を隠した魔族の唆しに乗ってトーマの遺体を引き渡した張本人だったことが明らかにされた。
リンクス
世界宿屋協会グランゼドーラ統括部長の男性。冒険者にメガルーラストーンを配布するキャンペーンを行っていた。だがその裏で古代の遺跡を発掘・復元し、被験者の精神に悪影響をもたらす実験を行っていたことが発覚し、ロクサーヌに再教育プログラムを受けさせられることとなった。
ロクサーヌ
世界宿屋協会の代表を務める女性。冒険者のおでかけ便利ツールで、システムメッセージ役を務めている。前作にも同名の世界宿屋協会のエージェントが登場しており外見も同じだが、同一人物かは不明。目にも止まらぬ速さで動き回り、平手打ちで大人の男性を軽々と吹っ飛ばすなど身体能力は高い。
本編では、真セレドット山道の資料室にフード付きのマントを被った姿で登場。リンクスの悪事を見抜いており、主人公の後を付けて遺跡に入った所で正体を現す。事件解決後は、彼に再教育を施すこととなった。
フィロソロス
歴史学者。自らが抱えた歴史的命題の解決の協力を主人公に依頼する。ヒストリカやロッサムは教え子、ルシェンダは師、マスター・バレクスは義理の息子にあたる。
ヴィタル
グランゼドーラの美容院「サロン・フェリシア」を経営している女性で、マダム・フェリシアの弟子。クエストをこなすことで、新たな髪色を追加できる。ミローレとは因縁がある。
ライオット
赤眼の魔物を狩るギルド「ガンバライオン」を立ち上げた、頭がライオンの男性。天唱楽師に力を引き出された者に赤眼の魔物が落とす灼光骨を用いて、人の成長限界を突破させる秘術を施してくれる。

### 真のダーマ神殿
スキルマスター
自らを万物を教え導く者と称する謎の男。眼鏡をかけた銀髪の美男子で、敬語で話す。主人公に、スキルポイントの割り振り上限を引き上げるための試練を課す。彼の発言からすると、普通の人には姿が見えない模様。
タッツィ
弟子。黄土色の髪の童顔の青年。緑色の衣装。弟子の中では最年少でかつ経歴も浅く、その事を引け目に感じている。
彼を含む三人の弟子の真の姿は戦いを司る古の精霊で、旧い友人に頼まれたスキルマスターから人間の姿に身を変えさせられ、彼の下で修行を続けている。
ディエゴ
弟子。茶髪の青年。赤色の衣装。趣味は二度寝と昼寝で、少し口が悪い。
サリアス
弟子。緑黄色の長髪の青年。白衣。過去にとある事件に巻き込まれて以来、人を嫌い、憎むようになった。

### 真のリンジャの塔
太古の昔、海洋都市リンジャハルが存在していた地。塔の名は、かつてそこに住んでいた召還士の名を冠したものである。魔人によって壊滅するまでは、エテーネ王国からの要人の来訪も少なくなく、浅からぬ関わりがあったようだ。
ヒストリカ
佇む人間の女性博士。中性的で時折、英語交じりの口調で話す。海洋都市リンジャハルと古代エテーネ王国の歴史について研究しているが、論文を書くのに詰まると暴走する。
主人公との協力で歴史の謎を紐解く手記を発見し、論文を学会に発表したが、証拠となる遺跡が見つかっていないために失笑を買ってしまう。それを見かねた兄ロジクルから家に戻るように言われるが、兄からもらった大切なルーペを取り戻したことで考古学への情熱を取り戻し、塔で研究を継続することにした。
2018年2月のバレンタインイベント「第6回アストルティア・クィーン総選挙」で第1位になった。
クロニコ
ヒストリカに雇われている助手。小柄な少年。
ロジクル
ヒストリカの兄で、現在は辣腕で名を馳せている貿易商。白いシルクハットを被り、モノクルを着けた青年で、フランス語混じりの口調で喋る。妹が学会で失笑を買ったことを見かねて彼女を家に連れ戻そうとする。
かつては考古学者になる夢を持っていたが、最終的に家業を継ぎ、愛用のルーペを妹に託した。その事で妹は自分の夢を無理にでも叶えようとしているのではと思っていたが、主人公とヒストリカの交流を知り、考えを改め主人公の事をヒストリカの”ズッ友”と認めるようになった。
リンジャーラ
召喚士。学徒時代から、パドレとは仲がよかった。
リンジャハル市長となってからは、リンジャハルに蔓延した疫病を宝珠の力で駆逐し、都市を発展させた。しかし、ドミネウスからパドレに関する讒言を吹き込まれたことで彼への嫉妬を抑えられなくなり魔人を召喚し、強大な力を得てリンジャハルを壊滅させてしまった。自身は魔人リンジャーラとなり、パドレによって時空の狭間に封じられた。
パドレとの戦いでは彼やエテーネ王国への憎悪を叫びながら何日も戦い続けたが、とても楽しかったことを告げ、息を引き取る。

### アスフェルド学園
願いの少年 / アスフェルド
願いの精霊。弟に会いたいというアイゼルの願いから、ウェスリーの姿となるも、シナイジッチ教頭に追い詰められ、学園中を封印してしまう。講堂事件の後、目撃者の証言からシナイジッチ教頭の共犯として容疑を掛けられる。アイゼルがウェスリーが死んだことにとても信じられないと言った途端現れ、遺跡の封印を解いた事に怒り、再び逃走する。異界校舎で再びシナイジッチ教頭に追い詰められるも、主人公たちに救われる。だが、バウンズ学園長を恐れて再び異界校舎に逃走。その時に記憶を取り戻したアイゼルに、自分がウェスリーじゃないと言われ、バウンズ学園長を見て逃走。アイゼルがウェスリーに贈るはずだった大剣をアイゼルに要求するが拒否され、破壊の意思をもってしまう。その後、主人公を異界学園に送り込むも失敗。そして、遺跡の精霊の間で主人公たちと対峙し敗れるもあきらめきれず、狂乱の破壊神となって挑むも再び敗れ、ついには世界を滅ぼそうとしてアスフェルド湖上に出現するも、主人公たちの願いとバウンズ学園長とスキルマスターたちの手により、精霊の間に再封印される。

#### 教員・事務員
バウンズ学園長
アスフェルド学園の学園長。学園内のほとんどの場所が謎の力で封印され、突如現れた預言書「フェルディナク」に主人公が危機を救うと記されており、主人公を探し出し学園の救済を依頼する。性格は温和でやさしく生徒思いだが、生徒の前にはあまり姿を現さない。愛猫家。時には生徒思いの性格を利用してフーたんマンとなって正義活動を行っていた。その正体はダーマ神殿の精霊で、タッツィやディエゴやサリアスと同じくスキルマスターの弟子の1人。エリシャ先生の石化を解く方法の調査に出かけようとした時、シナイジッチ教頭の妨害にあい出張を取りやめ、講堂で湖の遺跡の封印を解かれる事件が発生し、主人公に解除札を託す。リソルが本来の魔物の姿になって石化したクラウンを戻した事を知って危機を察知し、暴走化し魔物の姿となったリソルを封印する。事件後、リソルが魔族である事は入学当初から知っていて人間と魔族の友好の為に黙って見守っていたことを明かす。遺跡の調査終了後、門を封印し封印事件の犯人が願いの少年だと告発。異界校舎でアスフェルドを追い詰めるも逃げられ、その後で主人公たちから全容を知り、アイゼルを厳しく激励する。アスフェルドが破壊の意思を持ったと知るとダーマ神殿に向かい、スキルマスターたちの協力を求める。そして、アスフェルド湖から現れた狂乱の破壊神をスキルマスターたちと共に再封印した。
シナイジッチ教頭
アスフェルド学園の教頭。学園内の教師達のリーダー的存在。教頭になる前は、資産家を務めていた。バウンズの事を相当恨んでいる。性格に問題があり、リーダーである主人公を心よく思っておらず、ミランを早急帰るよう説教したり、エリシャと喧嘩したフランジュを謹慎処分にし、過去には自分のやり方を批判する当時生徒会長だったルナナを爆破事件の首謀者として退学させようとするなど、いつもイヤミを言って生徒たちからは嫌われている。2年前、自分のやり方に異を唱えるザビアナに強度の洗脳薬を飲ませ、彼女を死に陥れる。その後、バウンズが不老不死だと思い自らも不老不死を得ようとウェスリーとなったアスフェルドを追い詰め、封印事件の原因を作ってしまう。それでもあきらめない彼はバウンズの出張を長引かせようと数々の妨害を行い、その隙に講堂にあった湖の遺跡の封印を解く。たが、その矢先に主人公たちに阻止され、どこかに逃走。その後、異界校舎でアスフェルドを再び追い詰めるも主人公たちに再び妨害され、禁じ手の激薬を飲んで主人公たちを石化に追い詰めアスフェルドを恐喝するも隙を突かれ、自らが石化する。
シュメリア
封印危機対策委員会（フウキ）の顧問と主人公のクラスの担任を務める、女性教師。主にカギ穴ミッケ君の管理を担当。メガネをかけたナイスバディ。学生時代はバトエン・クイーンとして授業そっちのけで戦いに明け暮れていたとか。趣味は編み物。かつては武術担当、短剣使いであった。ザビアナとは同期で武術面で一二を争う腕前で、バウンズ学園長からは将来を担うエージェント候補だったが、2年前にシナイジッチ教頭によって大暴走したザビアナを制止しようと彼女を殺めてしまう。その懺義に愛用の短剣・ローゼンニードルをアスフェルド湖に捨て短剣使いの道を閉ざし、教育面の教師として生きる道を選ぶ。だが、遺跡の調査ですべてが明るみとなり、主人公とフランジュに勝負を挑む。勝負後、自分の未熟さに思い知ったがフランジュの言葉に目を覚まし、今後もフウキの顧問としてみんなを支える道を選ぶ。
チェルシー・フェルディナク
救護師。保健室の封印、及び担当教師が行方不明のため、バウンズに招かれる。フェロモン全開の彼女は、学園マドンナの1人とされている。その正体は「フェルディナクの書」の作者の子孫。学園に来たのは、その全容を見届ける為だった。
カイザー、ビスト、クリスティーヌ、フレア
教練を担当する教師達。それぞれブロンズクラス、シルバークラス、ゴールドクラス、プラチナクラスを担当。魔物の姿をしている。
エリシャ
保健室の先生。ザビアナの検診及び検死を担当。不可解ながら、フランジュから殺人の疑いをかけられる。シナイジッチの命で、願いの少年の探索をする。フランジュに責め立てられるもシナイジッチ教頭を利用してフランジュを謹慎に陥れ、彼女を呼び出してザビアナの形見の手帳を奪って燃やし、電車に乗って逃走するも主人公たちに阻止され、シナイジッチ教頭が放った人形によって石化する。
ヨロイ
よろいのきしの姿をしている。武道場で「願いの領域」の管理を担当。スキルノートの説明や、レベルの上限解放などをしてくれる教師。
カタナ
エビルソーサラーの姿をしている。武道場で拾ったモシャストーンを、武器や盾やカードに変えてくれる教師。
シャフル
職員室で、クラス変更や学園内における容姿やプロフィールの変更等を担当する教師。
ミルネ、トーマス、ガシュー
教練で主人公をサポートする教師達。ミルネは学園マドンナ候補の1人。
ソマルカ、マローア、ルギツ、ドラデア
それぞれ、II・スペーディオ、II・ガルハート、II・ディアノーグ、II・グラブゾンの副担任。レッスンチケットを持っていくと、授業を受けられる。
メルジオル
声 - 宮澤正
ドラキーの姿で、常にラピスと共に行動している。元・古代魔法教師で、ラピスの父親。退職後は古代魔法を必死に研究していたが、誤ってドラキュラムの呪文を唱えドラキーの姿となってしまう。その後、ラピスをアスフェルド学園に入学させて、魔法使いの道へと進ませる。フウキの活動中に自分とラピスの過去を打ち明ける。ラピスはニンゲーラを唱えるが失敗し、逆にアクバー級の怪物となってしまう。主人公たちの制止でなんとか元に戻り、今後も娘やフウキのために助力する。
ザビアナ
元・武術担当で、オノ使いの女性教師。フランジュの師匠で親代わりにあたる人物で、アイゼルの1年生時代の戦術担任。色黒のナイスバディ。シュメリアとは同期で武術面で一二を争う腕前で、バウンズ学園長からは将来を担うエージェント候補だった。2年前にシナイジッチ教頭に強度の洗脳薬を飲まされ大暴走を起こし、シュメリアの制止により死亡。エリシャの検死で謎のあざがあった。

#### 生徒
ウェスリー
アイゼルの弟。いつもニット帽をかぶっている。アイゼルのハンマーは彼が作った物。幼い頃に両親を亡くし、アイゼルと共に親戚を転々としていたが親族からは冷たく扱われていた。1年前にアスフェルド学園に入学する前にはやり病にかかり、親族の冷酷さで医者にも診てもらえず、死亡する。
オデット
ぐるぐるメガネをかけた女子生徒。幼き頃は独り身だったが、親友であるフレッドのおかげで心を開いた。そのフレッドが重い病気にかかり、薬師を目指すためにアスフェルド学園に入学。だがシナイジッチ教頭に利用されフウキ対策室に侵入し、シュメリアをお手製のお香で眠らせカギ穴ミッケ君を盗むもうとするも失敗。講堂での封印解除事件の際には、クラウンとともに信者を務めていた。主人公たちに敗北後、バウンズ学園長の取り調べを受けたことから学園を恐れ、別の場所で薬師の勉強をしている。
ロルカ、ホグラム、キルベル
シナイジッチ教頭に恐喝され、講堂での封印解除事件の際にはクラウン、オデットとともに信者を務めていた生徒たち。シナイジッチ教頭らとともに主人公と対峙する。
メテオラ
流星メダル収集家。流星メダルを渡すと願い星のブレスにルーンを刻み、主人公の手助けをする。
ペンネッタ
生徒会副会長。アイゼルに代わって、生徒会を仕切っている。生徒会室開錠後、アイゼルに戻るよう説得するも断られ、仕方なく引き続き生徒会を仕切る。ウェスリーがはやり病にかかった際には、アイゼルを慰めていた。
フィッツ
釣り部部長。フウキに釣り部教室の解放を頼む。菜園解放後、お礼を言いに来たと同時にエリシャに呼ばれたフランジュを目撃する。
ドロレス
超常現象研究会会長。再封印された部屋を戻すよう、フウキに頼む。講堂事件後、赤く染まったアスフェルド湖を目撃する。

### その他（真のレンダーシア）
モルバ
魔物を使役し、宝を奪う盗賊団「砂漠の土竜」団長。ジトラとワンゲという部下を持つ。「墓荒らしても人権荒らすな」をモットーとし、遺体には手を出さない。
真のアラハギーロのピラミッド内で主人公に見つかり、魔物を召喚するが倒され、部下共々駆け付けたアラハギーロ兵に逮捕された。
チャコロット
不思議の魔塔を管理するモンスター。ガチャコッコの姿をしている。魔塔が魔物たちに乗っ取られてしまい、主人公に魔塔の奪回を依頼する。
ワンドーラ
ドラクロン山地の竜守りの小屋に住む老人。大昔の竜族から先祖代々飛竜についてを教えこまれており、主人公に飛竜を従える方法を伝授する。
白竜
ドラクロン山地に棲む飛竜たちを統率する巨竜。ワンドーラからは竜たちの王でないかと言われている。誇り高く竜族しか認めておらず、自らの領域に無断で踏み入った「下等種族」である主人公が「つたない」竜笛の音を鳴らしたことに激怒し、配下の飛竜をけしかける。しかし、主人公のただならぬ力量を認めるや自らの卵を託して去る。竜化したクロウズ（シンイ）に似ているが、関係については言及されていない。
オルゲン
竜族の隠れ里の族長。クロウズに竜笛を託された者として主人公を迎え入れ、奈落の門に入るための手引きをする。子孫及び里に住む者は奈落の門が閉ざされた際、アストルティアに取り残された。
ブオーン
謎の島にいる超巨大モンスターで、ナドラガ曰く魔神族。誤って大切な宝物（プオーン）を飲み込んでしまい、体内から取り出してほしいと主人公に依頼する。その後、ナドラガの暴走を食い止めるために戦う。
プオーン
ブオーンの息子。主人公に助け出され、しばらくの間は主人公が連れて歩くことになる。
ナナリー博士
世界宿屋協会の調査団のリーダーで、謎の遺跡島の研究者。

## 叡智の冠
グランゼドーラを拠点とし、アストルティアの平和を守るために各地で活動している賢者達。
ホーロー
声 - 島田敏
いつも大地の箱舟で駅弁を食べながら、大陸移動を繰り返す老賢者。港町レンドアの駅の地下室を隠れ家にしている。シンイからは「おじいさま」と呼ばれる。自分でも認める、言葉足らずな面がある。主人公が「生き返リスト」であることを見抜き、キーエンブレムを集めろと促す。食いしん坊で、名産品を買い占めるなどの問題行動を起こして、駅の掲示板や売り子に要注意人物として紹介されることもある。主人公がキーエンブレムを集めると、破邪舟師の子孫を探し、主人公の魂をエテーネの村に送った。冥王討伐後の主人公に、レンダーシアに渡り、勇者の手助けをすることを依頼した。
オフラインモードの終盤では、アバに仕える少年として登場。彼女に恋心を抱いている。
エイドス
声 - 西村知道
世界各地を放浪する、人間の賢者。常にキセルを加えている。バグド王の事を、赤ん坊の頃から知っている。普段は、プクランド大陸の洞穴を住み処にしている。グレン外伝クエストで、妖剣士オーレン・水竜ギルギッシュとの関係が明かされる。
ブロッゲン
声 - 赤城進
アグラニの町で名の知れるドワーフの賢者。眠っていることが多く、杖に憑依したホルタが言葉を代弁する。
過去に町を襲ったレオン・ビュブロとの戦いで戦友ホルタを亡くし、彼の魂を杖に憑依させた。その戦いの後遺症で、眠ることが多くなってしまった。アグラニ外伝クエストではホルタの遺志を継ぎ、ホルタの娘であるルナナをビュブロスから守ろうとする。
ルシェンダ
声 - 渡辺明乃
グランゼドーラ王国お抱えのオーガの女賢者で、ガミルゴの子孫。主人公とアンルシアに、大魔王の魔の手からレンダーシアを守るための手引きをする。Ver5.3では、アンルシアの大魔王討伐の為に魔界まで同行する。
若い外見だが、「アストルティア創世記」にて200歳以上であることが判明しており、オーガの技師バジェオが血縁として登場した際、老人である彼に「ひぃばーさん」と呼ばれていた他、賢者の試練により「勇者の眼」を会得したアンルシアはルシェンダを見た後、目をそらしている（その様子を見たブロッゲン曰く「この世には見えぬ方がよい真実もある」）。また、キュルルも「外見的要素が生体継続時間と一致しない女賢者」と呼んでいる。
また、美容院サロン・フェリシアのオーナー「マダム・フェリシア」としての顔や、オーグリード式レスリングの創設者としての顔も持つ。
リィン / マリーン
声 - 千本木彩花（リィン:ライバルズエース） 、田村聖子（マリーン）
「夜の神殿に眠れ」の主人公。人間の少女のトレジャーハンターで、夜の王国の末裔。元気で明るい性格だが、オバケが苦手。赤ん坊の頃に捨てられ、両親の顔を知らない。生まれた頃から持っていた短剣に時々夜の神殿が映り込み、それに導かれる形で夜の神殿の秘宝「ジャイラの奇跡」を求め、ラウルと知り合う。激戦の末、呪いで死に陥ったラウルを救うためにマホッシーに頼んで彼を救うも、自身はジャイラジャイラ同等の怪物となる。その後、ギミック仕掛けの鈍器を背負う巨漢の姿となり、アラハギーロ王国でラウルが元気な姿でいたのを見て国を去り、自身はマリーンとして生きる道を選ぶ。
数百年の月日が流れ、癒やしの術に長け、豪快な性格となった彼女は醜悪な魔人「呪術師マリーン」となる。グレンにおいてグロスナーに仕える巨漢の女賢者として、バグド王の病気を治した。しかし、裏で妹のジュリアンテと共にオーガの強者たちを攫って操り、他国を侵略しようと謀っていた他、エテーネの生き残りを抹殺する使命を帯びていた。だが、それはピュージュがケーキ神人形を化かせた偽物であった。
本物の方は、叡智の冠の一人にしてユシュカの師匠。レディウルフの名前で魔界の調査の旅に出ており、現地の魔物達による私設部隊「赤狼組」のリーダーとなっていた。宝石魔術を巧みに操るなど戦闘力は高く、ユシュカにアストルティアのことや他人と手を取り合うことの大切さを教えるなど、その後の彼の価値観に影響を与えており、彼からは「師匠」と呼ばれている。ジャゴヌバが復活しかけて主人公達が窮地に陥った所に現れ、主人公たちを逃がすためジャゴヌバに結界を張り、ルティアナを復活させるよう依頼した。しかし、封印を維持できなくなった事で撤退し、ルファ神殿でピュージュの正体を暴いて倒した。

## ナドラガンド
奈落の門の向こう側にある、アストルティアとは異なる世界で竜族たちが暮らしている。

### 炎の領界

#### アペカの村
ネオル
竜族の老人で、アペカの村の村長。魔炎鳥から逃げ帰ったギダを罵り暴行を加えようとするが、エステラに制止された。ギダが祈り鳥の曲を奏で魔炎鳥を元の聖鳥に戻した後は、彼にこれまでの仕打ちを詫び、報復を受け入れる覚悟を決めたが許され、ギダと和解した。
ギダ
アペカの村に住む、竜族の青年。優しい性格。竪琴を演奏することが好きだったが、兄レゼロを魔炎鳥に殺され、自分だけ魔炎鳥から逃げたことでネオル村長に役立たずと罵られたり、責任感の強い屈強な兄と比べられていたが、エステラと主人公の助力で立ち直り、祈り鳥の曲を奏で魔炎鳥を元の聖鳥に戻す。その後は、亡くなった村人の分まで村を守ると誓う。

#### ナドラガ教団
ナドラガンド（炎の領界）にある聖都エジャルナを拠点としている。ナドラガンドの各領界を繋げ、封印されたナドラガ神を復活させてナドラガンドに救いをもたらすことを目的としている。しかし、他ならぬナドラガ神の正体を知らなかったことが、アストルティアを巻き込んだ大波乱に繋がることとなった。ナドラガが倒された後は、「ナドラガンド協団」に改名する。
トビアス
声 - 笠間淳
ナドラガ教団に仕える、竜族の男性神官。孤児だったがオルストフに救われ、今に至る。各聖塔の攻略において主人公と競う人物であり５つある聖塔のうち３つの聖塔で先行しているように実力は低くないのだが、頭に血が上りやすく視野狭窄的という弱点を持つ。
領界を繋ぐオルストフの夢を叶えたい一心で、業炎の聖塔ではエステラとどちらが氷の領界の道を開くか勝負するも、功を焦ってしまったことで本来の実力を出しきれず、番人に敗北。当初は主人公を見下していたが、主人公が氷の領界への道を開いたことで見下していたことを謝罪し、主人公を領界の解放者として認めるようになる。
水の領界では、領界の調査を行うが遅々として進まず、結局は主人公やエステラと同行する。海底都市ルシュカで、ディカスがオルストフを侮辱した事に激昂、実力行使に出ようとしたがヒューザに制止される。そして、青の騎士団員を殴り倒し単身で天水の聖塔に強行突入、主人公とエステラより先に番人と戦うが一蹴され、負傷。主人公が神獣カシャルに勝利した後、嵐の領界への道を開いた。
嵐の領界では、主人公より先に翠嵐の聖塔を攻略。部下たちと共に解放の間にいた番人と戦うが勝ち目がないと判断、ナダイアから託された呪符で黒蛇鬼アクラガレナを召喚して番人と戦わせたが、アクラガレナに襲われ部下共々重傷を負わされ、魔物を召喚して戦わせたことが番人に認められなかった。その後、ナダイアの陰謀でエステラを裏切り者として恨んでいたが、彼女の真意を見て助力する。事件後はナドラガンド協団を率いて、竜族たちのための活動に邁進する。アストルティアキャラクターズファイル「吼えろ トビアス!」では、五領界会談の開催に奔走する一方、竜化の術の会得のために修行を続けており、一度は術を制御しきれずに錯乱の竜となって暴走するも、最後はルビーを守るという強い意志で竜化の術のコントロールに成功し、魔瘴魂ナドラグルを倒した。
Ver.7.2では、断罪の剣を修復するためにナドラガの魂をエステラに憑依させる儀式に協力する。
ベサワキ
声 - 利根健太朗
エステラに心酔している一人で、エステラの親衛隊を自称し彼女の部屋を見張る竜族の男性。主人公がナドラガ教団を破門された後はエジャルナの宿屋におり、彼がベッドメイクした部屋で眠ることにより、エステラの部屋に入ることができる。

#### その他（炎の領界）
無明導師イゾラ
聖都エジャルナの導きの霊堂にいる、目隠しをした男性。チャンス特技や新必殺技を取得するための試練を課す。弟子にアズーロがいる。元々は神話時代から生きていた「風の竜イゾラ」であり、ナドラガンドがアストルティアから切り離された際に外に出ることをあきらめ、竜族として生きることになったという。
プリネラ
マティルの村の廃屋にいる女性。契約を結ぶと、常闇の竜レグナードと戦うことができる。

### 氷の領界
リルチェラ
イーサの村の近くにある、とこしえの氷原の小さなほら穴に住んでいる竜族の少女。
両親を亡くし祖母と生活していたが、祖母も亡くなり一人暮らし。彼女には触れた相手の元気を吸い取る能力があり、村人達からは怖れられ、厄介者扱いされていた。
恵みの木でダストンと出会い仲良くなるが、ダストンは「緑の者」として村に連れて行かれた。フロスティの操る植物に攫われたダストンを主人公と共に救出に向かうが、その際にリルチェラ自身が「緑の者」であったことが判明。いままで吸い取っていた元気を恵みの木に与え、木を回復させた。
その後はノグリッド村長とヒヤーネ夫人に引き取られ、本人の望みで普通の女の子として育てられている。能力は完全に制御できるようになったようで、触れた途端に元気を吸い取る事もなくなり、逆に他人に分け与えられるようにもなった。

### 闇の領界

#### カーラモーラ村
サジェ
声 - 富田美憂
眼鏡をかけた竜族の少年。5年前、姉のデリダが自分を庇って毒で死んだことを気に病んでおり、ずっと人との交流を避けてきたが、アストルティアから飛ばされてきたマイユにデリダの面影を重ね、自分を庇って猛毒を受けたマイユを救うために楽園を目指そうとする。
楽園の真相を知った際、領界が完全に浄化された時にQ484と友達になるため、村人には村長が言い伝えた通り、楽園は悪魔が住む恐ろしい場所だと告げ、月の光に頼らなくても人々が元気に暮らせるための研究を続けると宣言する。
Ver.7.2では突如現れた魔物の群れを調査すべく村を出た結果、竜族の怨念に襲われていた所をQ485に救われた。
カイラム
カーラモーラの村長。エステラの厚意に対し、感謝はしつつも「村のやり方がある」として拒む。かつては領界の民を救うべく長い年月をかけて楽園への扉のカギを作ったが、楽園への扉を目前にして扉を開けるのが怖くなり、カギを隠し村人達に楽園に行くなと命じてきた。しかしマイユを救うために楽園へ向かおうとするサジェの意志を知り、楽園への道のりを教える。
バジュー
サジェの義兄で、デリダとは恋人同士だった。マイユが主人公の兄弟姉妹に連れ去られそうになった時は、エステラと主人公の兄弟の戦いの余波で宙から落ちるマイユを無事に受け止め救出した。
怨念の邪竜
声 - 田所陽向
ナドラガの器であるエステラが創失した事で、ナドラガンドに蓄積していた竜族達の怨念が具現化した存在。上半身のみが穴から出てきた姿をしている。
敗北後もなお無数の竜の怨念を召喚するが、別人格となったポルテによって封印された。

#### 楽園
管理端末Q484
楽園で月を管理しているロボット。初登場時は破損した月の修復を最優先事項として行動している。月の修復を早めるため、サルファバリンを注入された後、次の優先事項「楽園からの闇の領界に生息する竜族の駆除」遂行のため変形してサジェに襲いかかり、彼を助けようとした主人公を「駆除を妨げる者」と見なして攻撃を仕掛ける。敗北した後は月を完全に修理し、代替機（管理端末Q485）に役目を継ぎ大破、機能停止した。
実はQ484こそが闇の領界の竜族を迫害した楽園の悪魔で、領界の浄化を邪魔されないよう今まで楽園を守ってきたとサジェは推測している。
管理端末Q485
声 - 石井隆之
Q484の後継機のロボット。主人公を裁定者候補として認識し、「情報端末E007」「情報端末E014」「情報端末E022」と共にサポートしてくれる。その後、「未知の脅威X」ことダークキングのいる暗黒空間Zへの転送ゲートを開いてくれる。Ver.7.2ではエステラの創失に伴い現れた竜族の怨念の退治に出動し、怨念を次々と倒していくものの、キリがないと判断し自爆しようとするが、サジェに止められ撤退した。

### 水の領界
ディカス
青の騎士団長を務める美丈夫な竜族の男性。寡黙だが厳格で、歯に衣を着せぬ物言いをすることがあり、それがもとでトビアスを怒らせたことがある。

### 嵐の領界
ニコ
主人公の兄弟によって作られた魔法生物。鉢に植えられたニコニコ顔の花。女性口調。テレパシーで話す。鍵穴に葉を差し込んで鍵を開けられるが、（主人公の兄弟を含めて）他人には内緒にしている。
実は創生の霊核を守る部屋の封印を強化するための触媒。
ブレエゲ
疾風の騎士団の戦闘隊長を務める竜族の男性。

## アストルティアの神々

### 神様
グランゼニス
声 - 中村悠一
人間の種族神である勇気の神。ルティアナの五男で、種族神では最後に創造された末弟。Ver.2で、存在が明かされた。かつては人間たちの信仰が厚かったが、現在ではその名は失われている。秀でた能力を持たないが底知れない勇気を持つ人間を生み出したことで、ルティアナから最も寵愛を受けていた神とされる。その為に、長兄ナドラガから疎まれており、ナドラガが邪神となった際には彼が治めるレンダーシアが最大の標的とされた。
グランゼドーラ王家に受け継がれる勇者と盟友の力を与えたのは彼であり、友好関係のダーマ神にレンダーシアを守る神の緋石を託した。
Ver.7.2で主人公が破壊されたソーラリア峡谷の神の緋石を修復したことで、アンルシアに憑依した状態で復活。その後断罪の剣の破片をナドラガから返してもらい剣を修復し、光の神殿で肉体に宿った自らの罪を断罪したことで完全復活を果たした。その後、ヨナと共に主人公とアンルシアに主神の王冠の試練を課し、魔界がバルメシュケの操心術を受けた際には自ら魔界に赴きこれを解除した。しかし、ゼニアスの新たな主神となったゼネシアに石化させられてしまった。
ガズバラン
声 - 田所陽向
オーガの種族神である炎の神。ルティアナの次男で、種族神では3番目に創造されたとされる。その剣は全てを切り裂き、牙は全てを噛み砕くと言われている。
ガートラントでは、彼の名前を冠したガズバランの剣（現・ガズバランの牙）という集団が存在している。
六種族神は、封印した竜族に対する感情を元にした二つ名を持っている。彼は「怒れるガズバラン」と称されており、傲慢な竜族に激しい怒りを向け、竜族をナドラガンド炎の領界に封じ込め、業炎の聖塔の番人として炎魔アグニースを配置した。また、戦禍の邪神や魔祖の血族を封印したとされる。
ピナヘト
声 - 菊池こころ
プクリポの種族神である花の神。ルティアナの四男で、種族神では6番目に創造されたとされる。
「哀れみのピナヘト」と称されており、竜族をナドラガンド氷の領界に封じ込め、氷晶の聖塔の番人として氷魔フィルグレアを配置した。
若々しい口調で話し、ナドラガを兄貴と呼んでいる。また、太古の昔にバトエンを生み出したとされる。
ワギ
声 - 利根健太朗
ドワーフの種族神である地の神。ルティアナの三男で、種族神では4番目に創造されたとされる。
「荒ぶるワギ」と称されており、竜族をナドラガンド闇の領界に封じ込め、闇の聖塔の番人として闇魔ティトスを配置した。かつて竜族が犯した罪と受けた罰についてを主人公に伝え、新たに生まれゆく闇の領界の民に罪があるかを問い直す。
マリーヌ
声 - 久保ユリカ
ウェディの種族神である水の神。ルティアナの次女で、種族神では5番目に創造されたとされる。彼女の声は美しいらしい。
「嘆きのマリーヌ」と称されており、竜族をナドラガンドの水の領界に封じ込め、天水の聖塔の番人として水魔ヴァーテルを配置した。その過程で竜族の都市ルシュカは海に沈めようとするも、カシャルの願いを聞き届け彼女の声を奪う代わりに海中を空気で満たし、竜族を生き長らえさせるようにする。
エルドナ
声 - 木下紗華
エルフの種族神である風の神。ルティアナの長女で、種族神では2番目に創造された長姉にあたる。僧侶の職業クエストでは、神像を介して登場する。
ver.3の物語では、神の器・フウラの肉体を借り、世界樹の巫女の役目を終えたヒメアを蘇生し、神託として新たな使命を与えた。
「悔めるエルドナ」と称されており、竜族をナドラガンド嵐の領界に封じ込め、翠嵐の聖塔の番人として嵐魔ウェンリルを配置した。ナドラガの子というだけで、竜族に宿業を背負わせたことを後悔している。
Ver5.5では、主人公にルティアナの現状と復活方法を教える。Ver.6.4では、神になったばかりの幼少期のエルドナが登場。レクタリスの友人で、神具創生の儀のための素材集めのためにエルトナの混沌に同行、邪精霊マガツカゼに殺されかけるも主人公に救われて、原初の世界樹を生み出した。レクタリスの死後は、友人の「人を愛し、人と生きる事」という望みを叶えるために転生の花を生み出し、死んだ天使達が再び転生できるようにした。
ナドラガ
声 - 宮下栄治
Ver.3のラストボス。竜族の種族神である空の神。ルティアナの長男で、ルティアナが創造した7種族神の中で最初に創造された長兄。かつては6種族神と6つの種族を見守る役目を持っており、種族神同士の対立が起こった際、種族神たちは全員が神墟ナドラグラムに集まってナドラガと謁見、調停を求める事になっていた。ナドラガは他の種族神全員が謁見を求めて初めて姿を現し、種族神の調停を行ったとされる。それゆえに自身こそが正統なる神であると思い込み、ルティアナ亡き後「力の強い竜族が弱者の多種族を支配するべきだ」と主張し、他の種族神と対立。母の仇のはずの大いなる闇の根源と手を組み邪神へと変貌し、竜族を率いて地上を襲い、激しい戦いの末に他の種族神により肉体を5つに分断され、ナドラガンドに封印された。だが、ナダイアと竜将アンテロが「神の器」であるアンルシアとマイユとラグアスとフウラとヒューザとダストンを誘拐し、5つの領界を繋げたことで体を再生。さらにオルストフが「神の器」であるエステラをいけにえにしたことで、完全復活する。手始めにアストルティアを完全崩壊させようとするも、ブオーンやプオーン親子に妨害される。更に、天馬ファルシオンや聖鳥や神獣シナリディや神獣パチャティカや神獣カシャルや神獣アマカムシカも加わり身動きを止められ、その隙に主人公兄弟やクロウズによって心臓に断罪の剣を突き付けられ、体内に侵入されてしまう。そして、体内で脳・虚空の神ナドラガとなり全てを告白し、主人公兄弟と対峙するも敗れ、いけにえのエステラを解放し心臓のエネルギーを吸収して邪竜神ナドラガとなり、主人公兄弟やエステラと対峙するも最後はアンルシアとマイユとラグアスとフウラとヒューザとダストンの希望の力の宿った断罪の剣に斬られた。その後は、オルストフと共にナドガランドを見守ることにした。その際、残された心臓は黒衣の剣士に持ち去られた。
Ver6.4では、闇堕ち前の幼少期のナドラガが登場。母に忠実で、尊大な口調で話しており、主人公のことも当初は見下していたが、レクタリスが広げた海底が閉じそうになると閉じないようにし、天魂石に眠る天使たちに転生を望むか問い掛けるなど、人のいい面もある。Ver.7.2では儀式によって一時的にエステラに憑依し、自身に刺さった断罪の剣の破片をグランゼニスに返した。
ルティアナ
声 - 茅野愛衣
アストルティアを創造した女神。元々は果ての大地ゼニアスで創造神グランゼニスによって生み出されたが、ジア・クト念晶体の襲撃に伴い父によりゼニアスを脱出させられ、その先で創生の魔力を用いて海に浮かぶオーグリードとプクランドとウェナとエルトナとドワチャッカとレンダーシアや、空に浮かぶナドラガンドの計7つの大陸を生み出し、それぞれに対応する7柱の種族神を生み出した。その後、大いなる闇の根源・異界滅神ジャゴヌバと戦い、魔瘴に汚染された大地を切り離し、七柱の邪神を封印した後、鏡合わせの秘技で互いの肉体を別々に封印し、自身の魂はゴダ神殿に、肉体は光の河となりアストルティアを見守るようになり、互いの依代としてイルーシャとナラジアを生み出した。
真実を知ったイルーシャの犠牲を経て復活したが、二柱の邪神を取り込んだジャゴヌバに敗北を喫するも、主人公が世界樹の花を持ってきたことで光の蝶の姿で復活した。しかし、最終決戦で光の力をジャゴヌバに奪われ変貌した絶対滅神ジャゴヌバに倒されるも、最後の力でアストルティアと魔界の全住民に祈るよう呼びかけ、魔剣アストロンに創生の力を託した。全てが終わった後は闇の残滓を打ち消すために光の河へ戻り、「人と共に生きてみたかった」という願いの下にイルーシャを復活させ、消滅した。
Ver6.4では、力を失う前のルティアナが登場する。
イルーシャ
声 - 茅野愛衣
自分の名前以外の記憶がない、人間の女性。崩壊した、大いなる闇の根源の像の中から現れた。両手首に、茨をかたどったブレスレットをしている。魔瘴を操る力を持ち、主人公を元の姿に戻した。その後は魔瘴塚を鎮めたことで、魔界の住民から「魔瘴の巫女」と呼ばれるようになる。また、ペペロゴーラの影響で絵を描くのにも興味を持つ。
心優しい性格で、周囲から評価されないペペロゴーラの作品を認め、ナジーンを喪ったユシュカを叱咤激励した。
その正体は、ルティアナがジャゴヌバと自身を封じた際に造られた、ルティアナの依代。アストルティアの各大陸の女神の祠にある光の神装を身に付け、ルファ神殿の創生の祭壇で神魂融合の儀を行うことで、自らを犠牲にルティアナが復活する。極天女帝から真相を知らされ、自らの運命を受け入れ、創生の祭壇から光の河に飛び込み消滅するも、ジャゴヌバとの戦いが終わった後にルティアナにより復活したが、魔瘴を操る力は失われた。また、ナラジアは双子の弟であることが判明する。
Ver.7.3ではアスバルが創失した後も彼のことを覚えており、彼を取り戻すためにリンベリィを説得させた。
2021年2月のバレンタインイベント「第9回アストルティア・クィーン総選挙」で第1位になった。

### 神獣
天馬ファルシオン / シオン
声 - 近藤隆
グランゼニスの眷属の天馬。1000年前のネロドスとの戦いで魂が汚れたアルヴァンを王家の迷宮に封印した際に力を失い、足が長めのリクガメに姿を変えることでエテーネの村の守り神「カメさま」として平時は殻にこもりながら、今まで長い眠りにつきながら生き延びていた。
ネルゲル襲撃後も結界を張って、エテーネの村に残っていた。村が全滅寸前の時、アバさまによってテンスの花の効果を受けて一時的にファルシオンの姿に戻り、ネルゲルをかわし主人公を謎の神殿にいざなった。レンダーシアの物語では、主人公の兄弟が作った輝くテンスの花によって本来の姿を完全に取り戻し、クロウズにシンイの身体を返還した。
六種族の祭典には、人々を驚かせないために「シオン」という人間になって参加。しかし、姿を変えるためのペンダントをアンルシアと共に主人公の兄弟に奪われ、本来の力を発揮できない状態になってしまった。そのため、主人公に白馬のハンドパペットの形の通信機「白き導き手」を渡したが、主人公とシオンとの会話（通信）を見たエステラに「主人公は腹話術の特技を持っている」と誤解された。その後、再び天馬の姿で現れ、主人公たちをナドラガとの戦いの場に導く。
その後もアンルシアの愛馬として戦いに赴いていたが、Ver.6.3でアンルシアが結晶化した際には自分は現在来るべきときにそなえ、全神経を集中して主の気配を追っているため動けないと話しており、Ver.7で彼女が倒れると同時に姿を消す。その後、Ver.7.2でグランゼニスを復活させるために緋色の宝石に神の緋石の力を主人公と共に集め、ソーラリア渓谷の神の緋石を復活させた。Ver.7.3ではゼクレス城に入るために主人公に同行する。
聖鳥フェザリアス
ガズバラン眷属の火の鳥。炎の領界を守護していたが、ナダイアによって魔炎鳥にされ、アペカの村の人々を苦しめていた。エステラと主人公の協力を受けたギダが祈り鳥の曲を奏でたことで、元に戻る。
名前はアストルティア秘聞録で明かされた。
神獣シナリディ
ピナヘト眷属のてんとう虫。氷の領界の竜族の行く末を見守っていた。だが、フロスティが恵みの木を凍らせた事で力を弱めてしまい、回復時期に入る。あらかじめ配っておいた神聖秘文を主人公とリルチェラとサジェが解いてくれたおかげで、本来の力を取り戻す。
神獣パチャティカ
ワギ眷属のモグラ。闇の領界の竜族の行く末を見守っていた。初登場時は、闇の領界に向かおうとする主人公に意味深な言葉を残す。
その後、冥闇の聖塔にて邪悪なる意志に手も足も出なかった主人公を鍛え直すために戦いを挑み、これに勝利した主人公に水の領界への道を開くことを許可した。その際、塔で主人公がワギに示した裁定を嬉しく思っていた。
神獣カシャル / フィナ
マリーヌ眷属のイルカ。過去に竜族の都市ルシュカの住人の命を乞いたルシュカの姫・フィナを憐れみ、声を奪われるのを覚悟し神秘のサンゴに蓄えられた空気をオーフィーヌ海底に行き渡らせる海底都市にする。この事で、都市の人々から巫女としてあがめられる。そして、水中で竜族が生きられる儀式を行うようにする。神の器であるヒューザは、彼女の声を聞き取ることが出来る。数百年が経ち、ナダイアの陰謀を知って、青の教団を結成し教団に対抗するも、力及ばなかった。トビアスが水と嵐の領界を繋いでしまったのを見て声を取り戻し、主人公やエステラやヒューザやトビアスに全てを告発する。そこにナダイアが現れて殺されそうになるも、主人公とヒューザの働きで難を逃れる。このことでナダイアによって主人公は敵とみなされ、エステラとトビアスと絶縁となってしまう。この事に、彼女は自責の念を抱いていた。
神獣アマカムシカ
エルドナ眷属のカムシカ。神獣の森に姿を隠していたが、主人公が烈風の岬を越えてナドラガ神のほこらに向かうのに協力することになる。
神獣プリフィー / ルビー
アストルティアキャラクターズファイル「吼えろ トビアス!」に登場する、竜族の少女。トビアスと共に暴魔に襲われていたところを主人公に救出される。外見は可憐だが完全な男言葉で話し、お転婆な性格。
何らかの理由で記憶喪失に陥り、名前すらも忘れており、「ルビー」という名も彼女の瞳にちなんでトビアスがつけたものである。ただ、それとは無関係に彼を「父ちゃん」と呼んで周囲を驚かせている。
その正体はナドラガの眷属。ナドラガが邪神に変貌する以前、自分が死んだ際に制御を失った魔瘴がナドラガンドを汚染することを危惧し、魔瘴を浄化するために生み出された存在であった。しかし、長い間眠りに入っていたために、最初は自分の使命を忘れていた。トビアスを父と誤認したのは、トビアスのナドラガンドを想う心がかつてのナドラガと共通していた為だった。
最終的に魔瘴魂ナドラグルを倒し、ナドラガンドに流出した全ての魔瘴を体内に吸収・封印することに成功したが、それを完全に無害化するためには長い眠りにつかなければならなくなる。彼女はトビアスとの別れを悲しみ、そして再び目覚めた時には平和になったナドラガンドを自由に旅することを約束して、眠りについていった。

## 敵

### 魔族
Ver.5以降に登場する魔族については#魔界を参照。
冥王ネルゲル
声 - 近藤隆
Ver.1のラストボスに位置づけされるキャラクター。レイダメテスの被害で死んだ人々の魂が、神殿レイダメテスの石棺に集まって生まれた魔族。全世界を闇の封印に落とそうと企む。大魔王マデサゴーラと契約を交わし、エテーネの民を滅ぼす力を借り受けていた。「時渡りの術」を持つ主人公を危険視し、エテーネの村を襲撃・壊滅させ、レンダーシアを封印する。「死を統べる者」を名乗るだけあって、得物は鎌。
主人公に敗れると「大いなる闇の根源」から闇の力を借り、竜の翼に尻尾を生やした大猿の魔神の姿「冥獣王ネルゲル」へと変化し、主人公と再戦するも敗北。死の間際に、自分より上の存在がいる事を仄めかしている。
10周年記念クエスト「天を超えてゆけ」では、神殿レイダメテスにあった邪黒水晶が発見され、それによりネルゲルが真の力を持つことを危険視した当時の四術師により、闇のキーエンブレムとして5分割されて五大陸に封印され、それが全て集まればネルゲルが復活してしまうことが判明した。その魂はルンルンに乗り移っており、ゴブル砂漠の謎の半球体内部で闇のキーエンブレムとラズバーン自身を生贄に復活を遂げる。そして蘇ったレイダメテスの最奥部で完全復活の証として主人公とエルジュを倒そうとするも、再度返り討ちに遭い倒された。
守護者ラズバーン
声 - 辻井健吾
神殿レイダメテスの溶岩内に潜む大柄な魔人。元々は不死の魔王ネロドスの配下であり、1000年前にネロドスがアルヴァンに倒されるのを目の当たりにしていた。そのため大魔王が生まれることと連動して勇者が生まれアストルティア侵攻が失敗に終わることからアストルティアで魔族の王を生み出せば対応する勇者が生まれないと考えた彼は神殿を用いて500年かけて各地の侵略を繰り返し、死者の魂を集めることで冥王を誕生させんとした。最後は倒壊した神殿レイダメテスの下敷きになり、神殿ごと爆発したが、500年の時を経て復活。闇のキーエンブレムを奪いネルゲルを復活させるため再封印のためにエルトナの聖地を訪れた主人公とエルジュの前に現れるも、再度倒される。しかしそれも闇のキーエンブレムを奪うための計算の内であり、敢えて自身を討たせて封印させた後に聖地内部から封印の祭壇を破壊させ、同時に復活したことで闇のキーエンブレムを手中に収める。そしてゴブル砂漠の謎の半球体内部でネルゲルを復活させようとしていたが、キーエンブレムの台座を主人公に破壊されたため自らの命を生贄にネルゲルを復活させた。その後ネルゲルとの決戦直前に魂だけの状態で他のレイダメテスで復活するも倒されたボス達と共に主人公を拘束するも、ネルゲルに無礼だと消滅させられた。
魔導鬼ベドラー
ネルゲルの部下。エテーネの民を皆殺しにするために主人公達の前に現れ、テンスの花を焼く。常にリングにしがみ付いており、それを武器に戦う。
魔導鬼ベゼブー
魔導鬼一族で、ベドラーはいとこにあたる。テンスの花を根絶するため、大魔王マデサゴーラに送り込まれた。額に入墨をした老人に化けている。テンスの花を作ろうとする主人公の兄弟の存在に気づき、60年間執拗に追い続けていた。真相を知らないナルビアの住民たちは、主人公の兄弟が借金取りに追われていると思っていた。
冥王の使いマボック
冥王ネルゲルの残党。ネルゲルの命令でレンダーシア出航を阻止すべく、グランドタイタス号の乗組員に化けて魔法の羅針盤を盗んでいた。主人公の前に立ちはだかるが、クロウズに呆気なく倒される。
大魔王マデサゴーラ
声 - 石井康嗣
Ver.2のラストボス。魔幻宮殿を拠点とする大魔王。六本の腕を持つ。大魔王顔壁に彫刻が刻まれている、歴代大魔王の中でもとりわけ有力とされる4人の内の1人。
光の河の奥底からアストルティアに現れた時、創生の魔力の断片を手中に収め、偽りのレンダーシアを創造する。偽りのレンダーシアでの出来事を堪能した後は、自らが創造した偽りの世界で真のレンダーシアを侵食しようと企む。その根底には創世の女神を超え、新たな創造神となろうという野心がある。
創生の霊核を掌握するためにトーマを連れて奈落の門へと向かい、「大いなる闇の根源」から得た力で主人公と対峙する。しかし、主人公とアンルシアに敗れると、トーマが開いた奈落の門から流出した力で「創造神マデサゴーラ」となる。その姿は六本腕の竜の上半身、鳥の翼と下半身、蛇の尾を持つ異形の姿で、空間と共に行動を変化させながら戦う。
敗北後、奈落の門に向かおうとした所を洗脳が解けたトーマに阻まれ、その隙を突かれてアンルシアに止めを刺され、消滅した。
Ver.5では魔界において、たびたび名前が登場する。元々は魔幻都市ゴーラを治めていた魔王であり、不死の魔王ネロドスの死後、内乱状態にあった魔界を平定し大魔王となった。ネロドスと違い魔界の魔族を戦いに巻き込まなかったため、魔界の住人からはその統治能力に一定の評価を得ている。また、優れた芸術家としても高名だった。しかし、比較的穏健な性格に加え芸術に重きを置いていたため、アストルティア侵攻を第一に掲げるバルディスタの住人からは否定的な意見が見られる。
Ver.5.1では、彼が治めていた魔幻都市ゴーラを旅することになる。孫のペペロゴーラが登場する他、彼の芸術に関する多くの話題やクエストが登場する。大魔王としても芸術家としても多大な尊敬を集めていた名君であったとされる。大いなる闇の根源の意志を持つ魔瘴魂を封じ込めるなど当時から強大な力を持っていたが、大魔王の証である「大魔王の覇印」を芸術に用い、それが失敗作となるとあっさり捨ててしまうなど、大魔王としての地位にあまり関心を示していなかった。
破界篇では、メドナムによって滅びの手マデサゴーラとして復活。シドーを召喚し、自らが創造した偽りの世界を滅ぼす事で天地創造の試みを完成させようと企み、クマリスと主人公に敗北した滅びの剣アンルシアを失敗作とみなして処分。その後は創生の邪洞の奥で二人に敗北し、世界の破壊が取りやめになる筈だったが諦めきれず、最後の力を絞って破壊神シドーを召喚し息絶える。
魔勇者アンルシア
真の勇者アンルシアと入れ替わるためマデサゴーラによって生み出された存在。
こちらも参照。
仮面の男
マデサゴーラのために真のレンダーシア各地で暗躍する謎の男。元人間ゆえ、配下の中には快く思わない者も少なくない。正体はアンルシアを守って命を落としたグランゼドーラ王子トーマが、マデサゴーラの力で傀儡として蘇った成れの果てである。
トーマ王子も参照。
邪教祖サダク
真のレンダーシアを偽りのレンダーシアで侵食する手始めとして、送り込まれた魔物。上司である仮面の男のことを、快く思っていない。
ヘルバトラー
仮面の男の警護役を務める、上級魔族。元は大魔王の親衛隊に属していた。
魔元帥ゼルドラド
声 - 井上倫宏
大魔王マデサゴーラの側近。過去にグランゼドーラに攻め入り、トーマを殺害した張本人。魔幻宮殿にて、彼と決着をつけることとなる。
Vancer.5.1では、真魔幻宮殿に娘のジルドラーナが登場する。歴代の大魔王とも渡り合えるだろうと言われるほどの器だったらしく、ゴーラの住人からは勇将ゼルドラドと呼ばれていた。
四魔将
ゼルドラドの直属の魔物。豪魔将が2体一組である為、四魔将という名称だが全部で5体いる。Ver5.1では、彼らに言及するキャラクターが数人登場しており、ゼルドラドと共にマデサゴーラの下に集った魔界の実力者達で、マデサゴーラ亡き後に台頭した魔界の魔王とも遜色ないと言われている。
獣魔将ガルレイ
大魔王マデサゴーラに忠誠を誓う四魔将の一角。大魔王の加護により、不死身の身体を持つ。討伐モンスターリストの2ページ目に、悪鬼ゾンガロンのいとこの孫に当たると記されている。1300年前のオルセコ王国にて、同じ名前の王族の少年が登場する。
豪魔将ベリンダ、ブレンダ
四魔将の一角。姉妹の魔物で、ベリンダのほうが姉。モンセロ温泉郷の神の緋石を砕こうとする。主人公たちが自分達に対してダメージを与えられなくなる、特殊な攻撃を行いながら戦う。
幻魔将ファズマ
四魔将の一角。礼儀正しい口調で喋る。ダーマ大神官になりすまし、神殿の地下に眠る神の緋石を破壊しようと企む。幻術により、無数の分身を作りながら戦う。
妖魔将ゲジュラ
四魔将の一角。ピラミッドの奥に眠る神の緋石を壊すためにムーニス王に張り付き、誰にも気づかれないようにピラミッドに潜入する。骨まで溶かす強力な毒を、全身から放つ。
あなうめ三兄弟
ゼルドラド配下の魔物三兄弟。
創生番号○○○
影のような肌の人間たち。魔幻宮殿の各部屋にいる。
恐怖の化身
大魔王マデサゴーラが、主人公の心の奥底に眠る恐怖を具現化した存在。その姿は、冥王ネルゲルそのものである。
ルンルン
声 - 立石みこ
ネルゲル復活を目論む白いトンブレロ。主人公に闇のキーエンブレムの捜索を依頼するが、ホーローの考えで見つからなかったとはぐらかされたため、自ら回収に赴く。実はグレン城下町の井戸に落ちた普通のトンブレロにネルゲルの魂が乗り移っており、闇のキーエンブレムを封印した後にまだ聖地内部にいたケイトを操って封印の祭壇を破壊。そしてネルゲルが復活したことで彼の魂が抜け元の姿に戻った。

### 大いなる闇の根源
異界滅神ジャゴヌバ
声 - 飛田展男
Ver.5のラストボス。「大いなる闇の根源」として知られている、アストルティアの大敵。血管が浮き出た巨大な悪魔の姿をしており、封印されている間は肌の色が白だったが、復活後は赤紫色に変化する。呪われし名としてその真名は隠されており、その名を直接呼ぶ者は数少ない。ver3.5後期以降、最後の試練を乗り越えると聖光教主により真名を知る権利を得たとして、その名が主人公に明かされる。
魔王を超える実力の邪神達をさらに上回る存在であり、アストルティアの種族神に対応する七柱の邪神を側近としている。その巨大な手から溢れ出る魔瘴によって、契約した他者に強大な力を与える能力を持つ。過去にはナドラガに魔瘴の力を分け与え、ストーリー上では冥王ネルゲルや大魔王マデサゴーラにも力を与えた。「災厄の王」を生み出した張本人とも言われている。魔物や魔族を生み出した存在ではあるが、肝心の魔族からの信仰は薄い。その最終目的は「創世の魔力で作られた存在を全て無に帰す」こととされる。
元々は女神ルティアナの故郷である、とこしえのゆりかごを滅ぼした「ジア・クト念晶体」の一体「ジア・グオヌバ」。神話の時代に、はるか彼方の世界から滅星の邪園と呼ばれる船で、アストルティアの楯完成前のアストルティアに飛来した。あらゆる生命を鉱物に変質させることができ、その力によってアストルティアの生命を砂や宝玉に変えて世界を滅ぼそうとしていた。しかし、女神ルティアナとアストルティアの七賢者の反撃により創世の力を浴びたジャゴヌバは、鉱物化の能力を失った代わりに魔瘴を噴出し操る巨大な肉体を持った闇の根源へと変質した。肉体は女神ルティアナの鏡合わせの秘技で封印されたが、ジャゴヌバに抗った結果、魔瘴を生み出した事や、女神ルティアナが魔界を切り離し見捨てた事で、魔界に残された七賢者はジャゴヌバを崇拝し、魔祖と呼ばれる配下となった。
冥獣王ネルゲルの敗北後、巨大な手が主人公を捕まえようと追い掛け回すも、日光を浴びて消滅。しかし、奈落の門では何事も無かったかのように巨大な手が現れ、大魔王マデサゴーラに力を与えた。ゴダ神殿ではデモンマウンテンの試練を乗り越えた魔王達の前に巨大な手が現れ、大魔王としての素質を品定めした。
現在はゴダ神殿の地下深くのジャゴヌバ神殿に封印されているが、最近は封印が弱まってきていた。主人公達がそこを訪れると邪神の一角ダビヤガをけしかけ、敗北するとこれを吸収。封印されているとはいえ主人公を追い詰めるも、マリーンによって一時的にではあるが再び封印される。しかし、イルーシャがルファ神殿で儀式を行ったことで、ルティアナと同時に復活。カルサドラ火山とシエラ巡礼地に封印された邪神を取り込んでルティアナを打ち破り、本拠地である滅星の邪園へと飛び去っていった。邪園での決戦では光の力を得ることが協調だと考え、ルティアナの光の力を取り込み絶対滅神ジャゴヌバへと変貌するも、主人公と、ルティアナより創世の力を託された魔王ユシュカによって敗れ、最後はアストルティア全住民の願いを込めたミナデインの一撃で完全消滅し、神話時代から続いた戦いに終止符が打たれることとなった。
ナラジア
声 - 宮田幸季
自分の名前以外思い出せず、目が覚めたら魔界にいて魔界解放軍に囚われていたイルーシャそっくりの容姿の男性。彼女同様茨をかたどったブレスレットをしており、魔瘴を操る力を持つ。
その正体は、ルティアナが鏡合わせの秘技で封印した、ジャゴヌバの依代。自身の正体を思い出し、イルーシャの影に潜み女神の祠を訪れることで邪神を復活させ、イルーシャが行った神魂融合の儀によってルティアナの呪縛から解放され、自らを犠牲にジャゴヌバをも復活させた。その後はジャゴヌバのアバターとして、主人公の前に姿を見せる。ジャゴヌバ撃破後に自我を取り戻し、イルーシャを思いながら消滅する。そして、イルーシャは双子の姉であり、自らジャゴヌバの魂の依代になることを申し出たことが判明する。
闇の根源の幻影
声 - 江頭宏哉
魔族の姿になった主人公が、闇の根源に繋がる像に触れた時に現れた存在。フード付きのローブを身にまとった、漆黒の騎士の姿をしている。魔仙卿曰く、これでも大いなる闇の根源のほんの一部の力に過ぎないとのこと。
主人公に「真の自分の姿とは何か?」を問いかけ、元の姿に戻すことを否定するも倒され、像も崩壊した。
闇の根源の呪縛
声 - 江頭宏哉
主人公の兄弟姉妹の記憶に侵入した主人公に対し現れた存在。黄金の鎧を身にまとった騎士の姿をしている。
主人公に「数奇な運命をたどった兄弟を真に兄弟と呼べるのか?」を問いかけ、闇の根源との契約を断ち切るのを阻止しようとするも倒される。

#### 七柱の邪神
戦禍、怨嗟、喝欲の邪神の名は書籍「アストルティア秘聞録」で判明した。
戦禍の邪神ジュネイラ
「邪神の宮殿」の奥に封印されているという邪神。戦争の災いを振りまくと言われ、四本の腕に死と破壊、憎悪と狂乱の災いを司る。対応する種族神は炎の神ガスバランで、アストルティアを襲った際に彼と戦い、自身の武具の魔力を利用されて封印されたが、邪神の眷属達に封印を蝕まれ続けており、復活の日は近いという。魔族の王をも凌ぐほどの魔力を持ち、「大いなる闇の根源」に近い存在とされている。
1300年前には、ゾルトグリンにオーガを憎む心を植え付け、悪鬼ゾンガロンとした。
虚無の邪神ヴァニタトス
声 - 烏丸祐一
封魔フォーゲルの主たる邪神で、忘却と失意を司る。光の河に潜み、ルティアナの魂を探していた。対応する種族神は勇気の神グランゼニス。
暴虐の邪神ダビヤガ
声 - 三瓶雄樹
封印されているジャゴヌバが、主人公達にけしかけてきた邪神の一柱。対応する種族神は空の神ナドラガだが、ナドラガがジャゴヌバと結託した為にジャゴヌバの守護に回されている。敗北後は、ジャゴヌバに吸収された。
禁忌の邪神ヤファギル
声 - 赤城進
エルトナの呪われた大地で復活。対応する種族神は風の神エルドナ。戒、断、封の三つの身体で一つの魂と自称し、全てを同時に倒さない限り何度でも蘇る。神魂融合の儀式が行われるルファ神殿を訪れた一行の前に立ちはだかる。
敗北後は自爆し、中央の塔への道のうち二つを破壊した。
嘲弄の邪神ピュージュ
声 - 関智一
けがれの谷に封印されていた邪神。巨大なピエロのような容姿をしている。対応する種族神は花の神ピナヘト。戦禍の邪神に匹敵する超大物の邪神とされており、禁忌の邪神ヤファギルの実力を見下しているが、怨嗟の邪神と喝欲の邪神には一目置いている。500年前のレイダメテス襲来の混乱に乗じて封印を破り、ジャゴヌバ復活の為に人気の大道芸人・旅芸人ピュージュとして暗躍。ケーキ神人形を人間に化けさせる能力を持ち、マリーンやジュリアンテやゼクセンらを使い、オーグリード大陸の混乱を画策していた。また、分身を生み出す事もでき、本体を倒さない限りいくらでも増え続ける。
「吼えろ トビアス！」のエンディングでは、魔瘴魂ナドラグルの体内から落ちた戦禍のタネを回収し去っていった。
その目的は、戦禍のタネを用いてガミルゴの盾島の封印を解くことであり、Ver.5ではアンルシアに化けて主人公を誘き出し、盗んだ物と合わせた今までの戦禍のタネの力で島の封印を解いた。その後、ルファ神殿の創生の祭壇でマリーンのラーの鏡によって正体を暴かれ、主人公に敗れた所で宝石内に封印され、マリーンに飲み込まれた。
怨嗟の邪神メゴーア
シエラ巡礼地に封印されていた邪神。ジャゴヌバにも劣らぬ巨体を誇り、水生生物のような姿をしている。対応する種族神は水の神マリーヌ。ピュージュからは、ジャゴヌバがいなくても世界を滅ぼせると言われている。ルティアナに再び封印されそうになるも、ジャゴヌバに吸収された。
海賊の職業クエストでは、海神の秘宝などの手段で他者に力を分け与えられる事が判明した。
喝欲の邪神ガルザンド
カルサドラ火山に封印されていた邪神。ジャゴヌバにも劣らぬ巨体を誇り、岩石と溶岩でできた姿をしている。対応する種族神は地の神ワギ。ピュージュからは、ジャゴヌバがいなくとも世界を滅ぼせると言われている。

#### 魔祖
ガルド / 起源獣ガルドドン
ザーク / 起源将ジェルザーク
スコル / 起源魔スコルパイド
メゼ / 起源鎧デルメゼ
シュナ
レギル
ローガ
声 - 下山吉光（メゼ）
元々はアストルティアの七人の賢者であり、ルティアナと共にジャゴヌバと戦い彼が持つ鉱物化の力を封印したが、その結果魔瘴を生み出すこととなってしまい、さらにルティアナから魔界が切り離され見捨てられた事でジャゴヌバの軍門に下ることとなり、不滅の肉体を得た。
滅星の邪園で主人公を待ち構え、自身に魔瘴を注ぐことで魔物化して襲いかかる。その姿は聖守護者の闘戦記のボス達「魔祖の血族」と酷似しているが、これは魔祖がアストルティアを憎む大勢の魔物を集めて殺し合わせ、生き残った数名に魔瘴を用いた外法を施して生み出された存在だからである。
なお紅一点であり、メゼの妻だったシュナは最凶の血族「羅刹王バラシュナ」を生み出した反動で魂ごと消滅しており、レギルとローガはアストルティア秘聞録で判明。

#### 魔瘴魂
魔瘴魂ナドラグル
ナドラガが倒された後、体内に宿していた魔瘴に大いなる闇の根源の意志が宿った存在。邪悪なる意志の姿を借りて活動し、ナドラガンドを魔瘴で汚染して滅ぼそうとするも、主人公とトビアスにより倒され、魔瘴もプリフィーに吸収された。
魔瘴竜ジャオマンダ
声 - 荒井勇樹
大いなる闇の根源の意志が宿った魔瘴魂の一体。かつて大魔王マデサゴーラにより生命のあがきを題材とした絵画制作のために100体もの魔物と共に封じ込められた。その絵画はゴーラの住人には「幻の大作」として言い伝えられているが、マデサゴーラからは失敗作扱いされ絵画は芸術の墓場に捨てられてしまった。共に封印された魔物を食らう事で力を蓄え半身だけ絵から抜け出す事ができるようになり、ゴーラの魔瘴が活性化し国土が壊滅する原因となった。
大魔王の覇印を求めてやってきた主人公達に襲いかかるが、主人公に飲み込んでいた大魔王の覇印を吐き出され、ペペロゴーラによって目に封印の紋章を入れられ、イルーシャに魔瘴を絵画に戻された所に主人公が覇印を押したことで完全に封印され、幻の大作は完成を見ることとなった。
魔瘴魂グウィネーロ
大魔王の戴冠式で魔仙卿が召喚した魔瘴魂の一体。ジャゴヌバの皮膚がはがれ落ちたものに命が宿ったものとされる。
巨大魔瘴魂
ジャディンの園から噴出した魔瘴が意思を持ち、魔瘴によって失われた命を取り込んで巨大化した。
魔瘴魂ゼノドラゴン
ザハディガル岩峰に発生した魔瘴塚に現れた魔瘴魂の一体。ドラゴンの姿をしている。

### 不死の魔王と魔軍十二将
大魔王マデサゴーラが台頭する1000年前、レンダーシア大陸で暗躍していた不死身の魔族勢力。
不死の魔王ネロドス
魔軍十二将を統率していた魔族の王。その名の通り不死身の力を持ち、いかなるダメージを受けても時間はかかるが復活する。当代の勇者アルヴァンは禁呪の力を使い、不死の能力を封じる事でネロドスを打ち破った。
Ver.5では、マデサゴーラの先代の大魔王だと判明する。彼がアストルティアに侵攻した結果、ヴァレリアのように戦いを強制された者も存在し、魔族側にも多大な犠牲を強いた大魔王とされている。大魔王顔壁に彫刻が刻まれている、歴代大魔王の中でも、とりわけ有力とされる4人の内の1人。
知将ジャミラス / ヤスラム
ネロドスの封印を阻止するため、ヴィスタリアのお目付け役ヤスラムとしてグランゼドーラに近づいた。表向きはカミルに恋焦がれている青年であり、カミルも彼に様々な頼み事をしていた模様。だがそれも、グランゼドーラの住民にカミルが命惜しさにグランゼドーラを見捨ててヤスラムと共に逃げ出そうとしているという疑惑の種を植え付けることが目的であった。神儀の護堂で、彼女が禁忌の秘術の秘術を手に入れる直前に正体を現して妨害しようとするも、主人公達に倒された。なお、本物のヤスラムはジャミラスに殺害された後、グランゼドーラ城の湖に沈められていた。
猛将ギーグハンマー
主人公が1000年前に転移した直後、アルヴァンとカミルが出払っていたグランゼドーラを襲撃するも、主人公に倒された。
邪将トロルバッコス
主人公が不死の魔王城に着いてから最初に戦う。
暴将黒竜丸
楽将バトルシェイカ
幻将ハヌマーン
凶将バリクナジャ
獣将キングレオ
竜将ドラゴンガイア
以上6体は、不死の魔王城でトロルバッコス撃破後に、同時に相手取ることとなる。
巨将アトラス
妖将バズズ
獄将ベリアル
以上3体は、主人公が1000年前を訪れた時点で既に倒されているため、メインストーリーには登場しない。

### 「邪悪なる意志」とその一派
Ver.3以降、魔族に代わり暗躍する敵対勢力。その正体はナドラガ教団内の急進派であり、ナドラガ神復活のため「神の器」の奪取と領界の解放を画策し、魔物を操って、各領界の民の拠り所となる聖鳥を邪悪化し恵みの木を凍らせるなどのテロ活動を行っている。ナドラガ神の真相を隠蔽し、教団全体を自分たちの目的のために操っているという見方もある。構成員は数えるほどしかいないようで、活動の際には魔物を封じた呪符だけでなく、洗脳した現地の魔物を動員していることも少なくない。
オルストフ / 竜神の意志
Ver.3の総黒幕。ナドラガ教団の総主教を務める、小柄な竜族の老人。篝火の青白い炎を介して、断片的ながら未来を視る力を持っている。最高権威にありながら、しばしば冗談も口にする、飄々とした好々爺。その人柄もあって、エステラとトビアスからは特に信望されている。
その正体は、自分を殺そうとしているナダイアたちを利用し竜族の神ナドラガの復活を企む「竜神の意志」。エステラが神の器であることも知っていてわざと地下の拷問階まで連行され、自分とアンルシアと主人公の兄弟姉妹を救出しようとした主人公を殺害して本性を現した後、エステラを誘拐する。そして、アンルシアやマイユやラグアスやフウラやヒューザやダストンが「神の器」の力を発揮し主人公を蘇生させたことを利用し、創生の霊核を奪い返す。その後、神墟ナドラグラムで邪竜教祖オルストフとなり主人公兄弟に勝負を挑むも敗れ去るが、エステラを生贄にしナドラガを復活させてしまう。
最後は、ナドラガと共にナドガランドを見守ることにした。
ナダイア / 邪悪なる意志
Ver.3の黒幕。ナドラガ教団の神官長を務める、竜族の男性。変装の際は黒いローブに身を包む。
弟・竜将アンテロとともに神の器達を誘拐しナドラガ神を復活させ、再び竜族を頂点とした世界にしようと企む。また、全領界の人々に教団の好印象を与えるため、誘拐したフウラやヒューザに催眠術をかけ放置し氷の領界の恵みの木を凍らせ、闇の領界の月を故障させたりしてナドラガンドに混沌を与えた（本人はこれを「恩寵」と言っている）。
闇の領界では、抗体から解毒剤を作るとしてマイユを教団本部に誘って幽閉。水の領界では、深淵魚キュラスを倒した主人公とヒューザの前に邪悪なる意志として姿を現して、フィナ（神獣カシャル）を攻撃し、フィナの救済は見せかけだと発言した。その後、フィナを「邪悪なる意志」の手先と見なして、主人公に止めを刺すよう指示したが、主人公がフィナを庇った事で、主人公をナドラガ教団の敵と見なす。嵐の領界では、洗脳した2人を利用しアンルシアとラグアスを幽閉。その時に主人公とクロウズの前で姿を表し、4人を連れ去る。翠嵐の聖塔でエステラに、自らが邪悪なる意志である事を明かし、嵐の領界と炎の領界を繋いだ。その後、エステラを教団から破門し、教団大神殿全域に結界を張り侵入不可能にしてしまう。だが、主人公とシンイが神の器達を救助したことを知り、結界を解き逆乱の竜ナダイアとなり、主人公とエステラに勝負を挑むも敗れ去る。
竜将アンテロ
兄・ナダイアとともにアストルティアの六柱の神々からの特別な加護を受けて生まれ、種族神との魂の結びつきを持つ「神の器」を探し求める竜族の男。呪符から魔物を呼び寄せる。
白いフードで正体を隠し、袖口に神の器を見つけると体表が赤くなる蛇を飼っており、襲撃対象の判定に用いている。
神の器をさらおうと、アストルティア各地を襲撃。ランガーオ村で正体を明かし、主人公と対峙する。その後、ヒューザとフウラを奈落の門の中に送り、「あの方」と呼ぶ存在の加護を得て再び主人公と対峙し、一度倒されても禍乱の竜アンテロとなって再戦する。
ドマノ、ロマニ
奈落の門で帰還したアンテロを迎えた、若い竜族の二人組。アンテロの命令で、ヒューザとフウラを連れ帰る。アンテロ亡き後はナダイアに仕え、残る「神の器」確保のためムストの町に現れる。ナダイアとの戦いの際には、暴竜ドマノ・暴竜ロマニとして主人公達に襲いかかる。
フロスティ
紺色のマントにナイトキャップを被り、先端が雪だるまの杖を持つ魔物。イーサの村人からは「白銀の死神」と呼ばれているが、本人はそう呼ばれることを快く思っていない。
「邪悪なる意志」の命令により恵みの木を凍らせ、カーレルの氷雪洞の奥で植物を操りダストンを攫うが、リルチェラの行動に驚き姿を現し、主人公と戦闘になる。
くらやみ飛天
「邪悪なる意志」に従っている魔物。カーラモーラ村上空に飛来し、月を破壊して去っていく。楽園に入ろうとした主人公たちに対し配下の魔物をけしかけ、自身はその先の楽園で待ち構える。
深淵魚キュラス
「邪悪なる意志」に従っている魔物。
異界の獣鬼
アンテロが呪符で召喚する魔物たち。
白霊鬼ボータ
ヴェリナード城のシェルブリッジでヒューザと主人公を襲撃したアンテロが白色の呪符で召喚した魔物。6体同時に召喚され、その内主人公は3体を相手取ることとなる。
青狼鬼グルバレイダ
ジュレイダ連塔遺跡でヒューザと主人公を襲撃したアンテロが青色の呪符で召喚した魔物。
桜蝶鬼メイガ
ダストンを護送中の大地の箱舟を襲撃したアンテロが桃色の呪符で召喚した魔物。
黄牛鬼タウラダイン
アンテロに拐われたチリを奪還するためにダラリア砂岩遺跡を訪れた主人公にアンテロが黄色の呪符で召喚した魔物。
緑風鬼フー
アンテロに付けられた発信器を追って世界樹の丘にやってきた主人公に対しアンテロが緑色の呪符で召喚した魔物。3体同時に出現する。
紫獅鬼バイロゼオ
世界樹の頂でフウラを襲撃したアンテロが紫色の呪符で召喚した魔物。
赤翼鬼シシン
ランガーオ村を襲撃したアンテロが赤色の呪符で召喚した魔物。アンテロと同時に相手取ることとなる。
黒蛇鬼アクラガレナ
トビアスがナダイアから託された黒色の呪符で召喚した、番人すら凌駕する力を持った魔物。
一度は翠嵐の聖塔の番人を倒すが、トビアスの命令を無視して彼と彼の部下達に襲い掛かり重傷を負わせ、解放の間に駆け付けた主人公と復活した番人との三つ巴の戦いとなる。
敗北後も立ち上がり、道連れにするべく主人公を翠嵐の聖塔から突き落とすが、竜化したエステラが主人公を救助したために失敗した。

### 時獄の迷宮
キュロノス
Ver.4のラストボス。時見の神殿にあった、時見の箱そのものの姿をしている。元々はキュレクスから時見の力を抽出して生み出されたが、時見の箱を自身らの繁栄の為に使うという欲望に満ちた使い方をされるうちに邪悪な意思が宿り、欲望に満ちた存在を全て滅ぼして静寂な世界にすることこそが真の救いであると考えるようになった。そのために、パドレに妻子が兄に殺される所を見せつけて洗脳させて竜神の心臓を奪わせ、そこからネロスゴーグとゾンテドールとザルボーグとバイロゴーグを生み出し、終焉の繭に吸収させることで究極の肉体を得ようとしていた。
パドレのことは「欠陥品」と呼んでおり、彼の洗脳が解かれた後はマローネを新たな傀儡にしている。時の異分子たる主人公に興味を持ち、洗脳を試みるも失敗。そして久遠の神殿で繭を羽化させ、時獄獣キュロノスとなるも、主人公とパドレに倒される。だがそれも計算の内であり、あえて討たせて時間を巻き戻すことにより、時元神キュロノスへ進化。そして、2人を時の牢獄に閉じ込めた隙に、アストルティアを滅亡させた。だがパドレの手により主人公の脱出を許し、時を止めて殺害を試みるもキュルルに阻まれ敗北。それでも時間を巻き戻そうとするが、またしてもキュルルに阻まれ時間停止を食らった隙に、主人公の時渡りの力を具現化した剣でコアを砕かれ戦禍のタネを残して完全消滅し、世界もキュルルが永久時環を用いて因果率操作を行ったために修復された。

### ジア・クト念晶体
かつてルティアナの故郷である、「とこしえのゆりかご」こと「果ての大地ゼニアス」を滅ぼした存在。特定の人物ではなく、鉱物に関わる能力を持った集団を指す。人間や魔族を上回る科学力と能力を持つ高次元生命体。アストルティアの人々からは「異界滅神の一族」と呼ばれている。天使たちの仇敵であり、ジア・クトの名は呪われた名として、その存在は審判の天使未満の天使には伏せられている。神代の遺構の赤い毒の霧はジア・クトが生み出したとされている。生粋のジア・クト念晶体と後天的なジア・クト念晶体の二種類が存在し、生粋のジア・クトは「偉大なる原石」と呼ばれている。その侵略理由は「かつては創生のチカラを生産する手段を持っていたものの、とこしえのゆりかご襲撃時にグランゼニスから創失の呪いを受けチカラを生産する手段を失った結果、他の世界からチカラを収奪しなければ肉体が消滅する体質になってしまったため」とされる。
ジア・レド・ゲノス
声 - 小林ゆう
Ver.6のラストボス。ジア・クトを統べる万象の王。白色の鉱物の肉体を持つ。侵略を本能、支配をたしなみと公言し、役に立たないとあれば部下をも切り捨てる冷酷非道な性格。
魔眼の月に乗り込んできた英雄たちを一蹴し、主人公のアストルティアの楯も破壊するも、神化を果たしたユーライザと主人公に一矢報いられ、英雄達の結晶化を解除される。その後、魔眼の月と一体化したジア・メルド・ゲノスに変貌するも、再度敗北し、最後の悪あがきで魔眼の月を墜落させようとするも、ドルタムに阻まれ失敗。その後、ルーベの意識を乗っ取り「ジア・ルーベ・ゲノス」と名乗り、「もはや敵対しないから一族最後の希望として神化させてくれ」と命乞いするも聞き入れられる訳もなく、主人公の神剣レクタリスの一撃で完全に倒された。
ジア・ルミナ
声 - 井上喜久子
ジア・クト念晶体の一人。青緑色の鉱物の肉体を持ち、ハイレグのレオタードのような衣装を着用したスタイルの良い女性。レオーネがアストルティアの楯を破壊したことで現れた船から出現し、レオーネを引き入れる。
船をバドリー岩石地帯南部に下ろした後は主人公と再戦するも敗北し、ジア・クトに失望したレオーネに裏切られ、喉元の石を奪われて殺害された。
ジア・ルーベ
声 - 赤﨑千夏
ジア・クト念晶体の一人。赤色の鉱物の肉体を持った少女。「王の愛」を自称しており、サフィルと比較すると感情的で頭の方は弱く、敗北を認められない強情な性格。サフィルと共にフォーリオンを襲撃し、主人公を相手取るも敗北。後に白灰のピラーにてサフィルと合体しジア・クルヴィダとなるも、再度敗北。その直後装着した冠が爆発しそうになり、主人公達を道連れに自爆することをサフィルは受け入れるが、ルーベは拒否したため、彼によって肉体を切り離され捕虜にされた。その後は天使たちにも反抗的な態度を取っていたが、残されたサフィルの心核から自分がゲノスに利用されていただけだと知り、自身の念晶輪（腕輪型情報端末）をミトラーに託し、魔眼の月の破壊工作にも協力するも、最後はゲノスに意識を乗っ取られた末、主人公の神剣レクタリスの一撃でゲノスもろとも葬り去られた。
ジア・サフィル
声 - 蒼井翔太
ジア・クト念晶体の一人。青色の鉱物の肉体を持った少年。「王の叡智」を自称するだけあってルーベより冷静沈着。ルーベと共にフォーリオンを襲撃し、英雄たちを相手取る。その後神話時代に時渡りするために神代の島を訪れた主人公達を襲撃するも敗北。後に白灰のピラーにてルーベと合体しジア・クルヴィダとなるも、再度敗北。その直後装着した冠が爆発しそうになり、自分達がゲノスに利用されていただけだと悟り、主人公達を道連れに自爆することを自身は受け入れるが、ルーベはそれを嫌がったため彼女を切り離し一人で自爆したが、ミトラーが直前に結界を張ったため誰も道連れにならなかった。その後、残された彼の心核は主人公を経て、ルーベの手に渡る。
念晶巨人
ゲノスがレンダーシアに送り込んだ巨大兵器。創生のチカラを吸収し、魔眼の月へ送り込むだけでなく、コアからはエネルギー砲を発射したり、無数のジア・クトを生み出す力も持つ。
創生のチカラを吸収しようとするも、創生巨神となった主人公に倒され、残されたコアも英雄たちがエネルギーを送り込んで巨大化させた神剣レクタリスで破壊された。
ジア・ネブラ
声 - 古賀明
ジア・クト念晶体の一人。黒色の鉱物の肉体を持った、ドレッドヘアの男性。念晶巨人を操縦していた。その後、魔眼の月の防衛を担当していたが、魔眼の月に侵入してきたラダ・ガートたちとの戦いに敗れて消滅する。
ジア・ガルネ
声 - 山本兼平
ジア・クト念晶体の一人。赤色の鉱物の肉体を持った、スキンヘッドの男性。太古の昔にゼニアスを襲撃した際にバトラエルの肉体を奪いアズ・フーラズーラの姿に変え、彼女の肉体に宿る創生のチカラでフーラズーラを生み出し続けてきた親玉。ハディン採石場の奥の地下洞窟に封じられてきたが、既に人間を食って得た創生のチカラで拘束を破っており、バトラエルを苦しませるためにフーラズーラを生み出し続けてきた。そして主人公に襲い掛かるも、返り討ちに遭い倒された。
フーラズーラ
ジア・ガルネが生み出した、人を喰らう異形の魔物。長きにわたり王国が繁栄し人が大勢集まった時期が来るまでは必要な分だけ人を喰らいつつ、その時期を見計らって大群で押し寄せ、一気に喰らうことで国を滅ぼすことを繰り返してきた。創生のチカラを纏った攻撃でしか、倒すことができない。黒槍クバーラトが効果があったのは、槍に強い創生のチカラが宿っていたからである。

### 執行者
創失を行使することができる、謎の集団。グランゼニス復活の阻止や、魔族のアストルティア侵攻のために暗躍し、最終的にアストルティアを滅亡させようと企んでいる。体のどこかに特徴的な紋章がある。執行者は「執行獣」という異形の姿に変身することが可能。
創失を招くもの
声 - 田中秀幸
執行者の主。手足の無いローブ姿をしており、胸に紋章がある。敗北した執行者の魂を吸収することも可能。Ver.7.2では、断罪の剣を破壊すべく内面世界に侵入し剣核を破壊しようとするが、ガンガブラの敗北を受けて撤退する。Ver.7.3では、バルメシュケの魂が宿った魔道具を起動させ、操心術で魔族の心を操りアストルティア侵攻をさせようとするが、アスバルに魔力の供給源となるレイジバルスとの契約を解除されたことで発動を止められ、その怒りで主人公達に襲い掛かるも敗北。それでも、魔界の大地に根付く負の感情を用いて無理やり操心術を起動させるも、アスバルとレイジバルスの攻撃を受け撤退した。Ver.7.4では、創造神グランゼニスと主人公に敗れ弱ったゼネシアを吸収し、世界全てを創失させることを宣言する。
ガンガブラ
声 - 赤城進
執行者の一人。ソーラリア渓谷の神の緋石の復元を阻止すべくシオンを襲撃し、駆けつけた主人公にも襲い掛かるが、予想以上に手強かったため撤退。その後はラキの追跡を受けながらエステラを創失させ、断罪の剣も創失させようとするが、外側からは弾かれて失敗。それでも竜族の怨念を利用して剣の内面世界に侵入し、剣核を破壊することで内側から破壊しようと試みるも、主人公たちに追いつかれ執行獣ガンガブラとなって襲い掛かるも敗北し、その魂は創失を招くものに吸収された。
未知なる襲撃者
声 - 柏崎隼史
モンセロ温泉郷の神の緋石の力を集めに来た主人公達を襲撃した魔物で、ガンガブラの配下。本名はジリド。
処刑人衆
声 - 石井隆之
断罪の剣を内側から破壊しようとしたガンガブラを止めるために、後を追ってきた主人公達に足止めとして差し向けた、ガンガブラの配下の魔物集団。バルマ・ゲムザ・ドブナの3人からなり、バルマがリーダー格。
ジブアジブ / ホースト
声 - 梶川翔平
執行者の一人。レイジバルスを手中に収めるためにアスバルを創失させ、ホーストの名でリンベリィに新人しもべとして取り入り、ゼクレス王家の内情を探っていた。深謀の荒原にてニニエルザを追ってバルメシュケの研究所へ向かおうとする主人公達を足止めすべく、執行獣ジブアジブとなって襲い掛かるも敗北し、その魂は創失を招くものに吸収された。
ニニエルザ
声 - 島田愛野
執行者の一人で女性。主を失ったレイジバルスにワラキウスの幻影を見せて太古の秘密基地におびき寄せ、主人公がレイジバルスを弱らせたのを見計らってこれを捕え、魔界の大地に根付く怨念から作り上げた封印の鎖で支配を強化し、バルメシュケの研究所への道を開く。レイジバルスを創失を招くものに引き渡した後は、魔道具起動の障害となる主人公とアスバルを始末すべく執行獣ニニエルザとなって襲い掛かるも敗北し、その魂は創失を招くものに吸収された。

## 六聖陣
古来よりルティアナに仕え、大いなる闇の根源との戦いを続けている使徒たち。
闘戦聖母
声 - 濱口綾乃
大いなる闇の根源との戦いに備え、聖使者達を通じて冒険者たちに試練を与え、試練をくぐり抜けた冒険者から「闘戦士」を選抜している。全身を鎧で覆っているが、人間の女性であることがVer5.4で判明。本名はテンペランス。ガミルゴの盾島の封印が解かれた際には、島に新たな結界を張った。
聖光教主
声 - 山本和臣
闘戦聖母により力を引き出された者に、光導使を通じて更なる力を与えている巨大なプクリポ。あまり人前に姿を現さず、彼に会うにはまず光導使に認められる必要がある。
魔封剣姫
声 - 深水由美
邪神の宮殿で、命を賭けて戦禍の邪神の復活を阻むオーガの女性。その協力者として主人公に、戦渦の眷属の討伐を依頼する。弟子に魔封士達がおり、彼らは宮殿内でシスターやダーマ神殿の役割を担当している。本名はモルガンで、1300年前には魔封士として当時の魔封剣姫に従っている。
星辰武王
声 - 西山宏太朗
エルフのような耳を持った褐色肌の男性。聖光教主に力を与えられた者に、ヒトとしての限界を超えるための試練を与える。その後は星拳士が五感を鍛える訓練を課した後、五感を超えた感覚「超心覚」を目覚めさせるための最終試練を与える。
天唱楽師
声 - 茂木たかまさ
英語混じりの口調で話すウェディの男性。星辰武王に力を引き出され「ガッタバ・ヨナクーン」となった者に、五声の力を心に刻み込むための試練を課す。弟子に天奏士がいる。
極天女帝
声 - 新井里美
六聖陣のリーダーにして、プクランド大陸の光の郷フィネトカの長老を務めるドワーフの女性。外見は若いが、古風な口調で話す。他の六聖陣を集め、イルーシャとルティアナの真実を伝え、他の六聖陣に主人公の仲間達に邪神殺しの秘技を授ける役目を与え、自身は女神の神話を読むため、祠の巡回に同行する。
代替わりが行われているが他と違い、歴代の女帝の記憶を継承しており、イルーシャとナラジアに仕えていた代もいた。

## 過去・未来世界

### 500年前のオーグリード大陸
シオドーア
500年前のグレン城を統治していた人間の男。人間には快くグレンを開放している一方で他種族を拒んでいる。実際は自分達が生き残るべくオーガから城を強奪したものであり、この行為が破邪舟師として覚醒しようとするエルジュを妨げる原因となっている。また、ベルンハルトが四術師として他種族と力を合わせてレイダメテス迎撃に向かうことも快く思っていなかった。本人もそうしなければレイダメテスの脅威から生き残る術はなかったと主張するが、最終的に自分が蔑み続けたエルジュから頭を下げられたことに驚き、オーガに城を返還し改心した。その後は、エグゼリア王国を建国している。
エルジュ
声 - 山下大輝
破邪舟師ベルンハルトの息子。父親の死後、彼を犬死にと嘲笑う周囲の人間達に怒りを覚え、自らも破邪舟師として覚醒すべくオーグリード大陸を駆け巡る。当初は自分でも認める高慢で自己中心的な性格であったが、主人公と触れ合ううちに自らの弱さを認め、使命に目覚め、ガミルゴから破邪舟師の力を継承するため、つばぜり合いを続けたシオドーアに頭を下げて改心させる。ただしうしろめたい事はしないので監視については好きにしろと言う。神殿レイダメテス崩壊時に完璧な破邪舟で主人公を救い、未来から来た人間であることを認めた。そして未来に破邪舟の力を継承する約束を交わし、子孫のフルッカへと術が受け継がれることとなった。後に主人公の頼みでサルファバルを倒すため、他の四術師を集めて主人公をサルファバルの封じられた空間に転送した。
その後、「天を超えてゆけ」で闇のキーエンブレムを回収するために成長した姿で現代に時渡りする。メラゾ熱に侵され余命僅かの中魔力で無理やり身体を動かしている状態だったが、60年前に時渡りした際にリリオルからもらった薬で完治し、主人公と共に復活したネルゲルを打ち倒し、元の時代に戻っていった。
ベルンハルト
エルジュの父親。破邪舟師の力でレイダメテスを破壊することを誓い、シオドーアを除く国民から強い期待が寄せられていたが、神殿内で守護者ラズバーンに返り討ちに遭い、国民の笑い者になってしまう。劇中では、回想のみの登場。
カイ
ベルンハルト親子の付き人。エルジュを「坊っちゃん」と呼ぶ。ドラクエ5のサンチョ的な役割。
ヤクル
グレン城の北東に避難し集落を形成しているエルフのリーダー的存在で、ツスクルの先代の巫女にしてヒメアの母。破邪舟の力継承の条件として城の水を分けるよう依頼した。ベルンハルトと共に戦おうとした四術師の一人。レイダメテス崩壊後ツスクルに帰還するが間もなく病に倒れ、ヒメアに不老の秘術を施し亡くなったとされる。
フォステイル
声 - 斎賀みつき
かつてプクランド大陸を救ったと語り継がれる英雄のプクリポ。リュートと長髪が特徴で、幾つもの伝承が残り永遠の旅人と称される。過去世界で四術師の一人として本物が登場し、破邪舟の力継承の条件として氷鳥のはねを持ってくるよう依頼した。エルジュが帰還した時には真っ先に破邪舟の力を解放し、破邪舟を空中に停止させた。
氷鳥のはねに魔力を宿すには長い年月がかかるため、銀の丘にある扉を通じて現代を訪れ、はねを回収した（オルフェア外伝クエストにおける一連の出来事につながっている）。
現代から500年前は、大陸一の呪文の使い手で天才魔術師と呼ばれており、パルカラス王国に仕えていた。魔力を得た氷鳥のはねによってパルカラス王国にまん延した疫病から人々を救い、自らクーデターを起こし、国民を顧みなかったパルカラス王と兵を追放。国民の支持を得てパルカラス王の娘・メギストリス姫を娶って初代メギストリス王国を建国し、城に残った兵士の家族とメギストリス姫に惜しみない優しさを注いだ。また、10周年記念クエスト「天を超えてゆけ」のエンディングでは、エルジュの師匠として500年後に送り込んだことが示唆されている。その後、亡霊となったパルカラス王と兵士の進軍を阻止するため、キラキラ大風車塔で自らの命を犠牲とした儀式を行い、パルカラス亡霊王の軍を封じた。
Ver.6のメインストーリーでは、儀式で亡くなった直後に当時導きの天使だったミトラーに英雄として天星郷に導かれた。主人公や他の復活した英雄たちと同じく四天の星巡りの試練を突破したが、悪い予知を感じたため神化の儀に参加せず、人知れず様子を窺っていた。その後、ミトラーの依頼で英雄たちを悪神にさせた犯人を探り、ヘルヴェルが犯人であることを突き止める。その後、Ver6.5で神化を果たした。ジア・クト念晶体との最終決戦で行方不明になるが、神化したがジア・クト念晶体との戦いの果てに消滅した他の英雄たちとは異なり、生存している模様。
ガミルゴ
ランドンフットに位置する荒野の集落を統治する、オーガの男性。四術師の一人で魔法使いらしき姿をしている。シオドーア率いる人間達にグレン城を追われたことに恨みを持ち、グレン城を取り戻そうと攻め込むことを決意していたが、破邪舟師としての術を継承しようとしたエルジュを試すべく、城を取り戻せたら術を継承すると持ちかけた。レイダメテス崩壊後はグレン国王となるが、魔瘴の大量噴出の際自らの体を巨大化させ噴出口を塞ぐも大量の魔瘴を浴びたことで命を落としたとされ、現在はその場所は「ガミルゴの盾島」と呼ばれている。ガートランドの「ラダ・ガートの儀式」では神として崇められており、「ガミルゴの護符」というアイテムが登場する。
魔獣サルファバル
バージョン3.3の過去世界でのボスモンスター。この世界の四術師に封印されていた。
ブリック
バージョン3.5以降のクエストで登場。バグレア教会の孤児だったオーガの少年。ガミルゴを尊敬している。ガズバランの神像を誤って壊してしまった罪悪感から、死後も亡者として留まっていた。さらに魔瘴を浴びたことから魔物・子鬼ブリックと化してしまった。
ガルミィ
声 - 引坂理絵
オフライン版のみの登場。ガミルゴの娘で、人間を憎んでいる。口調は男っぽい。父親に主人公一行の監視役を命じられ同行する。その後、ヒメアとエルジュと友人関係になる。
時の車掌ゼーベス
声 - 伊原正明
500年前のグレン駅舎にいる車掌の男性で、主人公を大地の箱舟で過去へタイムスリップさせた。10周年記念クエスト「天を超えてゆけ」では時の狭間にある「時なき駅」におり、破邪の紋章を完成させ、大地の箱舟に取り付け、箱舟を破邪舟と化させる。

### 古代エテーネ王国
メレアーデ
声 - 石見舞菜香
ドミネウス家の令嬢で、クオードの姉。主人公とは、従姉の関係にあたる。王家の一門の家柄ながらくだけた物腰で、周囲から苦言を呈されることもあるが、誰に対しても優しい性格。チャコルという黒猫を飼っており、クロちゃんと呼んで可愛がっている。
エテーネ王宮にて異形獣に襲われた際に咄嗟に時渡りを行使して1300年前のオーグリード大陸に逃れたが、ゾンガロンによってネコの姿にされてしまった。その後、ラーの鏡によって元の姿に戻り、新エテーネの村に移り住む。後に叔父の後を追って時獄の迷宮に向かうための手掛かりを得るためにエテーネ王国に戻り、クオードと再会。ウルベアで行った非道な行為を非難したが、エテーネ王国滅亡回避のために尽力、永久時環を起動させ巨大隕石の衝突を遅らせた。その後、時獄の迷宮で自身の使命を知りマローネと共に脱出、「もう一人のメレアーデ」として主人公の前に現れることとなる。その後、大エテーネ島を永久時環の力で5000年後に転移させて自身はコールドスリープに入るも、時渡りの力を失った。そして、エテーネ王国の人々と現代アストルティアの人々が調和できるように全力を尽くすことを誓い、王都キィンベルの軍司令部に移り、エテーネ王国の共和制移行を宣言する。その後、Ver6.4で主人公と共にパドレを、時の牢獄から救出した。その後、エテーネ王国の存在を広めるために式典を開催し、果ての大地ゼニアスの調査隊にも参加する。
2023年2月のバレンタインイベント「第11回アストルティア・クィーン総選挙」で第1位になった。
もう一人のメレアーデ
メレアーデと瓜二つだが、衣装や言葉遣い、雰囲気など多くの面で明らかに異なる謎の人物。未来を見通す力を持っており、主人公の前に現れ助言したり、チャコルの姿で主人公を手助けする。その正体は前述の通り、時獄の迷宮で主人公と別れた後の未来から来たメレアーデ。
クオード / グルヤンラシュ
声 - 小林千晃
ドミネウスの息子で、メレアーデの弟。主人公とは、従兄の関係にあたる。エテーネ王国の軍団長を務める。猪突猛進型だが姉と同じく心優しく、いかなる人物であろうと差別しない。ただ、その裏にはあるコンプレックスが関係している。
エテーネ王宮の転移時にウルベア地下帝国に飛ばされた後、エテーネ王国の滅亡を知る。そして、それを阻止するためにグルヤンラシュと名乗りジャ・クバに宰相として取り入り、主人公の兄弟姉妹と共に10年に渡り時渡りの研究をしていた。だが、エテーネルキューブの材料のボロヌジウムを得るためにガテリア皇国に軍事外交を仕掛け、ガテリアとの和平を阻止するためジャ・クバを殺害しビャン・ダオに罪を擦り付けガテリアを滅亡に追いやり、エテーネ王国滅亡の原因となった大エテーネ島の地盤沈下を阻止するために地脈エネルギーを集めようとしてドワチャッカ大陸の大地を砂漠化させるなど、次第に手段を選ばなくなっていく。最後はジャ・クバを殺害した犯人であることが発覚し、地脈エネルギーを蓄えた地脈の結晶をパドレに奪われ、奸臣としてウルタに断罪され、流砂の海に落下した。だが、完成させたエテーネルキューブの力でエテーネに戻ったことで一命を取り止め、国王代理としてエテーネ王国滅亡の阻止に尽力していた。そして、再会した主人公と姉の尽力で地脈エネルギーの枯渇を回避させることに成功するも、キュレクスから次の脅威として巨大隕石の衝突を知らされ、絶望する。だが、姉の叱咤で立ち直り、永久時環を起動させようとするも、直後に現れたキュロノスを破壊しようとして返り討ちに合って致命傷を負い、姉メレアーデにエテーネルキューブを託して亡くなった。
後世では、グルヤンラシュは「ガテリアとウルベアの両国を滅亡・衰退に追い込んだ魔物」だと伝わっている。
ドミネウス
エテーネ王国第49代国王で、メレアーデ・クオード・ベルマの父。半年前に即位した。王位継承を巡る確執などから、今も弟のパドレを疎んでいる。
実はバージョン4.0の黒幕。エテーネ王国が滅亡する未来を予見し、それを回避するために時見の箱でその回避方法を探っていたが、時渡りの力が不足していたため、王立アルケミアのヨンゲ所長らに指示してヘルゲゴーグを錬金させ、国民から精神エネルギーを集め、用済みになった錬金術士達にヘルゲゴーグをけしかけて口封じをしようとした。それをクオードに糾弾されても時の指針書を根拠に言い逃れ、主人公に罪をなすりつけて黄金刑にかけようとするも、失敗に終わる。実は、政務は自動人形に丸投げだったことが発覚。本人は時見の神殿でメレアーデを誘拐して、力を抽出していた。そして、時見の箱の力で時獄のドミネウス、さらには魔人王ドミネウスになるも敗北し、黒衣の剣士（パドレ）に殺害された。
マローネ
声 - 冬馬由美
ドミネウスの弟・パドレの妻で、主人公の実母。メレアーデ姉弟からは、幼少期から慕われている。
異形獣に襲われて、精神エネルギーを奪われ昏睡状態に陥るも、ファラスの手により回復する。その後、エテーネ王宮転移時に主人公の時渡りの痕跡をたどり、ファラスに主人公を守るよう依頼し、5000年後に転移させた。その後は王宮の転移に巻き込まれ、パドレの洗脳が解けた直後、彼と入れ替わる形でキュロノスに洗脳されてしまった。その後、時獄の迷宮でパドレが胡蝶の秘術を使用したことで、洗脳から解放されメレアーデと共に迷宮から脱出し、パドレア邸に匿われた。その後、無事に我が子との対面を果たし、主人公を迎え入れた。Ver6.4では、主人公とメレアーデが時の牢獄から救出したパドレと念願の再会を果たした。Ver.7ではエテーネ王国の式典の最中、「創失」によりこの世から消滅してしまったが、ゼニアスで創失の呪いを断ち切ったことで復活した。
2025年2月のバレンタインイベント「第13回アストルティア・クィーン総選挙」で第1位になった。
黒衣の剣士 / パドレ
声 - 松本保典
卓越した時渡りの力を持っている、謎の男。冥王ネルゲルや大魔王マデサゴーラや真・災厄の王の力、竜神の心臓を持ち去り、強力な異形獣を開発。古代エテーネ王国では、ドミネウスを殺害しメレアーデを幽閉し旅立ち、1000年前には禁忌の秘術を使うアルヴァンを阻止し、魔王ネロドスの不死の力を奪って逃亡。そして、今まで集めたパワーの集合体の繭と異形獣を引き連れグランゼドーラ王国に攻め込むも、主人公とアンルシアに妨害される。それが原因で繭の異常に気付き、主人公を目の敵にする。1300年前ではゾンガロンの封印を解き、主人公を殺害しようとするもファラスに阻まれる。その後、彼に重症を負わせるが彼が呼んだ主人公の名前を聞いて激しい頭痛に襲われ、直後に終焉の繭と共に消え去った。3000年前では、地脈の結晶を奪いウルベア大魔神を起動させるも現代で破壊され、自ら主人公を倒そうとするも敗れる。1000年後では、アルウェーンの無限動力炉のエネルギーを奪い、キュロノスと共に主人公を時空の狭間に引きずり込もうとするもキュルルに阻まれ、撤退。そして、現代で主人公を殺そうとするも胡蝶の秘術でファラスと共に記憶空間に侵入され、洗脳から解放される。
その正体はドミネウスの弟であり、主人公の実父にして幼少期のクオードの剣の師。半年前、公務でリンジャハルに赴くも、突如現れた魔物らが引き起こした大惨事により消息を絶ったとされていた。だが、その大惨事を引き起こしたリンジャーラを時空の狭間で倒すも力を使い果たして元の世界に戻れなくなった所で、キュロノスに妻子を兄に殺されることを知らされ、洗脳されてしまった。
洗脳が解けた後は、満身創痍の状態でキュロノスを追って時獄の迷宮に単身向かうも、エネルギー不足のため突入できなかったが、ハツラツ豆の力で時渡りの力を取り戻し、時獄の迷宮に突入。そしてマローネを洗脳から解放し、主人公と共に時獄獣キュロノスを倒すも、時の牢獄に閉じ込められてしまう。最後は成長した主人公に初めて「父さん」と呼ばれたことで覚悟を決め、主人公を逃がすために時の牢獄に留まった。その後、Ver.6.4で主人公とメレアーデの手で時の牢獄から救出され、マローネと再会を果たした後、主人公を神話時代へ送るために神代の島へ同行する。そこで遭遇したジア・サフィルとの戦いの末に重傷を負うが、主人公の神話時代への時渡りを手助けを行った後、ユーライザたちによってパドレア邸へ運ばれて治療を受けて、一命を取り留める。
2025年3月のバレンタインイベント「第12回アストルティア・ナイト総選挙」で第1位になった。
ファラス
声 - 井上和彦
パドレ夫妻に仕える剣士。異形獣に襲われたマローネを守ろうとするも、異形獣に精神エネルギーを奪われてしまう。その後、主人公と共に王立アルケミアに侵入し、必要な魔導器を手に入れてマローネを快復させた。しかし、エテーネ王宮の転移に巻き込まれて行方不明になったとされていた。だが、その直前にマローネの手で5000年後に転移させられるも、エテーネ人ではなかったために時間転移の後遺症で記憶を失ってしまう。その後、黒衣の剣士との戦いの中で記憶を取り戻すも、敗北し重症を負う。その後、回復しパドレの洗脳を解くために胡蝶の花を入手するも、主人公をかばってパドレに刺され、彼の記憶に侵入しキュロノスの洗脳から解放するも、この時の傷が致命傷となり死亡する。
リンジャハルクエストでも、同名の人物が登場。主人と行動を共にし、リンジャハルが壊滅に至るまでの出来事を手記に残している。最後は、消えた主人を探す旅に出た。リンジャハルの大惨事で仕えていた主人が失踪したこと、その主人に国に残してきた子どもがいることなど多くの共通点がある。しかし、クエストで紹介されている本人と比べ10歳以上も歳を取っている上、別人の出で立ちで、同一性については憶測の域を出ない。
ザグルフ
声 - 吉野貴大
クオードの臣下。目端が利き、何事にも注意深い反面、極度の人見知り。
ディアンジ
声 - 新田英人
クオードの臣下である太った青年。王立アルケミアで働いていた、落ちこぼれの錬金術師。気弱で優柔不断、運動神経も極端に悪いが、何度失敗しても諦めない心を持つ。
ベルマ
エテーネ王国軍特務機関で、指針監督官を務める女性。冷酷かつサディスティックで、時の指針書に逆らう者を厳しく取り締まる。
「魔法生物を錬金してはならない」事を守らないゼフの店に押しかけ、シャンテもろとも魔法生物を殺処分しようとするが、引き連れていた異形獣を主人公に倒され、クオードによって逆に捕えられた。その後、恩赦で釈放され、矯正執行官となり主人公を黄金刑にかけようとするも、主人公が釜に投げ入れた命の石によりゴールドマンが出現してパニックを引き起こし、主人公を取り逃がしてしまう。その後は命からがらエテーネ王宮から脱出し自宅に引き籠っていた。また、この際にメレアーデ・クオード姉弟の異母姉であり、時の指針書の通りに実母が自殺したことがきっかけでドミネウスは時見の箱に傾倒するようになり、彼に捨てられ孤児となってしまったこと、アルケミアの先々代所長のジデンによる非人道的な実験により、廃人同然となっていたことが判明する。
ヨンゲ
アルケミアの現所長。王都では、好色なことで知られている。
ラゴウ
辺境警備隊の隊長。傲慢で自惚れが強いが、保身主義者。現在の自分の立場に不満を抱き、王都への配置転換を切望している。その後、大エテーネ島の転移直前に島を脱出した模様。
ローベル
辺境警備隊の兵士。
ワグミカ
声 - 西村ちなみ
アルケミアの先代所長。ドミネウス王が命じた非人道的な研究に抗議してアルケミアを退所し、指針書に縛られない自由人の集落で自堕落な生活をしていたが、主人公の依頼で超苦い薬で正気に戻り、地脈の結晶を作った。その後は、集落の人々の現在のエテーネの島への移住を主導している。
バディンド
犯罪を犯しては投獄され、釈放されてもまた罪を繰り返した末に、死罪の無いエテーネ王国の獄中生活を満喫している大男。最期は黄金刑に処された。後にキュロノスに操られ、黄金のバディンド像としてマローネの洗脳解除を妨害しようとするも、主人公とメレアーデに倒される。
ゼフ
声 - 野島裕史
王国で店を経営している錬金術師。リンカ・シャンテ姉妹の養い手。アルケミア研究所の元研究員で、早世した彼女たちの父・アルテオとは友人の間柄。魔法生物のチュラリス（声 - 村瀬迪与）を相棒としている。
シャンテ
声 - 浅倉杏美
エテーネ王国で人気だった歌姫だったが、リンジャハルでの大惨事に巻き込まれた後遺症からか記憶喪失に陥り、極度の音痴になってしまった。魔法生物のコポを相棒としている。
実は、本来のシャンテはリンジャハルでの大惨事で死亡しており、現在のシャンテはリンカによって生み出された魔法生物。故に最初から記憶は存在しておらず、魔法生物の証である赤い宝石もチョーカーの下に隠され、姉から見てはいけないと教えられていたため、自分が魔法生物だという自覚は全く無かった。
リンカ
声 - 杉山里穂
ゼフの店で働く有能な錬金術師で、シャンテの姉。男言葉で話す。妹を案じる余り、現在は気が立っている。魔法生物のジョニールを相棒としている。Ver.6.4では、パドレ救出のために時渡りの力を放出する自動錬金人形を製作する。
異形獣 / ヘルゲゴーグ
エテーネ王国各地に出没し始めた、正体不明の魔物。巨大な黒い多足類の身体から手足が生えたエイリアンのような姿で、水晶体のついた頭部の角から人間の精神エネルギーを奪い取り、植物状態に陥らせる。強力な爪を武器としている他、頭部の単眼からビームを放ったり、背中の突起を利用した強烈な体当たり攻撃を仕掛ける個体も存在する。その正体はドミネウスが時渡りの力を得るため、錬金術士達に作らせた魔法生物。また、ネロスゴーグ・プレゴーグ・ザルボーグ・バイロゴーグはパドレが奪った竜神の心臓のエネルギーから生み出された。
強化異形獣・狂
ベルマが引き連れた個体。他の種類と違って赤い体色をしている。シャンテの歌により暴走する。
ヘルゲゴーグ・烈
王立アルケミアを襲撃した個体。他の種類と違って、白い体色をしている。ヨンゲを殺害した。
魔獣ネロスゴーグ / 無限獣ネロスゴーグ
グランゼドーラに出現した終焉の繭から出現した異形獣。筋骨隆々の身体と不死の力を持ち、何度倒しても復活し、叡知の冠による四重の封空すら突破するも、主人公が過去から持ち帰った禁忌の秘術をアンルシアと共に使用したことで倒された。
原獣プレゴーグ / 喪心獣ゾンテドール
グレン城に出現した異形獣の幼体。主人公に倒された後ゾンガロンに食われてしまうが、逆に内側からゾンガロンを食い破り復活。しかし、バグド王達による戦の舞で弱体化され、主人公によって倒された。
憑依獣ザルボーグ
ウルベア大魔神を操っていた個体。パドレが奪った地脈の結晶に取り付いてウルベア大魔神を操縦するも、主人公とドルワーム軍により倒された。
増殖獣バイロゴーグ
プクランド大陸の地下深くで発生した異形獣。他の種類と違って、円盤のような外見をしている。無数に増殖する力を持ち、本来の歴史ではアストルティアを滅ぼした。しかし、知理の石版にプログラムされていた無限動力炉の緊急停止コードによって増殖能力を封じられ、主人公とファラスによって倒された。
黄金獣アルムゴーグ&白銀獣ロムドゴーグ
永久時環を起動させようとしたメレアーデに対し、キュロノスが召喚した個体。他の種類と違って、アルムゴーグは金色、ロムドゴーグは銀色の体色をしている。
影魔レイミリア
エテーネ王宮に入るための転送の門に仕掛けをし、イル・ラビリンスに多くの住人を幽閉していた魔物。自らを「形あって実体なきもの」と称し、メレアーデに変身して主人公とクオードを惑わすも、自身の影を持っていなかったため、強力な光源に照らされて正体が露見し倒された。
メガロダイン
ヨンゲが生み出した魔法生物で、大エテーネ島地盤沈下の原因となった地脈エネルギー枯渇の元凶。ヨンゲの元から逃げ出し、地脈エネルギーを食い荒らしていたが、地脈の結晶でティプローネ高地に誘き出された所を倒された。
キュレクス
エテーネ王国建国者・レトリウスの親友であり、エテーネ王国の名付け親。大錬金術師ユマテルと共に「レトリウスの双翼」と呼ばれていた。本来はキュルルをそのまま巨大化させたような姿だが、現在は時見の源泉を奪われたことでやつれた姿をしている。元々はジア・クト念晶体に滅ぼされた「キュロン人」と呼ばれる異世界・キューロピア出身の科学者だったが、ジア・クト襲来に伴い時間停止爆弾を打ち上げキューロピア全体の時間を凍結、自身は巻き込まれる前に脱出しアストルティアに行き着くも、行き倒れているところをレトリウスに救われたことで彼女に仕えることを決意し、時渡りの力を与えた。だが人間が世代を重ねる生物であることを理解していなかったため、レトリウスの子孫の第15代国王ギリウスに時見の源泉を奪われ、マデ神殿に幽閉されてしまった。
主人公・メレアーデ・クオードが時見の源泉を返したことで本来の力を取り戻すが、そこに現れたキュロノスによって致命傷を負い、キュルルに自身の知識を託して亡くなった。
Ver.7.4では時間停止爆弾の効果が薄れて再度ジア・クトの戦艦が動き出すのに備え絶対永続波を搭載した機巧体を開発していたことが判明する。
コドラン、ドラスケ、リュウタ
王都キィンベルで、錬金術師コンギスと共に暮らしていた魔法生物の三兄弟。赤いドラゴンキッズの姿をしており、成長後はアルゴングレートになる。ある日人生において大事なものを見つけるためにコンギスの元を去り旅に出た。
その後コドランは1300年前のオーグリード大陸で禍々しい秘薬により人間の女性の姿になりアラハギーロの武官の知将ハグニルと結婚し生涯を終えた。ドラスケは1000年前のグランゼドーラで魔物に襲われていたセレディーネを助けたことで彼女と行動を共にし、魔瘴によりゼドラの影となったリュウタを彼女と共に封印するも、ゼドラの影から死の呪いを受け死亡、その後偽りのレンダーシアで復元され、主人公に倒された。リュウタはウルベア地下帝国のキバチェと共に行動していたが、デアダイア発掘の際に浴びた魔瘴によりゼドラの影と化してしまい、ドラスケとセレディーネに封印された。その後、主人公により浄化され、5000年の時を越えて転移したキィンベルにいたコンギスと再会を果たした。

### 1000年前のグランゼドーラ王国
アルヴァン
1000年前に、カミルと共に不死の魔王ネロドスとその配下の魔軍12将と戦った勇者で、グランゼドーラ王国の王子。主に両手剣を持って戦う。長きにわたるネロドスの戦いでカミルとともにグランゼドーラ城に像が建てられるも、偵察中にトロルバックスの戦いで深手を負う。カミルがネロドス対策の禁忌の秘術を手に入れ、いざ決戦を挑むもヴィスタリアから秘術の代償を聞き、カミルをドラクロン山地においていき、ネロドスを倒すもその代償で魂が汚れてしまう。そして、新たな災厄にならないよう、ファルシオンによって自らを王家の迷宮の最奥に封印した。だが、カミルが迷宮に入ったことで封印が解けて暴走するも、1000年後に主人公とアンルシアが来たことが汚れがとれて、成仏する。
主人公と会って協力のもと、ネロドスに術を使うも黒衣の剣士に妨害される。キュルルから1000年後の危機を聞かされて、主人公に禁忌の秘術を託し、ファルシオンに乗って王家の迷宮へ旅立つ。
カミル
声 - 桑島法子
1000年前の勇者の盟友である女性。アルヴァンと出会い、勇者の盟友としてネロドスの軍勢と戦うことになった美貌の女性剣士。ギーグハンマー戦前に、ヤスラムから婚約を求められるもきっぱり断り、盟友として凛々しく活躍する。討伐後、禁忌の秘術の存在を知り神義の講堂に向かう。そして、正体を現したジャミラスに妨害されるも無事秘術を手に入れ、決戦に挑もうとするも一緒に付いてきたヴィスタリアから事実を聞いたアルヴァンによって竜笛を壊され、ドラクロン山地に置いてきぼりにされる。それが原因で勇者を見捨てて逃げた裏切り者とみなされて王国から存在を抹消される。その後、魂の汚れたアルヴァンを追うために王家の迷宮に入るも息を引き取り、さまよう魂となる。1000年後に主人公とアンルシアが来たことでアルヴァンともども成仏し、1000年前でも本物のヤスラムの死体が発見されたこと、フェリナとヴィスタリアがジュテ国王にこれまでのいきさつを話したことで裏切り者の汚名も晴らされることとなった。
フェリナ
1000年前のグランゼドーラ王国の王女で、アルヴァンの妹。王家の迷宮に入ったアルヴァンを追うカミルのために迷宮の門を開き、彼女の帰りを待つために王家の墓を解放する。
ジュテ、エメリヤ
1000年前のグランゼドーラの国王夫妻にして、アルヴァンの両親。
ヴィスタリア
グランゼドーラと同盟を結ぶファルエンデ国の姫君で、アルヴァンの許嫁。ワガママな性格で、オルセコで行われた武術大会で兄を殺したカミルにきつく当たっている。しかし、ネロドスが倒された後はカミルを認めて考えを改め、裏切り者の汚名を着せられた彼女の名誉回復に尽力する。
シュトルケ
樹天の里の長の男性。かなり自由奔放な性格で、ミレニアム漬けが好物。その正体は当代の破邪舟師で、主人公を不死の魔王城へと送り届けてくれる。

### 1300年前のオーグリード大陸
ギルガラン
声 - 水中雅章
オルセコ王国第一王子。数年前に失踪した父王ゾルトグリンに代わり国を治める事実上の君主であり、王国随一の戦士と謳われる力量の持ち主。
本質は心優しく王族としての責任感が強い人物なのだが、不器用で他者の心の機微に疎く、ぶっきら棒で気性の荒い好戦的な物腰が近寄り難さをかもし出している。加えて父王の評判が余りに良すぎたことが禍して、国民からしばしば無用の反感を買っている。
実はグリエの兄ではなく、弟である。ゾンガロンの封印後は積極的に他国の戦士を招く武術大会を開催し、オルセコ王国最盛期を築き上げた。
2024年3月のバレンタインイベント「第11回アストルティア・ナイト総選挙」で第1位になった。
グリエ
オルセコ王国第二王子。兄王子のギルガランとは対照的に小柄で、外見に相応しく物腰も柔らかい。しかし、聡明で肝が据わっており、気性の荒いギルガランに真っ向から意見出来る数少ない人物である。平時は何かと王国民と悶着を起こす兄王子の尻拭い役を買って出ている。
実はギルガランの弟ではなく、兄である。病弱だったために養子に出され、成長後に弟としてオルセコ王国に戻ってきた。最後はゾンガロン封印のための戦の舞を見つけるが、ギルガランをかばう形でゾンガロンに殺された。
ムニュ
オルセコ王国の大臣。ぶっきらぼうな言葉遣いで、外見・物腰共に男勝りな女戦士であり、一見では大臣に見えないと本人も自覚している。大臣としての職務はしっかりこなしており、王国跡のオルセコ闘技場にある木箱に、彼女の記した宮廷記録が何冊も入っている。
悪鬼ゾンガロン / ゾルトグリン
ロンダ岬に封印されている伝説の悪鬼。ジーガンフを唆し、彼を操ることで封印を解くがその直後勇者覚醒の光によって再び封印された。しかしパドレにより、再び封印を解かれる。
その正体は、先代のオルセコ王であるゾルトグリン。ドランド王国との激戦の最中に行方不明となったが、実際は息子たちの代にまで戦争が続くことを恐れた結果、「絶大な力を得られる」という伝承を頼りに戦神の宮殿を訪れるも、戦禍の邪神ジュネイラと契約を交わし、力を得るかわりにオーガを憎む心を植え付けられ、ゾンガロンとなった。
本来の歴史では、封印にはギルガランの犠牲と100年の歳月を要したが、主人公による歴史の改変により、グリエが戦の舞を本来の歴史より早く見つけたため、弱体化し太古の氷穴に封印された。
勇猛だが民への思いやり厚く名君と名高かったが、息子たちには常に厳格に接していたらしく、不器用な一面もあった模様。
現代ではパドレの放った原獣プレゴーグを食すも、逆に肉体を乗っ取られ喪心獣ゾンテドールにされてしまう。その後、そのゾンテドールが倒されたことで完全に撃破された。
『おでかけモシャスdeバトル』の配信ステージで戦闘可能。
ララリエ
オルセコ王国王妃。作中では、既に故人。彼女を知る者たちからは、心優しい女性だったと言われている。姉が一人いるが、そちらは今も存命である。
狂鬼ドランド公
「轟雷王」の異名を持つ勇猛で誇り高いドランド王国の君主が、突如現れたゾンガロンの力で魔物として操られた成れの果て。その姿は、同じく操られたジーガンフに似ている。
サラム
雪虫の洞くつにいる女賢者。1300年前に転移したばかりのメレアーデに冒険者としての心得を叩きこんだ。

### 3000年前のドワチャッカ大陸
ウルタ
声 - M・A・O
ウルベア地下帝国の皇女。父を殺された影響で人間不信に陥り、政治はグルヤンラシュに任せ、自身は父を救うため、過去に戻る研究に没頭している。しかしリウ老師から父暗殺の真相、そして主人公の兄弟姉妹から時間跳躍が不可能であることを告げられ絶望するも、リウ老師の叱咤激励により立ち直り、次期皇帝としてグルヤンラシュを断罪し、新たな国作りを進めていくことを誓った。結果的に彼女の代でウルベア地下帝国は滅亡するも、地脈エネルギーの使用を禁止したため、ドワチャッカ大陸の砂漠化の阻止に成功している。
ジャ・クバ
ウルベア地下帝国第11代皇帝にして、ウルタの父。ガテリアとの調停の前日に、ビャン・ダオに殺害されたとされていた。だが、実際はグルヤンラシュことクオードに殺されたことが判明する。
08号
ウルベア魔神兵のコアパーツ。リウ老師の命を受け、「偵察ミニマムモード」として主人公をサポートする。現代ではダラリア砂岩遺跡の中庭で壊れかけの状態で存在しており、Ver3では古代のレンチで修理することで奥への道を開いてくれる。この時はリウ老師と誤認していたが、Ver4.3では時間改変の影響で主人公を覚えており、太陽の弾を主人公に渡し、完全に機能を停止した。
マリッチ
ウルタに従事している魔神機。元々は皇帝の体調管理用に最初に作られた魔神機「01号」であり、ジャ・クバの最期の瞬間を記録していた。
リウ老師
ウルベア地下帝国の技術者であり、ドルボードやウルベア魔神兵を開発した張本人。ウルベア帝国とガテリア皇国との戦争ではガテリアに亡命し、ビャン・ダオの家庭教師をしていたが、ガテリア皇国滅亡時に彼をコールドスリープさせ、自身は彼の無実を晴らすためにダラズ大鉱脈の強制収容所でレジスタンスをしていた。グルヤンラシュが倒された後は、ウルベア大魔神に対抗するために太陽の弾を開発する。
ウルベア大魔神
ウルベア地下帝国の帝国技術庁が、グルヤンラシュ主導の下で作り上げた最強の兵器。地脈エネルギーを動力とし、目からはビームを放ち、大砲の弾をものともしないバリアを張ることができる。ガテリアとの戦争では、軍を消し飛ばし町を焼き払うなどの大殺戮を引き起こしたため、戦後は封印されていた。
現代で憑依獣ザルボーグを依代にパドレの手により起動するも、リウ老師の開発した太陽の弾でバリアを破壊され、ドルワーム王国軍の砲撃と主人公により倒された。

### 宇宙船アルウェーン
プクラス
声 - 門脇舞以
宇宙船アルウェーンの永世管理者。パルミオの息子で、現代ではまだ母ペコリアのおなかの中におり、Ver.6.2で追加されたクエスト中で誕生する。コールドスリープを繰り返しながら1000年に渡り、アルウェーンを管理し続けてきた。病弱だが、父同様珍しい物を見ると興奮する。本来は10年ごとの覚醒が、C141の反逆により100年以上妨げられ、その間にアルウェーンの市民の感情が失われてしまったことに驚愕し、C141を問いただすも、逆にコールドスリープマシンに閉じ込められてしまう。その後、主人公により解放され、C141を打ち倒すも、キュロノスによって6000年前に飛ばされてしまった。その後行き倒れていた所をハクオウに助けられ彼の戦友となったが、彼の戦死に伴い第一次ゴフェル計画を発動させた。また、アルウェーンの管理タブレットを「知理の石版」として後世に残し、バイロゴーグを倒すためのメッセージを主人公に残した。
2023年3月のホワイトデーイベント「第10回アストルティア・ナイト総選挙」で第1位になった。
C141
プクラスの複製体。創造主の神言「イア・タア　シンパッ・ケウ」が口癖。100年前にプクラスのコールドスリープマシンの故障した際、修理方法を探していた所、無限動力炉にバイロゴーグの細胞が使われていたことを知り、これをプクラスに移植すれば彼の病弱体質を改善できると考え、その前に自身で人体実験を敢行。結果的に高い知能と身体能力を手に入れたが、同時にバイロゴーグの悪意も取り込んでしまい、住民の感情を失わせ、無限動力炉を停止させてそれに代わる動力源として住民の魔法力と生体エネルギーを奪うことで、アルウェーンの全てを掌握していた。複製体でないオリジナルの生物を「原始種」と見下しており、バイロゴーグの細胞の力を利用してパルミオ2世となって主人公に襲いかかるも、プクラスが無限動力炉の緊急停止コードを起動したことで増殖能力を封じられ、倒された。
ペコリア
アルウェーンを管理するコンピューターの端末で、ピンク色のイルカの姿をしている。同名のパルミオの妻の思考を再現したAIを搭載している。

### 神話時代のフォーリオン
レクタリス
声 - 石川由依
神話時代の天使長で、エルドナの親友。天使の光輪を持っていた旧世界の最後の天使であり、顔つきにユーライザの面影がある。一人称は「ぼく」だが、これはDQ9のラヴィエルに影響を受けたためである。当初は自分を守るために多くの仲間の天使が死んだことで心を閉ざしていたが、主人公との出会いで徐々に心を開くようになる。神剣レクタリスとアストルティアの楯を生み出すための神具創成の儀を自らの命を犠牲にするのと引き換えに行い、主人公に新たな神具を生み出すための光輪の核を託し、息を引き取った。その魂はユーライザとして転生し、彼女が神化した結果、前世を思い出したことでレクタリスの意識が顕在化するも、このままだと完全にユーライザの意識を乗っ取ってしまうため、主人公と2人で現在のアストルティアの空を飛んだ後、自ら記憶を消去させ消滅した。
2024年2月のバレンタインイベント「第12回アストルティア・クィーン総選挙」で第1位になった。
邪精霊マガツカゼ
声 - 木内太郎
エルトナの混沌に渦巻く創世のチカラが偏ったことで、底なし谷に落ちて命を落とした天使の絶望に反応して生まれた邪霊。これまでに、底なし谷に挑む天使たちの命をことごとく奪っていた。主人公とレクタリスを殺そうとするも返り討ちに遭い、最後の悪あがきでエルドナを道連れにしようとするも、主人公に救出された所をレクタリスに倒された。
暁天竜ランビリズマ
ナドラガンドの混沌に渦巻く創生のチカラが偏ったことで、混沌に息づく竜たちの闘争心に反応した創生のチカラが、海底に積もって生まれたドラゴン。

## 魔界

### 砂の都ファラザード
ユシュカ
声 - 伊東健人、ふじたまみ（幼少期）
赤い髪で人間と同じ肌の色をした魔族の旅人。ヴァレリアによって瀕死となった主人公を血の契約で救い、しもべとした。表向きはファラザードの魔王の使者としてゼクレスやバルディスタに次期大魔王選出のための試練に参加するよう回っていたが、実は彼こそがファラザードの魔王であった。アスバルとは共にアストルティアを旅することを夢見る仲であり、自身が有能と認めればたとえ敵でも仲間に引き入れ重用する寛容さを持つ。
元々は宝石商の息子として生まれ、隊商として旅をしていたが、父親からネクロデアに預けられそこでナジーンと出会い交流を深める。しかし魔瘴塚が発生したことで父を失い、その原因を調査している最中にマリーンと出会い、他人と手を取り合うことの大切さを知る。そして大魔瘴期の危機を各地に呼びかけるも、ただの宝石商の言葉を相手にする者はおらず、そのことが大魔王になることを決意する要因となった。
だが、自分が選ばれし者だと思い込み周りを見下す傲慢な性格から大魔王として不適格とされ、魔界を知らず覚悟や背負う物もないはずの主人公こそ大魔王に適しているという魔仙卿の判断に納得が行かず主人公に決闘を申し入れるも、決着がつかず決別する。その後はバルディスタを討ち取るためにゼクレスと手を組み、イルーシャをファラザードに拉致しバルディスタ軍を誘き寄せ、その隙にゼクレスがバルディスタに侵攻するよう仕向けようとした。だがエルガドーラの裏切りに遭いナジーンを喪い、悲しみに身を閉ざしてしまう。しかしイルーシャの叱咤激励によって立ち直り、ゼクレス魔導国で太古の魔神と化したアスバルとの戦いに加勢。魔剣アストロンの力によってアスバルとエルガドーラを止め、今まで起こった悲劇や不幸の原因を自信の未熟さによるものとして立ち去る。そして大魔王の座に固執していたことを反省し、主人公を大魔王に相応しい者として認め、デスディオ暗黒荒原に密かに建設させていた大魔王城を主人公に贈呈した。
その後、光の郷フィネトカを訪れた際には、六聖陣から邪神殺しの秘技を伝授された。ルファ神殿を攻略する際神殿に張られた結界を解除するために主人公とシンイとエステラ、アンルシアとヴァレリア、自身とアスバルの三手に分かれ、ヤファギルを撃破し結界を解除。その後ジャゴヌバの居場所を探るべく、闇の根源の呪縛を断ち切った主人公に対し興味を示し連れ去ろうとしたナラジアに対し自分を連れていくよう提案し、ジャゴヌバの元に連れ去られた。
邪園で主人公と再会すると、この世に二人の大魔王は要らないとしてナラジアによって竜の姿をした大魔王ユシュカに変貌させられ、主人公と対峙。しかし魔剣アストロンで鉄化され、深層心理でナジーンと血の契約を行ったことで元の姿に戻り、さらに創生神ルティアナから創生の力を託され、ジャゴヌバとの最終決戦に臨むこととなる。
ナジーン
声 - 武内駿輔、藤原夏海（幼少期）
ユシュカの副官を務める隻眼の男で、良心的な性格。彼に振り回されながらもその身を案じている。元はネクロデアの王子だったが200年前にゾブリスの襲撃により国を滅ぼされ、自身も彼女に右目を奪われ殺されかけるも、ユシュカに救われた過去を持つ。
魔界大戦で魔剣アストロンが必要だと感じ、再びネクロデアに足を運び主人公や亡霊達の協力を経てゾブリスを討つものの、その後のバルディスタとの戦で魔神と化したアスバルの攻撃からユシュカを庇い、息を引き取った。その魂は魔剣アストロンに宿り、邪園での戦いにおいてユシュカの深層心理にて彼と心を通わせ、血の契約を行って彼を復活させ、アストロンの新たな刀身となった。
2021年3月のホワイトデーイベント「第8回アストルティア・ナイト総選挙」で第1位になった。
ジルガモット
声 - 川上彩
バザールの元締めを務める女性。三つ子の姉妹の長姉で、かつては賢女の都レジャンナを治めていたがユシュカに口説かれ、今に至る。後に、大魔王城の金庫番にもなる。
マプリコット
ジルガモットの妹で、三つ子の姉妹の次女。考古学者をしており、ディンガ交易所の封印された関所にいる。
ネシャロット
ジルガモットの妹で、三つ子の姉妹の三女。黄昏呪術店の店主で、旧ネクロデア領の関所を封印し、領土内にしゃべる仮面を配置した。そのため、その封印が魔仙卿の巻物で解かれてしまった事にショックを受けていた。
シシカバブ
声 - 小林達也
周囲から厄介者扱いされ、ザード遺跡でシシカバブ盗賊団を結成していた魔物。ファラザードをユシュカに占拠された事を恨み、バザールに魔物をけしかけて邪魔をしていたが主人公に倒される。後にその恨みをエルガドーラに利用され、呪いを掛けられた状態でデモンマウンテンでユシュカを襲うも、ユシュカの必死の説得で呪いが解かれて改心し、その体力を買われてファラザードの特攻隊長に任命された。
ハジャラハ
ファラザードの裏通りのならず者達の元締めのデザートゴースト。ファラザードとは込み入った仕事を請け負う代わりに裏通りへの援助をもらう関係であり、そのためシシカバブのことは快く思っていない。2500年前に滅亡した海運都市ザードの生き証人でもあり、交易所の関所が封印されるさまを目撃している。
ギラム
万魔の塔の案内人のグレムリン。今は使われなくなった塔にて自分が見定めた魔族を災いの宴に参加させ、破滅するのを見て楽しむのが趣味。

### ゼクレス魔導国
アスバル / シリル
声 - 山中真尋、渋谷彩乃（幼少期）
ゼクレス魔導国の魔王だが、実態はエルガドーラの傀儡。穏やかな性格だが強大な魔力を持ち、レイジバルスを使役したり、白いドラキーに変身することができる。アストルティアに強い憧れを抱き、シリルという偽名でアストルティアの物品を扱う骨董品屋「六大陸堂」を営んでいた。かつてはユシュカと共にアストルティアを旅することを夢見ていたが母エルガドーラの策略によって二人の仲を引き裂かれてしまう。デモンマウンテンでの試練では母に洗脳され、優れた魔族のみを生かす選民思想に染まってしまう。だが魔仙卿にはそれを自分を救うことすら諦め絶望していると評され大魔王として不適格とされた。
その後のバルディスタとファラザードの戦では母によって無理矢理太古の魔人（声 - 山中真尋）にされてしまうものの、自国での戦いでユシュカと主人公の協力によって母の呪縛から解放される。その後はオジャロスの薦めでアストルティアに渡り、オーディス王子の家庭教師をしていたが、死んだはずの母が叔父によって魔物に変えられたことを知り、王位継承の儀で叔父の罪を明るみに出し、国を吹き飛ばす爆弾に作り替えられていた母を救おうとするが、母から罵倒交じりの拒絶を受けたことに失望し、国を護るべく叔父もろとも殺害する。その後は、魔王としてゼクレスを導いていくことを誓った。その後Ver.7で、果ての大地ゼニアスの調査隊に参加する。Ver.7.3ではジブアジブにより創失させられてしまうも、主人公が彼を倒したことで復活。そして、ニニエルザの企みを止めるためにバルメシュケの研究所に乗り込み、彼女を倒した。
激昂の巨人レイジバルス
声 - 小林達也
アスバルが使役する巨人の魔物。元々は非力な小鬼だったが、濃厚な魔瘴に触れて突然変異を起こし暴れていた所をゼクレス王家の始祖・ワラキウスに生け捕りにされ、以降王家の使い魔にされている。ユシュカと引き離された真相を知ったアスバルが激昂して召喚されるも、逆にエルガドーラに操られて主人公とユシュカを襲う。
Ver.7.3ではアスバルを創失させられた悲しみから悲嘆のレイジバルスとなって太古の秘密基地で主人公を襲うも返り討ちにあった所をニニエルザに捕らえられ、操心術発動のための魔力源に利用されそうになるも、アスバルが契約を解除したことで発動を止められ、創失を招くものとの戦いにも協力した。
エルガドーラ
声 - 伊藤美紀
アスバルの母親にしてゼクレスの王太后。事実上ゼクレスの実権を握っている。自身の血統に強い誇りを持ち、他者を「雑種」と蔑む。
かつて魔界を危機に陥れた「ミアラの宝杖」を持ち、その杖の魔力で息子を操りバルディスタ軍が自国に侵攻してきた際ヴァレリア達を退けたものの、駆けつけたユシュカによってアスバルの力を封じられ、彼に自身の持つ全ての魔力を注ぎ込み命を落としたと認識されて、杖も破壊された。その後、実はオジャロスにより魔物の姿に変えられ支配されるも、アスバルの手により解放される。だが自身が爆弾にされた事を知ったため、自身を救おうとする息子をただの傀儡としてあえて突き放し、アスバルの操るレイジバルスによって弟もろとも爆死したが、死後は息子の行動を認め、国を託して昇天した。
リンベリィ
声 - 小倉唯
大貴族ベラストル家の当主の少女で、両親から莫大な遺産を継いだ。高飛車な性格でイケメンに目がなく、ユシュカに一目惚れする。一方主人公のことは卑しい下等魔族だと見下していたが、アスバルを連れ戻すために主人公をしもべにし、オジャロスの罪を暴くのにも協力する。
Ver.7.3ではアスバルの創失に伴いゼクレス魔王になっており、バルディスタと一触即発となっており、主人公にも非協力的だったが、イルーシャに説得されバルメシュケの研究所の情報を教え、自らも執行者との戦いに加勢する。
フラフ
声 - 渡辺理沙
銀翼竜の子供。数年前に銀翼竜の住処であるベルヴァイン湖に住み着いた湖の魔獣ボルゲルグ（声 - 藤原貴弘）に去年襲撃され、群れからはぐれた所をアスバルに引き取られた。
主人公がボルゲルグを倒したことで、元の群れに戻ることができた。
オジャロス
声 - 高木渉
アスバルの叔父でエルガドーラの弟。一見すると良心的な性格だが実はかなりの策士家で、幼い頃から両親に育児放棄同然の扱いを受け、姉からも蔑まれたことで姉を憎んでおり、彼女を蹴落とそうと企んでいた。ファラザードと手を組みバルディスタ軍を迎撃するも、後に裏切り両軍を壊滅させた。大戦終結後はアスバルをアストルティアに異動させゼクレスの執政をしていたが、王位継承の儀でアスバルにエルガドーラを爆弾も兼ねた魔物に作り替えた悪事を暴かれ、魔瘴魂オジャロスとなって主人公とアスバルを襲うも敗北し、最後はレイジバルスの手により姉共々爆死した。
ボッガン
声 - 山中真尋
アスバルと声が似ていて、魔界大戦でエルガドーラが亡くなり、部屋に閉じこもっているとされるアスバルの替え玉。アスバルが戻った後は、ベラストル家の使用人となる。
バルメシュケ
ゼクレス第14代国王で、2000年前の大魔王。人の心を操る「操心術」に長けており、「混沌の魔術王」と呼ばれていた。多くの魔物や下級魔族を実験体に研究を続けていたが、その実験の最中に事故死したものとされていた。だが実は魔界全土に及ぶ操心術には複雑な術式処理と膨大な魔力が必要なため、効率化のために自らを魔道具に変えていたことが判明。その魔力の供給源としてはレイジバルスを想定していたが、俗物に利用されるのは不満だったため、2000年もの間自身を起動できる器の持ち主を拠点の研究所で待ち続けていた。
創失を招くものの手により起動に成功するも、アスバルがレイジバルスとの契約を解除したことで操心術の発動を止められてしまう。代わりに魔界の大地から集めた負の感情で無理やり発動させるも、想定外の使われ方をされたため自壊。発動された操心術自体も下級魔族を錯乱させるに留まった上、勇気の神グランゼニスにより解除させられた。

### バルディスタ要塞
ヴァレリア / ティリア
声 - 榊原良子、小澤亜李（少女姿）
バルディスタの女王。力こそ魔界を支配すると考える実力主義者で、己の力のみで魔王の地位まで上り詰めた。氷魔法を巧みに操り、歯向かう者をその矛で容赦なく始末する非情さから、「死を運ぶ氷の魔女」の異名を持つ。
かつて不死の魔王ネロドスが行ったアストルティア侵攻による戦乱により、幼い頃から戦場に立たされた過去を持つ。また、ネロドスの死後に起こった魔界の内乱で家族や仲間を惨殺されており、その悲劇から孤児院を設立し子供達を守っている。自身が大魔王となることで魔界の戦乱を終わらせようとしているが、世界を憎みさらなる戦乱を引き起こそうとしていることを魔仙卿から私憤と評され、大魔王として不適格とされた。
魔界大戦ではファラザードと衝突するものの、エルガドーラの奇襲に遭い矛先をゼクレスへ向ける。しかし、魔神と化したアスバルの圧倒的な力により返り討ちに遭い、呪いの泉に吹き飛ばされ、更にその水を飲んだことにより少女の姿になってしまったため、そのような無様な姿をさらさないよう今までの過去を捨て、ティリアの偽名で記憶喪失を装いつつ、トポルの村でひっそりと余生を過ごそうとした。しかし、ギャノン兄弟達が村を襲撃した事により、ラーの果実を食べて元の姿に戻り彼らを撃退し、バルディスタに戻った。
2020年2月のバレンタインイベント「第8回アストルティア・クィーン総選挙」で第1位になった。
ベルトロ
声 - 平田広明
バルディスタのNo.2だが、軽い性格。魔界大戦終結後、内乱状態になっていたバルディスタを収束させるためにヴァレリアの捜索を主人公に依頼する。そしてティリアの正体をヴァレリアと見抜き、彼女を立ち直らせるためにあえてギャノン兄弟をトポルの村に誘き寄せる。魔界解放軍討伐の際には、自ら潜入捜査を買って出た。
ヤイル
声 - 天﨑滉平
ヴァレリアの側近の一人。幼少期に敵国の兵に殺されかけたところをヴァレリアに救われて以来、彼女に忠誠を誓う。だが普段のヴァレリアしか認めておらず、孤児院の子供と交流する彼女を見て「子供達がヴァレリアを堕落させようとしている」と思い込み、孤児院を魔瘴で覆って子供と院長を皆殺しにしてしまう。だがヴァレリアにそのことを見抜かれ、逃走を図るが逃げ道をユシュカと主人公に塞がれ狂信者ヤイルとなって襲いかかるも敗北、ヴァレリアに謀反を起こしたとして彼女に処刑された。
ジャン
声 - 相楽信頼
ブラニック採石場を占拠している盗賊団の一員のドッグラマッコイ。ヤイルに許しを乞うも、過去にヴァレリアの部下を殺害していた為に彼女に殺害された。
ゾブリス / ランテル
声 - 柚木涼香
バルディスタ一の女将軍で、幻術に長けており美しい物を汚すことを何よりも好む。200年前に豊富な鉱脈資源と高度な製鉄技術を持つネクロデアを突如襲撃し、民を同士討ちさせて国を滅ぼした。しかし加勢してきたユシュカに左手を斬り落とされた挙句魔剣アストロンを刺され、ネクロデアの亡霊達の手によって鉄塊にされたが左手をランテルという少女に変えることで生き延び、主人公とナジーンを唆し復活を遂げるも、主人公に倒された。
ギャノン兄弟
声 - 伊丸岡篤（兄）、上田燿司（弟）
かつてヴァレリアに追放された魔物の兄弟で、拷問を好む残忍な性格。ヴァレリアの戦死を聞きつけバルディスタに戻り内乱に加わっていた。その後ベルトロの策略でトポルの村に誘導され村を襲撃するも、弟は主人公に倒され、兄も元の姿に戻ったヴァレリアに倒された。
ウェブニー
声 - 小橋里美
元倉庫番の新人女性兵士。魔界大戦において川に落ち、呪いの泉まで流れつき泉の水を飲んだことで一番嫌いなクモの姿に変わってしまい、トポルの村の人達に恐れられている。
2022年2月のバレンタインイベント「第10回アストルティア・クィーン総選挙」で第1位になった。
ゴッツェ
声 - 影山貴広
主人公が大魔王になったことに不満を抱く反乱軍「魔界解放軍」のリーダー。大魔王の座を狙っていたが、自分では実力不足だった為に断念。ヴァレリアやアスバルが即位する事に期待していたが主人公が即位した事に納得がいかず、魔界解放軍を結成。潜入捜査に来たベルトロを味方につけるが裏切られて追い詰められ、ピュージュから貰った魔瘴石の力で反逆者ゴッツェとなるも敗北し、主人公を大魔王と認める。

### デモンマウンテン
魔仙卿
声 - 関俊彦
デモンマウンテンの山頂にあるゴダ神殿に住む魔界の長老。大いなる闇の根源に近い存在。その正体は前述の通り主人公の兄弟姉妹であり、魔仙卿としての姿はただの着ぐるみ。
スッテンテン / デモンズゲイト
声 - 高口公介
次期大魔王選出のための試練に参加したテンツクで、ひょうきんな性格。その正体は試練の番人を務める魔物、デモンズゲイト。
モモリオン王
声 - 伊原正明
弱い魔物である故に迫害を受けていたキングモーモン。魔仙卿によって、デモンマウンテンの山頂付近にあるジャディンの園に住まわせてもらっている。その後、ジャディンの園に魔瘴が覆った際、他の魔物を宝箱に避難させたが自分が入ると押しつぶしてしまうからと箱に入らず、魔瘴を浴びて死亡したとアントワネットの口から語られた。
アントワネット妃
声 - 川島悠美
モモリオンの妻であるクイーンモーモン。ジャゴヌバ撃破後のクエストで、モモリオン王の忘れ形見となるモネットを出産する。
モモモ
声 - 渡辺理沙
ジャディンの園で暮らすスノーモン。魔仙卿から、イルーシャの世話役に任ぜられた。その後は魔仙卿からの使いとして、度々主人公の元に現れる。

### 魔幻都市ゴーラ跡
ペペロゴーラ
声 - 村瀬歩
大魔王マデサゴーラの孫。四本の腕を持ち、威勢が良い。早くに両親を亡くしている影響か、周囲は手を焼いている。祖父を超える芸術家を目指しており日々努力を積み重ねているが、住民からはその芸術を理解されず「悪ガキのお絵かき」と評されている。なお、大魔王の座には興味はなく、祖父の仇でもある主人公やアンルシア姫に対しても遺恨めいた態度は特にとっていない。
最近はスランプ気味であり、祖父の遺した幻の大作を見て情熱を取り戻そうとしており主人公、イルーシャと共に祖父のアトリエへ向かい、祖父が過去に封印した魔瘴竜ジャオマンダを絵画にできた事で立ち直った。
その後は大魔王に即位する主人公の為に、徹夜で大魔王城の玉座を製作した。
ヌブロ
声 - 宮崎敦吉
生き残ったゴーラの民をまとめている、長老のげんじゅつし。邪眼樹（声 - 越後屋コースケ）を使い魔としている。今は亡きマデサゴーラの玉座を預かっており、幼い頃に両親を喪ったペペロゴーラの面倒を見てきた。
ゴーラの魔瘴の危機を魔仙卿に伝え、主人公とイルーシャを国に案内する。
ジルドラーナ
魔元帥ゼルドラドの娘。凛々しい口調の少女。父の仇である主人公の実力を知りたいと、剣魔ジルドラーナとなって主人公に戦いを挑んでくる。
ヌッジォ
かつて魔界一の天才芸術家として名を馳せていた魔物だったが、マデサゴーラの出現によって彼の作品に誰も見向きしなくなってしまった。その為、マデサゴーラを憎んでいるが、マデサゴーラを本物の天才と評し、強い敬意も抱いている。

### 旧ネクロデア領
モルゼヌ
ナジーンの父で、200年前に滅ぼされたネクロデア王国の国王。鉄化したゾブリスに刺さった魔剣アストロンの封印の一つを守っていた。息子をゾブリスに人質に取られ、解放条件としてルーテアを殺す要求をやむなく受け入れるも、人質から解放されたと見せかけてゾブリスに操られていた息子に殺された。
ルーテア
ナジーンの母で、モルゼヌの妻。息子を人質から解放するために夫の手により殺害されたが、そのことに対して夫を恨むどころか受け入れその決断を誇りに思っていた。

### 大魔王城
カーロウ
声 - 山崎たくみ
代々の大魔王に仕えている従者のひとつめピエロ。
ドクター・ムー
声 - 青山穣
大魔王城お抱えの医師であるミイラ男。昏倒状態に陥ったナラジアの治療を行った。

### その他（魔界）
ディージア
声 - 宮沢きよこ
トポルの村にいる仕立て屋の老婆。魔瘴に侵され残り僅かな寿命の中大魔王となった主人公の衣装を作るも、それを着た主人公の姿を見ることなく亡くなった。
モヒペンコ
声 - あべそういち
歴代の大魔王の彫像を彫ってきた、彫刻家のモヒカント。マカイ・マカロンが好物。ディージアとは昔、何かあった模様。自分の作品からそのモデルの在りし日の幻影を生み出せる力を持ち、ネロドスシャドウをけしかけるも敗北。主人公の彫刻を彫ることにした。
海魔獣ブルラトス
初代魔仙卿ジャディンと3000年前の大魔王ヴァルザードが、ジャゴヌバの本拠地である滅星の邪園に乗り込む際に、魔瘴の海を越えるために生み出した巨大なクジラ。長い年月をかけて邪園の入口を特定するも、ジャゴヌバに自我を奪われてしまったが、破戒のタリスマンの力で正気に戻り、主人公達を滅星の邪園に送り届ける。
代行者ヨナ
声 - 福緒唯、亀山雄慈（戦闘時）
主神の王冠の試練において、大魔王としての素質を試すためにゴダとジャディンが生み出した魔族。戦闘時以外は少女の姿をしている。
主人公との戦闘後、「力は申し分ないが、魔界の魔王たちに忠誠を誓わせなければ大魔王の資格は認めない」として、主人公に宣誓の左手を託し、魔王達に忠誠を誓わせるよう命じた。また、創失から復活直後のアスバルを主人公達の元に転送させるなど、気のいい一面もある。

## 天星郷フォーリオン

### 天使
ユーライザ
声 - 石川由依
主人公の動向を、最初からずっと見守っていた女性。ジャゴヌバを倒した主人公を英雄と称し、世界を守る神の力を手に入れて欲しいとしてフォーリオンへと導く。天使には地上の戦いに介入してはならないという掟に背き、冥獣王ネルゲルと主人公の戦いで光輪を発生させたため、他の天使からは「罪付き」と呼ばれている。Ver6.5で、英雄でもないのに初期型の神化の光炉に飛び込んだ結果、魂が焼かれ重傷を負う。その後、回復して魔眼砲の破壊工作にも同行し、ジア・レド・ゲノスとの決戦の中で神化の効果が表れて、光輪を持つ天使の姿になる。これはレクタリスの意識が顕現したことで起きたことであり、その時点で2人の境界が曖昧なものになっており、このままではいずれレクタリスに意識を完全に乗っ取られてしまうため、レクタリス自身が彼女の記憶をユーライザから消去し、神化能力を失わせた。その後、姉の後を継ぎ審判の天使となり、転生の園で姉が転生した赤ん坊に「ヴェル」と名付け、姉から教えられたものを教えていくことを誓った。
ミトラー
声 - 豊口めぐみ
聖天舎を預かる天使長で、赤い仮面を被った女性。フォステイルの導きの天使でもある。英雄が悪神になった後は、彼等に取り付いた呪炎を断ち切れる神剣レクタリスを主人公に託す。また、悪神化の原因を探るべく、フォステイルと結託していた。
その後、とこしえの神殿での戦いでジア・ルミナに吹き飛ばされ、プクランド大陸の魔窟アラモンドへと落下し、力の大半を失いアラモンドにて流星の帝王として君臨。しかし、主人公との決闘やユーライザの説得で天使長の座に戻る。
ヘルヴェル
声 - 茉莉邑薫
白灰の試練場を司る導きの天使で、ユーライザの姉貴分。極めて天使としての使命に忠実で、仕事に一切の私情を挟まない。しかし実はVer6.0の黒幕であり、英雄を悪神化させた張本人。悪神の火種を用いて英雄を悪神させようとしていたが、主人公の英雄選定が急遽決まったために主人公の分の火種の確保のための時間稼ぎのため、天使たちに主人公の悪い噂を流したり、試練を妨害するなど暗躍する。だがフォステイルによってその罪を暴かれ、ユーライザが回収した火種の力で呪炎の傀儡となって主人公に襲いかかるも、敗北し駆け付けた天使達に拘束される。
その後、意識を取り戻した際には、一連の出来事は300年前に上司に謎の石を飲まされたことで自分の意志に反し聖天舎を裏切る行動をするようになったと明かし、神剣レクタリスの修復のため主人公・ユーライザの監視の元に白灰の試練場の創生のピラーに赴く。最後は、自らの命と引き換えにジア・ルミナの船の鎖を神剣レクタリスで断ち切って、船を撤退させた。ジア・クト念晶体との戦いが終結した後、その魂は転生し、ユーライザによって「ヴェル」と名付けられることとなった。
フェディーラ
声 - 西田望見
深翠の試練場を司る女性。英雄の魂によって成長する特別な卵を育てるという試練を与える。料理が上手。Ver.6.2では、聖天のつばさを使えるようになるためにフワフワジュースを主人公に飲ませる。
クリュトス
声 - 土師亜文
黄金の試練場を司る祈願の神殿の管理者である少年。心から叶えたい願いを持って神殿に導かれたアストルティアの民の願いを叶えられる商品を販売しており、人々を幸せにしながらも対価として天使達の生活の為に感謝のエネルギーを集めている。
直接回収するのでは非効率なので、ゴールドには感謝のエネルギーが宿りやすいと研究の末に突き止め今に至る。
そんな彼からの試練の内容は、神殿内で100万ゴールドを稼ぐこと。
魔眼の月の魔眼砲の破壊工作の際には、天の箱舟を起動させるために神代の島から中心核のエネルギーを回収し、箱舟の操縦を担当する。
カンティス
声 - 神尾晋一郎
紺碧の試練場を司る天使。番人と戦うのが彼からの試練だったが、主人公を嫌悪していることもありリナーシェを有利にして主人公を失格させるべくどちらが多く分裂した守人を見つけられるかの競争に変更した。しかしリナーシェの交渉で両者引き分けとし、元の姿に戻った守人のホーリーキング（声 - 武田幸史）をけしかける。
Ver6.2終了後は、行方不明となったミトラーに代わり、天使長代行を務めている。
アルビデ
声 - 梶川翔平
ユーライザの同僚。ルティアナが死んだ原因は主人公にあるとして突っかかってきた、嫌味な天使。後に死亡しているのが主人公とユーライザに発見され、ユーライザは天使長に報告したが事故死と片付けられた。
実は悪神の火種を確保する為にヘルヴェルに利用され、用済みとして殺害されていたことが判明する。また、左手につけられていた赤い石はヘルヴェルに埋め込まれたことが判明した。さらに星導秘録によれば、リナーシェの導きの天使であり、彼女に死後起こった出来事を伝えるよう上司から命じられていたが、悪神化の憎悪を煽るため、あえて伝えていなかったことが示唆されている。
サワディエル
声 - 紙本瞬
フォーリオン外郭に住む凄腕の薬師。Ver.6.0では汚染された女神の泉の浄化のために清めの大玉を作り上げる。Ver.6.3では女神の泉の水から抽出されたルティアナの神気の結晶から浄罪の精製薬を作り上げる。
オルガノ
源世庫パニガルムの調査を指揮している天使。
ソイル
女神の木を管理している天使。パニガルムで手に入れた創生珠を渡すことで、女神の木を成長させることができる。
ミレリー、ゼイン
深淵の咎人たちのアストルティアへの出現に備え観測・研究している天使のコンビ。ミレリーがレクスルクスの楔での観測担当、ゼインが地上での調査担当となっている。
ゲゼルマイン
先代天使長で、クリュトスの師。天使長を退任後は、聖天舎のことには一切関与しないとして、悠々自適の生活を送っている。天星郷のエネルギー制御について詳しい。

### 英雄
次期アストルティアの神々の候補とされ、天使によって魂から復元された存在。試練を乗り越え、神化の儀を行うことで神に一歩近づけるとされているが、レオーネの裏工作により儀式は失敗し悪神（あくじん）に変貌。過去の悔恨に駆られ、今の世界を滅ぼして作り直すために、各地へと飛び立った。
主人公の活躍で呪炎から解放された後、ジア・クトの本隊が侵攻してきた時に復帰する。最終的には主人公とフォステイル以外はジア・クトとの戦いで戦死した。
ラダ・ガート
声 - 堀内賢雄
オーガの英雄で、闘神として崇められている。元々はガミルゴと同じバグレア教会の孤児仲間で、シオドーアら人間にグレン城を追われる不遇を託った後ガミルゴと別れてガートラントを建国し、古代オルセコ闘技場を再建して魔祖の血族を打ち倒した。生涯を終えた直後にフォーリオンへ導かれた。魔祖の血族との戦いで右手に古傷を負っている。白灰の試練場に挑む所で主人公と出会い、主人公が紛失した魂の燭台を探したりもした。
神化の儀で英雄が悪に染まり各地へ飛び立った中、彼のみは主人公に神の力を求めさせるために戦いを挑む。一度敗北しても更なる力を解放し、悪神ラダ・ガートとなり二度倒されると魂に戻され、原因と対処法が分かるまで封印される。その後、悪神の火種が原因であると突き止めたミトラーの手により、呪炎から解放された模様。
ジア・クトとの決戦において、ジア・ルーベ・ゲノスとの戦いで力を使い果たし、魂が消滅する最期を迎えた。
フォステイル

ハクオウ
声 - 梅原裕一郎
エルフの英雄。6000年前に存在した国「ヤマカミヌ」の戦士であり、国王コウリンの親友。世告げの姫にその実力を買われ災厄の王を倒すために時の王者となった。元々は孤児であり、僧院に引き取られて剣術を学んだものの、周囲からは素直で真面目すぎると評され、仲間に頼ろうとはしなかった。それ故に仲間の犠牲を恐れるあまり、災厄の王に一人で挑んだことで敗死し結果として祖国が滅んでしまった。
深翠の試練にて卵にコウリンと名づけ、主人公と協力して育成する事となり、過去の出来事から来る過保護さが災いしてコウリンを暴走させてしまうも、虚空心斬によって救出に成功した。
悪神となった後は災厄の王による滅びを望むようになり、エルトナ大陸にマガツカゼを巻き起こす。神獣コウリンの説得すらも聞き入れなかったが、コウリン王が現れた事で自らの過ちに気づき、災厄の王の幻影を退け呪炎から解放された。
魔眼の月への潜入作戦において、主人公とユーライザの時間稼ぎのためにジア・クト達に単身戦いを挑み続けた結果、力を使い果たし主人公に神の翼を託し、魂が消滅する最期を迎えた。
リナーシェ
声 - 大西沙織
ウェディの英雄。コルレーン王国の女王で交渉術に長けており、歌も得意だったが戦闘は不得意。現代では始源の歌姫と呼ばれているが、バサグランデの襲撃による混乱で人々から忘れ去られた。
600年ほど前に、長年争っていたコルレーンとジュレドを統一させヴェリナードの礎を築くも、騙し討ちの形でヴィゴレーに殺害された。なお、妹を守るために表面上は健気に振舞っていたものの、その裏では父を殺した相手と上手く渡り合わなければならないことに苦悩していた模様。悪神となった後は、その時の憎しみから魂が分断し、大嵐でヴェリナードを滅ぼそうとするも、アリアが残した潮騒の宝石箱により真相を知って正気に戻り、呪炎から解放された。
ジア・クトとの決戦では生還するも、祝勝パーティーの最中に力を使い果たし、魂が消滅する最期を迎えた。
アシュレイ
声 - 松岡禎丞、櫻庭有紗（幼少期）
人間の英雄で、ゼドラ族の出身。明るく熱血漢な性格で、盟友である主人公に協力的。生前は初代勇者として始まりの大魔王ゴダを倒し、神聖ゼドラ王国を建国するも、ダフィアの策略によりゼドラ族ばかりを優遇し、弟が石化したことを勇者としての汚点とみなす者たちの声に屈し、レオーネを「盟友」に格下げするなど、レビュール族を冷遇した結果、ゼドラ族とレビュール族の内乱を引き起こしてしまった。
悪神となった後は共通の敵がいなくなると身内で争ってばかりの人間に失望し、弟と協力してとこしえの神殿の結界を解くために紺碧と黄金の試練場の創生のピラーのエネルギーを奪い、主人公に自らの過去を見せ懐柔を試みるも拒否され、弟の名前を残すためには盟友にせざるを得なかったとして主人公に襲い掛かる。しかし敗れたことでわだかまりも解け、呪炎から解放された。
復帰後はジア・ルミナの船にてレオーネを止めるべく主人公に加勢し、ジア・クトの力を得たレオーネに止めを刺す。しかしその後、念晶巨人のコアからのエネルギー砲の攻撃から主人公とアンルシアをかばった結果、力を使い果たし、魂が消滅する最期を迎えた。
レオーネ
声 - 岡本信彦、合田絵利（幼少期）
アシュレイの双子の弟で、初代盟友。兄とは対照的に落ち着いた性格で、兄からは「レオ」と呼ばれる事がある。幼少期にゼドラ族とレビュール族との争いを避けるため初代巫女クラメのお告げに従い、レビュール族に里子に出された。始まりの大魔王ゴダとの戦いで石化の呪いを受け、後に2代目勇者アジールの願いにより石化が解けて彼の盟友となり、ワルスタットを加えてアジールに同行するも、ゼーナピアによって彼が大魔王ヴァルザードとの戦いで戦死したことについて自身が殺害したという濡れ衣を着せられ処刑された。
その直後に現れた導きの天使（声 - 下川涼）から自身の石化の真相とジア・クトの存在を知り、全てを滅ぼすべくジア・クトを呼び出すために天星郷へ赴く。そして、神化の光炉にヘルヴェルから受け取った悪神の火種を仕掛け、悪神となった後は紺碧と黄金の試練場の創生のピラーのエネルギーを魔物に奪わせたことでとこしえの神殿の結界を解き、そこに納められていたアストルティアの楯を集めたエネルギーで破壊し、ジア・ルミナの船を呼び寄せる。そして、船がヘルヴェルの捨て身の行為で撤退した後は、ジア・ルミナと共に去っていった。
ジア・ルミナの船では自身の心域を展開し、ルミナが主人公に敗北するとジア・クトに失望。ルミナの宝石を奪って飲み込み、ジア・レオーネと化すも主人公とアシュレイに敗北し、最後は兄に止めを刺され消滅したが、わずかに残った良心が羽飾りに宿っており、ジア・クトの本隊を食い止めるのに貢献した。

#### 大地の三闘士
4000年前に山神イプチャルの加護を受けた、三人の義兄弟。当時、過酷な環境だったドワチャッカ大陸において魔物達と戦いつつ、土地を開拓・踏破し、ドワーフの英雄と讃えられた。大陸踏破後は3つの大集落を作り、それぞれの長となるも、再会が難しくなったという。死後はカルサドラ火山に像が建てられており、三闘士のオノなどが現代に残されている。Ver.6.4において、主人公とも義兄弟の契りを交わし、「大地の四闘士」となった。
カブ
声 - 岩田光央
三闘士のリーダーで、「閃光の斧」の二つ名を持ち、現代では「閃光王」と呼ばれている。バカ正直で熱血漢の女好きで、生真面目なナンナに制裁されがち。実の弟と妹がいたが、周囲に見捨てられて餓死した、彼が立ち上がった事をきっかけに他のドワーフが力を貸してくれ、ガテリア皇国を建国する。だが欲に溺れたドワーフ達が争うようになったことに心を痛めるようになり、悪神となった後はカルサドラ火山を噴火させて元の原始的な生活に戻させようとし、ナンナとドルタムを取り込みウルベア魔神兵のような姿の悪神三闘士となって襲い掛かるも、ビャン・ダオが育てたガテリアの花とチリの説得により正気に戻り、呪炎から解放された。
魔眼の月での潜入作戦において、ジア・クト以外には毒となる光を止めるために、発生装置である来光筒を自らの命と引き換えに破壊した。
ナンナ
声 - ファイルーズあい
三闘士の紅一点で、「震天の槌」の二つ名を持ち、現代では「震天王」と呼ばれている。男勝りなカブの妹分で、いつもカブの不甲斐なさを制裁している。ウルベア地下帝国を建国するも、子孫がガテリアを滅ぼしたことを嘆いていた。
魔眼の月での潜入作戦において、ジア・ネブラを倒した直後に巨大結晶に包囲され、それらを自らの命と引き換えに破壊した。
ドルタム
声 - 市川蒼
三闘士の末っ子で、「賢哲の盾」の二つ名を持ち、現代では「賢哲王」と呼ばれている。臆病で口数が少ないが頭の回転が速く、現代のドワチャッカの技術を確立し、ドルワーム王国を建国する。
ジア・クトとの決戦において、ジア・レド・ゲノスの悪あがきで落下させてきた魔眼の月の破片を防ぐも、力を使い果たし、魂が消滅する最期を迎えた。

### 英雄関係者
アリア
声 - 村上奈津実
リナーシェの妹。姉を溺愛する一方、父を殺したジュレド王家を憎んでいた。姉が殺害された後は同士とその真相を突き止め、カルーモと結ばれヴェリナードの初代王妃となり、ヴェリナード再分裂の阻止に尽力した。一方で、姉を守れなかった悔恨から、彼女の死後に起こった出来事を潮騒の宝石箱にメッセージとして残した。
ヴィゴレー
声 - 木内秀信
ジュレド王国の国王。長い間争っていたジュレドとコルレーンを和平に導くためにリナーシェと政略結婚を行うも、それはコルレーン王家の育みの歌を利用するための罠であり、特にその力が強いリナーシェを危険視し彼女を殺害し、カルーモに濡れ衣を着せアリアを妻にしようとした。また、リナーシェの父である先代国王を殺害したのも彼であった。しかし、アリアの手により陰謀が暴かれ、ジュレイダ連塔に投獄された。現在はジュレイダ連塔遺跡に「謎の亡霊」として存在している。
カルーモ
声 - 室元気
ヴィゴレーの弟。リナーシェ殺害の濡れ衣を着せられそうになるもアリア達の尽力で疑いを晴らされ、二人は結ばれる。
大僧正トゥバン
声 - 神戸光歩
ハクオウの師であるエルフの女性。ゴフェル計画発動後もアストルティアに留まり、キリカの草餅で飢饉から人々を救ったという。
国王コウリン
声 - 濱野大輝
ヤマカミヌの国王で、ハクオウの親友。馬術に長けている。一人で全てを背負い込みがちだった彼に仲間を頼るよう再三忠告していたがその想いは届かず。災厄の王を討伐するために自ら出撃して戦死し、その墓はスイゼン湿原に作られていたが、そこを訪れたフウラに魂が憑依し、ハクオウを正気に戻させた。
ダフィア
声 - 上田麗奈
ゼドラ族の2代目巫女。アシュレイ・レオーネ・ガーニハンと共に大魔王ゴダを打ち倒した。後にアシュレイの妻となるも、実は先代巫女クラメ（声 - 定岡小百合）と内通してレオーネに石化の呪いをかけ、ゼドラ族とレビュール族の対立を自ら煽り、レビュール族を滅ぼさせたVer.6.2の黒幕だった。
剣聖ガーニハン
声 - 斉藤次郎
アシュレイとレオーネの剣の師。元々ゼドラ族でもレビュール族でもない流れ者だったが、二人を勇者として一人前になるよう鍛え上げた。しかし大魔王ゴダとの戦いで相討ちとなり戦死する。
大魔王ゴダ
声 - 竹内良太
「始まりの大魔王」と呼ばれた大魔王。魔界全土を初めて統一し、異界滅神ジャゴヌバを封印するためにゴダ神殿を建立し、息子ジャディンを初代魔仙卿に据え、アストルティアから魔界に侵略してきた当時の六聖陣を初めて撃退させた。その後、魔族たちの抱くアストルティアへの恨みと怨念がジャゴヌバを刺激して、魔瘴を発生させることを防ぐための対症療法的措置として初めてアストルティア侵攻を行うも、アシュレイ達に討ち取られる。
Ver.7.3では、秘密裏に勇気の神グランゼニスと会談し、将来アストルティアと魔界を一つにする架け橋となる勇者と大魔王にその資質足りえるかを裁定するため、代行者ヨナを生み出していたことが判明する。
トランブル
声 - 松田健一郎
レビュール族の族長で、レオーネの義兄。神聖ゼドラ王国建国後には将軍となるも、ゼドラ族ばかりを優遇しレビュール族をないがしろにするアシュレイの政策に不満を持ち「神聖レビュール王国」を立ち上げ反乱を起こすも、アシュレイに倒される。
アジール
声 - 堀籠沙耶
アシュレイの子孫で、2代目勇者。ゼドラ女王ゼーナピア（声 - 橘U子）の息子。石化から蘇ったレオーネと共に大魔王ヴァルザードを倒すも、戦死する。
ワルスタット
声 - 赤地紅河
ゼーナピアに仕えていた賢者で、レオーネとアジールと共にヴァルザード討伐の旅に同行。レオーネにアジール殺害の濡れ衣を着せられた際は、今までの修行の日々を綴った日記を女王に提出するも、女王の気は治まらなかった。
ガラテア
声 - 衣川里佳
ラダ・ガートの娘。最前線に立って魔祖の血族と戦っていた父に代わりガートランド城を任されていたが、羅刹王バラシュナに単身戦いを挑み相討ち同然で打ち倒した。その遺体は発見されず槍だけが残され、このことがラダ・ガートに暗い影を落とすこととなる。

### その他（天星郷フォーリオン）
神獣コウリン
声 - 久野美咲
深翠の試練で育てる事となった神獣の卵。ハクオウが親友だった者の名から名付け、主人公との協力で孵化した。ハクオウのように強く育ち、一緒に戦いたいと願うも一度は暴走してしまい、ハクオウの一撃によって邪心が取り除かれて立派な姿に成長した。しかし暴走で力を使い果たしており、休息の為に卵に戻る。その後転生の花を用いた復活の儀でエルトナに召喚され、ハクオウの悪神化を解くために協力するが、途中で力を使い果たしフウラをアズランに返した後再度卵に戻った。
なお暴走の原因はフェディーラの意図では無く、得体の知れない魔物が原因であるとのこと。後にこれは、ヘルヴェルが主人公を妨害するために仕組んだものであったことが判明した。
厄魔ポヴァディウス
声 - こばたけまさふみ
黄金の試練で主人公たちが稼いだ100万ゴールドを奪った魔物。元は貧しい家に生まれた人間で、親が作った100万ゴールドの借金が返せず、盗みを働くが盗んだ汚いメダルに宿った悪魔（声 - 武田幸史）により借金の肩代わりと引き換えに魔物に変えられ、金に触れると塵と化する呪いを掛けられた。
最終的に三闘士が100万ゴールドを超・ゴールドシャワーとして放出したことで呪いが解け成仏した。
バーバードール
両手がハサミと櫛でサインポールカラーのニードルマン。通称バド。理髪店をしていた人物の魂が入り込んだ影響でこの姿となっており、他のニードルマンから仲間外れにされていた所をユーライザに救われた。クエストをこなすことで、ユーライザの髪型を変更することができる。
テトラル
声 - 高野麻里佳
とこしえのゆりかごの最後の生き残りの女性。元々はルティアナに仕えていた巫女であり、ルティアナの神気を湛えた浄罪の泉で禊を行っていたことで、ジア・クトの光を浴びて下半身が結晶化しても、生き延びることができた。ジア・クトに存在や対処法が漏洩する事を危惧され、浄罪の泉の地下に封印され、天星郷の最高機密として、その存在は歴代の天使長以外には伏せられていた。しかし、長年結晶化していたために意識までジア・クトに侵され、急に眠ってしまいがち。
ジア・クト念晶体との戦いの後、あるクエストをクリアすると、ミトラーへの感謝を述べながら消滅する。
テッテ
ジア・クト念晶体が滅び、結晶化の束縛が緩んだことでルティアナの源泉に現れた、テトラルの思念体。テトラルを幼くした姿をしており、無邪気で快活な性格。主人公にドレスを着せてもらい、ミトラーと空を飛んだ後、主人公へ感謝を述べながら消滅する。
神授の判定者
神剣レクタリスとアストルティアの楯のチカラを開放しに、とこしえの神殿地下の神授の間を訪れた主人公に対し、ルティアナが解放に足る人物かを試すために送り込んだ2体の魔物。

## 果ての大地ゼニアス

### ウォルド地方
ゼネシア
声 - 川村万梨阿
果ての大地ゼニアスを守護する女神。ルティアナの姉。父である創造神グランゼニスにより、創失の呪いを受けないように何万年もの間、大樹の鳥籠に封印されていたとされていた。だが実はゼニアスにジア・クト念晶体を呼び込んでゼニアスを破壊に追いやり、父に創失の呪い発動を余儀なくさせたVer.7の黒幕。本性は野心家かつ傲慢な性格で、妹と二人で一つの主神になることに我慢ならず自分一人だけでも主神になれると父に示すためにジア・クトの一隊を呼び込んでこれを倒すも、やがてジア・クト本隊の侵攻という事態を招いたため、その罰として大樹の鳥籠に幽閉されたというのが真相である。
主人公によって封印から解かれた後は、ゼニアスを救うために主人公に協力し、甥の勇気の神グランゼニスの薦めでゼニアスの新たな主神となるも、直後に本性を現わにし彼を石化させ、いずこかへ去っていった。そしてゼニアスに不時着したロッキュネを保護し彼と共にキューロピアに赴くも、時渡りの方法について彼にはぐらかされたために、彼を吸収し彼の知識を得るもそれでも時渡りの方法は得られなかった。だが主人公たちがキューロピアに訪れたためロッキュネの姿に化けて彼らに同行し、世界球根内部の時渡りのしずくで時渡りの力を吸収した所で正体を現し、太古のゼニアスに転移。そして魔眼の月の1つを撃墜するも、父に過去への干渉という新たな罪を咎められ、継承者のオーブを奪い取ろうと主人公と父に襲い掛かるも敗れる。それでもゼニアスの主神になることをあきらめようとしなかったが、最期は創失を招くものに取り込まれてしまった。
人間同士の争いを止めるため、神獣ゼナベスティアを創生し、力で抑えつけようとしたことがあった。
ラキ
声 - 釘宮理恵
果ての大地ゼニアスで出会う、謎の少年。黒いフードを被っている。その正体はゼネシアの弟であり、父が封印されているゼニスの封宮を守る神獣。フードの下は狼耳となっており、なぞの魔狼に変身することもできる。父の命令には極めて忠実で、父から他の者を遠ざけるためならゼネシアにも歯向かうほど頑固な一面を持つ。しかし呪われしグランゼニスが本体のくびきを外れ主人公達を消そうとした時は呪いを打ち払い、これを倒すのに協力する。父から神獣としての任を解かれた後は勇気の神グランゼニスを捜索するために新エテーネの村に滞在する。
創造神グランゼニス
声 - 松山鷹志
ゼニスの封宮に封印されている巨神。ルティアナ・ゼネシア・ラキの父。ジア・クト念晶体の侵略を受けた際にルティアナを脱出させ、それを招いたゼネシアを幽閉した後、最後の手段として創失の呪いを発動させて、ジア・クトを撃退した。その後、呪いがゼニアスに及ばないように自身を地下深くに封印するも、何万年が経過しても呪いが消えずにゼニアスに漏れ出し続け、さらに逃げ延びたジア・クト念晶体がアストルティアに侵攻したことで、同時に創失の呪いも持ち込んだことがVer.7の創失の発端となった。
ゼニアスの守護天使全員の創生のチカラによって目覚め、主人公にゼニアスにアストルティアの勇気の神グランゼニスを呼び寄せるよう命じ、創失の呪いの元凶たる呪われしグランゼニスをけしかけて、主人公に倒させた上で自らの消滅と引き換えに、呪いを消滅させた。
マギエル
声 - 松山鷹志
ウォルドの守護天使。創造神グランゼニスと瓜二つの姿をしているが、これはグランゼニスから記憶と意志を引き継いでいるため。元々は顎髭を蓄えた金髪の青年の姿をしていた。誓約の園でルティアナやその眷属達が帰ってくるのを何万年もの間待っていた。見た目に反し、軽い口調で話す。最期はグランゼニスを目覚めさせるために創生のチカラを返し、消滅した。
鳥籠の番人
声 - 水越健
幽閉したゼネシアを監視するために創造神グランゼニスが生み出した魔物。蓮の花から現れた魔人の姿をしている。ゼネシアの封印を解きに来た主人公に襲い掛かるも、彼が誓約の子であることを知り引き下がる。その後、ゼネシア幽閉の真相を伝え、リムネルの思念を呼び起こすための花びらを託し消滅した。
リムネル
声 - 粕谷大介
ゼニートの守護天使。創失から逃れるために湖に隠れていた。鳥籠の番人から託された花びらを浮かべたことで目覚め、主人公にゼネシア幽閉の真相と彼女が時の民の世界に向かった可能性を告げ消滅した

### メネト村
トープス
声 - 石上静香
住民達が眠り続けているメネト村で、唯一その影響を受けていない少年。夢見の香炉を手にしていたことで、眠りの魔法から難を逃れられた。
主人公の手によりフクロウの夜が明けた後、ティセに花束を渡した直後、突如として姿を消した。
その正体はメネトの守護天使。ジア・クト襲撃の際に村を守るため村人全員を眠らせたが、眠らされた住民が見たジア・クト襲撃時の悪夢が実体を得て独り歩きを始め、それへの対処を繰り返す内に自身も消耗してしまったため、自身を悪夢もろとも神殿の棺桶に封印したが、自身も悪夢に侵食されてしまった。最初に会ったトープスは自身の夢が具現化した存在であり、姿を消したことは本体が目覚めたためであった。目覚めた時には既に力を失っていたが、ティセが返した花冠に宿っていた創生のチカラで、本来の力を取り戻す。メネトの悪夢が倒された後、悪夢を生み出した責任から村を去ろうとしたが、ティセの叱咤により立ち直り、コッケン祭りに参加し、主人公に星封の矢を託した。最期はグランゼニスを目覚めさせるために創生のチカラを返し、消滅した。
ティセ
声 - 近藤唯
トープスの友人の少女で、他の住民同様眠り続けている。花が好きだったらしい。
永眠のフクロウ魔人を倒したことで目覚めた後に再び村が悪夢に落ちた際、トープスが作った花冠に宿った創生のチカラにより難を逃れ、主人公達と共に暁の神殿に向かう。
ロナ
声 - 鈴木琢磨
メネト村の長老で、村人を目覚めさせるための「宵と暁の伝承」を知っていた。
眠りのフクロウ
メネト村の住民を眠りの魔法で眠らせ続けているフクロウ。
永眠のフクロウ魔人
声 - 林大地
眠りのフクロウの親玉である眠りの番人。眠りのフクロウを生み出し、夢見の香炉でも防げない「昏睡のカルテット」を使ってくる。
主人公とアスバルに敗れてもなお、最後の力で夢見の香炉の力を反転させて「逆夢の香炉」と化させ、全員を道連れにしようとしたが、目覚めたヒューザに阻止され消滅した。
暁の使者コッケン
声 - 佐藤せつじ
守護天使トープスのしもべの黄金のニワトリで、暁の神殿の守護者。太陽の使いとして、メネト村で信奉されてきた。威勢のいい口調で話し、鳴き声で眷属の柱を起こし、神殿の闇を祓ってくれる。
あくむにゅうどう
声 - 高坂宙
メネト村の住民を黒い影に変えた魔物。眠らされた住民が見たジア・クト襲撃時の悪夢が実体を得て独り歩きをしてトープスを囚えていたが、主人公に倒された。
メネトの悪夢
声 - 岩城泰司
メネト村の住民が見た悪夢が具現化した存在。山羊の頭に翼、紫色の体色を持つ。住民が悪夢を見続ける度により強くなっていったが、主人公により倒され、住民も元に戻った。

### アマラーク王国
リズク
声 - 石谷春貴、漆山ゆうき（幼少期）
アマラーク王国の国王。王国に出没する人を喰らう魔物「フーラズーラ」に悩まされている。
イルシーム
声 - 三上哲、皆森水希（幼少期）
アマラーク王国の随一の戦士。フーラズーラに対抗できる唯一の武器「黒槍クバーラト」の使い手。元々は名も無き山賊だったが、リズクの母である先代女王（声 - 磯部恵子）に名前と兵士という役目を与えられ、王国に忠誠を誓うこととなった。
バトラエル / アズ・フーラズーラ
声 - 清水はる香（バトラエル）、伊原正明（アズ・フーラズーラ）
アマラークの守護天使。黒槍クバーラトは元々彼女の武器であった。かつてジア・ガルネに敗れて肉体を奪われ、アズ・フーラズーラの姿にされてしまった。その後は自我も無くなっており、アマラーク王国を襲撃するも、主人公に倒されたことで邪悪な力が削がれ、自我を取り戻す。その後、主人公がジア・ガルネを倒したことで元の姿に戻り、主人公に大樹の弓を託した。最期はグランゼニスを目覚めさせるために創生のチカラを返し、消滅した。

### ムニエカの町
エドアルド
声 - 岸尾だいすけ
ムニエカの町の町長で、一流の人形職人でもある。かつて町がジア・クトに襲われた際に復興に尽力したとされ、住民が笑顔で幸せに暮らせるよう心血を注いでいる。
実は彼自身も人形。ジア・クト襲撃で死にかけていた所を、ルーミリアによって魂を人形に宿すことで救われた。町を訪れた主人公達を、無理やり人形にしようとするも失敗。その後、村の住民を人形たらしめた奇跡のチカラが弱まっていることを伝え、それがある精霊の泉の調査を依頼。その泉の水によって住民を修理し、町を守っていくことを誓った。
しかし、ケガレの溜まった浄化の聖花石に近づきすぎたためにケガレの影響を受け発狂し、ケガレを吸収した天使人形ルーミリアと共に全住民を破壊しようとするも、自身も天使人形に襲われ、元の姿に戻ったルーミリアに看取られながら、魂が消滅する最期を迎えた。
ドロテア / ルーミリア
声 - 青山吉能
エドアルドが作った人形。気弱だが頑張り屋で、エドアルドを深く慕っている。
その正体はムニエカの守護天使で、エドアルドの命の恩人。かつてジア・クト襲撃時に大勢の住民が殺されるのを目の当たりにし、彼らの魂を人形に込めることで復活させた。だが、年月が経つ内に魂にケガレが蓄積し、住民が異常を起こし始めたため、ケガレを浄化するために浄化の聖花石を作るも、自身の存在を維持できなくなったため、エドアルドが作った人形に魂を移し替えた。エドアルドが天使人形ルーミリアに襲われたのを目の当たりにしたことで記憶を取り戻して元の姿に戻り、自動人形を消滅させ、主人公に女神の弦を託す。最期はグランゼニスを目覚めさせるために創生のチカラを返し、消滅した。
嘆きのロベール
声 - 北田理道
主人公達が精霊の泉の調査に訪れた際に現れた亡霊。元々はムニエカの住民だったが、魂にケガレが蓄積したことで人形の身体で生きることに耐えられなくなり、暖炉に飛び込んで焼身自殺したが、それ以前に母オルーサと喧嘩別れした未練から成仏できず亡霊となった。
主人公に一度倒されても後に再度慟哭のロベールとなって復活し襲い掛かるが、再度敗れる。その後、主人公に新たな人形の依代を作ってもらい母と和解し、成仏していった。

## キューロピア
キューボ
声 - 井澤詩織
キュレクス捜索のためにアストルティアを訪れたキュロン人。オレンジ色の体色をしている。
アストルティア到着時に乗っていた航界船が大破し、意識不明に陥っていたが、キュルルが取りついたことで一命を取り留める。そのため、本人が知らないはずのことも知っていたと錯覚していた。その後、主人公達をキューロピアに案内したが、ゼネシアの攻撃を受け重体に陥るも、再度キュルルが取りついたことで一命を取り留める。その際太古のゼニアスに向かう前にすでに意識は取り戻していたが、もう少し主人公と冒険したいというキュルルの願いと再度ゼネシアを前にして冷静でいられる自身が無かったことから、帰還まで肉体をキュルルに預ける。
マキュリ
声 - 玉井勇輝
キューロピアの古老。ゼネシアが過去に時渡りした際には、ラキの額の刻印から彼女のいる時間を逆探知し、主人公とキュルルを太古のゼニアスに送り届けようとしたが、なぜかポルテも巻き込んでしまった。
ロッキュネ
声 - 七海ひろき
キュレクス捜索のためにゼニアスを訪れたキュロン人で、キューボの幼馴染。彼とは同じキュロン草から同時に生まれてきたという。青色の体色をしているが、これは幼少期にキュロンイーターに襲われた恐怖で変色したらしい。しかし実はゼネシアが化けたもので、本物は彼女に吸収されてしまった。
アラキュレ
声 - 田尻浩章
キュロン草園の管理者。
キュロンイーター
キュロン人の天敵の魔物。

## 月世界
カグヤ＝ムーン
月世界の女王。ある日やって来た魔物達によって眠らされる。一度は主人公に救出されるも、侵略者の主であるリルグレイドに捕らえられる。
リルグレイド
月世界の侵略と、月の秘宝の強奪を企む侵略者。

## ギルドマスター
マスター・ラセド
武器鍛冶のギルドマスターを務めるオーガの男性。
息子が光の河に落ちて行方不明になったため、命日には武器を河に投げ入れている。
マスター・リリム
防具鍛冶のギルドマスターを務めるドワーフの女性。
「命の炎」を用いて鍛冶をしているという噂がある。
マスター・ユービア
裁縫のギルドマスターを務めるウェディの男性。
子供の頃、父親が魔物から彼を庇って「ぼうれい剣士」となる呪いを受けてしまったという。
マスター・カンナ
木工のギルドマスターを務めるエルフの女性。
きっぷのいい腕利きマスターとして評判になるが、実家に戻って婿を取るため、マスターの後継者を選ばなければならない。
マスター・バレクス
道具鍛冶のギルドマスターを務める人間の男性。
賢者を代々輩出して来た名家の出身。
マスター・ポーリア
ツボ錬金のギルドマスターを務める人間の女性。
先代のマスターであるトルバンに想いを寄せている。
マスター・ヴェキオ
ランプ錬金のギルドマスターを務める人間の男性。
軽薄そうな言動だが、師匠の現状に心を痛める真面目な青年。
マスター・ポシェル
調理のギルドマスターを務めるプクリポの女性。
先代のマスターである父親が禁断の料理に手を出して騒動を起こしたことがある。
工匠神グラッフ
正確にはギルドマスターではないが、便宜上ここに記載する。全てのギルドマスターのさらに上位に存在する神であり、ギルドマスターからは「グランドマスター」と呼ばれているが、本人はそう呼ばれることを嫌っている。この世界にやがて現れる脅威との戦いに備え、優れた職人を生み出すことを使命としている。

## 職業クエスト

### 戦士
アガペイ
グレン城下町に住むオーガ族の老人。冒険者を一人前の戦士に導くための手ほどきを行い、最終的に主人公の心の闇を具現化した「闇の狂戦士」と戦わせる。かつてはレギオン率いる強盗団のメンバーであり唯一の生き残りである。
レギオン
アガペイに導かれた謎の場所に度々登場するオーガ族の盗賊団頭。横暴な性格で、力に溺れ狂戦士と化して手下を皆殺しにし、現在でも闇の中に囚われ続けている。
闇の狂戦士
戦士クエストで最後に戦うことになる正体不明の存在。戦士の心の闇が具現化したものと言われている。その特性からプレイヤーの種族や性別、子供・大人の区別により見た目・体格が異なる。

### 魔法使い
リュナン
港町レンドアの宿屋にあるシーバの鏡を通して主人公と交流するねこまどう。一度主人公とオフ会をしようともしたが、メギロドームに囚われる。
メギドローム
魔法使いの秘術「ミラクルゾーン」を探し求め、リュナンを狙う魔物。
モルテン
レンドア南の宿屋の女将。シーバの鏡による風評被害を心配している。

### 僧侶
ヘルガ
イヨリ大僧正の指示で、主人公の師となるエルフ族の女性。謎の病「死神の息吹」に苦しむ息子・アルノーがいる。弟子には厳しくする主義。
イヨリ大僧正
アズランの町にいるエルフ族の男性。主人公が「死神の息吹」に苦しむ人々を救うために、閃光樹でできた木彫りのエルトナ神像でお香を焚いた際は激怒、主人公を大罪人として捕らえるように命令し、主人公を擁護したヘルガを非難したが、居合わせた人々の弁明で考えを改め、主人公に謝罪した。
けがれの渦
人々を死に至らしめる「死神の息吹」の正体。閃光樹に弱い。

### 盗賊
ダルル
マスク・ド・ムーチョに憧れて義賊をしている、ドワーフ族の女性。義に厚く、涙もろい性格。相棒はウェディ族のイスター。
ブデチョ
主人公に度々依頼をする、ドワーフ族の中年男性。実は伝説の義賊マスク・ド・ムーチョの正体で、チリに怪盗ポイックリンとしての修業を行ったのも彼である。義賊である事と妻との約束で、盗んだ金を私用に回せず、病気の妻を救えなかったことから盗賊から足を洗った。
チャムール
ブデチョの息子である、ドワーフ族の青年。魔物と共に盗みを働く「つむじ風の旅団」のリーダーで、上述の出来事から義賊を憎むようになった。クエストを進めていくとギャスモンに憑依され、「魔盗鬼チャムール」へ変身する。敗北後、母の死の真相を知りブデチョと和解した。
ギャスモン
分裂能力を持った魔物。人の欲望を操り、欲に溺れた者を支配しようとする。チャムールに魔物を操る力を与えた張本人で、ハートを奪わない限り何度でも復活する。

### 武闘家
ヤーン
武闘家クエストに登場するウェディ族の青年で、超天道士の弟子。超天道士の書に書かれた試練を、主人公に課す。軽薄だが、その実力は本物。後に自分が超天道士の名を継ぎ、ガウラドの件が解決した後に主人公にタイマン勝負を挑んでくる。毎年の正月イベントでは「チームゆく年くる年」を率いて主人公に勝負を挑んでくる。
ガウラド
武闘家クエストに登場する男。ヤーンに仕え、成長を見守ってきた。身なりはオーガだが、その正体は超天道士抹殺の使命を帯びた魔界からの刺客「武闘魔ガウラド」。ヤーンと暮らすうちに安らぎが芽生え、主人公に倒された後で「ヤーンの知る姿で死にたい」という理由でオーガに戻って絶命する。

### 旅芸人
ポルファン
オルフェア地方西に、けいこ場を構えるプクリポ。芸で人を救えると考えており、主人公を一人前の旅芸人にするための修行を課す。
ゲイザー
ポルファンの元弟子で、昔は人間だった。ある出来事で芸で人を救えないと思い込み、魔物「悪魔道化師ゲイザー」と化した。クエストを進めていくと心を取り戻し人間に戻るが、直後にグレムリン3兄弟に殺される。
闇芸人ルルルリーチ
ポルファンの弟弟子。笑いの才能があったが自らが魔物であるため周りが笑ってくれず、芸に強い憎しみを抱き師匠を殺害。ゲイザーを唆し、旅芸人の抹殺を企む。
チギー、ムギー、ラギー
ゲイザーにつき従うグレムリン3兄弟。旅芸人を抹殺するため行動しているが、実際にはルルルリーチに仕えていた。3匹そろって権力に従うタイプ。

### パラディン
ズーボー
声 - 丸山壮史（ライバルズエース）
心優しい性格のオーガ族の雇われパラディン。語尾に「なのだ」とつけて話す。ジェニャを生け贄にさせるために守らせることに疑問を感じており、最終的に彼女の本心を知ったことでバウギアから守ろうとするも、大地の呪いにより石化し、博愛の碑に納められる。しかしアストルティアキャラクターズファイル「ジェニャの未来」において、ストロスの杖とジェニャの涙により元の姿に戻った。
『IX』では、同じパラディンのクエストで同名の精霊が登場している。
ストロング団長
ガートラント聖騎士団長。主人公やズーボーの手腕を、高く評価している。厳格すぎるあまり、任務とあれば生け贄によって人命が失われることすら躊躇しない。
大地の竜バウギア
オルセコ高地の竜のねぐらで眠る、紺色の巨竜。一度目覚めれば、オーグリード大陸を壊滅させるほどの強大な力を持つ。元々は大陸を守護する竜であったが、数百年前に子竜をゴモルに奪われた怒りにより邪竜に変貌。それ以来100年に一度、代々生け贄の少女が差し出され続けている。ジェニャを守ろうとするズーボーの姿に大地の呪いを掛けて石化させた上で一度は見逃すが、欲望の邪神ゴモルの存在を関知し再度目覚め大地の怒竜バウギアとなって大地震を引き起こそうとするも、最後は主人公と復活したズーボーに倒された。

### レンジャー
ミズヒキ
王都カミハルムイにあるレンジャー協会本部に所属する、エルフ族の青年。レンジャーへの転職を解放した後、憎悪の世界樹の怒りを鎮めるべく、「妖精たちのポルカ」を習得させる試練を主人公に課す。
ポランパン
レンジャー協会モリナラ支部の支部長を務めるプクリポ。よくダジャレを言う。
スピル
森林の保護活動で主人公に宿った、相棒の精霊。口調はやや乱雑だが、熱い性格の持ち主。
ユウギリ
レンジャー協会モリナラ支部のメンバーである、エルフ族の少女。伐採同盟の子供たちに慕われている。
レーノス
レンジャー協会モリナラ支部のメンバーである、ウェディ族の青年。
ラズマン
伐採同盟の代表者である、老人の男性。種族は人間。
伐採同盟
ラズマン率いるモリナラ大森林で、伐採を行う集団。所属するドワーフの技術者が「伐採マシン」を開発（実際は野良のキラーマシンを改造）したことがきっかけで、レンジャー協会と対立する。しかし、活動のきっかけは住処を魔瘴に覆われたことによる苦肉の策で、故に良心的な者もいる。
伐採マシン
レンジャークエストに登場する敵。野良のキラーマシンに、伐採同盟が改造を施したものである。主人公と戦闘になり、破壊される。
伐採マシン改
レンジャークエストに登場する敵。伐採同盟が伐採マシンを強化したものだが、強さを求めてピーキーな調整が為されていた所為で衝撃に弱く、登場時点で既に暴走していた。主人公に敗北後、木に衝突して大破・炎上した。
憎悪の精霊樹
レンジャークエストに登場する魔物。森を脅かす者たちへの、精霊の怒りの化身。森に侵入した者を、魔物に変える。

### 魔法戦士
ユナティ
魔法戦士団の副団長であるウェディ族の女性。規律を守り厳格な口調で話すが、兄妹同然に育ったノーランと二人きりになると違う態度を見せる。
衛士ノーラン
ユナティの義兄であるウェディ族の青年。ヴェリナード城の衛士団に所属しているが、ある理由から頑なに魔法戦士にはなろうとしない。後にザルギスに唆され、魔法戦士の信用を落とし、魔法戦士団を解散させようとする。
魔物商人ザルギス
ウェナ諸島の魔物を調教し、商品として各大陸に売り捌いているウェディ族の男性。商品である魔物には「商品ナンバー」を付けている（別格は「最強商品」と呼んでいる）。

### スーパースター
サルバリータ
元トップスターだった人間の女性。自分で自分を「おばちゃん」と言う。現在は、メギストリスの酒場で自分の跡を継げるようなスーパースターの卵を探している。
スーパースター転職のために彼女から課されるクエストは、本作の職業クエスト中、最も過酷。
クリスレイ
サルバリータの弟子で、主人公の先輩。精神的に弱い一面がある。
プレシアンナ
スーパースターの試練において度々主人公と出会う謎の人間の女性で、スーパースターとして天才的な資質を持っている。主人公の素質を知り、究極の表現領域「モンスターゾーン」に到達するのを心待ちにしているが、クリスレイの能力を吸収し、心を捨ててモンスターゾーンを得ることで魔物「舞踏魔プレシアンナ」へと変貌してしまう。

### バトルマスター
ジェイコフ
ラッカランのコロシアムの酒場で飲んだくれて、借金を重ねているバトルマスター。実はゴーレックの古い友人で、ブランドンの化けの皮を剥がすべくコロシアムの内偵をし、仮面をして正体を隠し（周囲からは「仮面のバトルマスター」略して「仮面バスター」と称された）主人公に助力した。
セインズ
ジェイコフの元弟子で、現在はブランドンの部下。「闘士セインズ」の名でバトリンピック決勝戦で主人公と一対一の勝負を行い、その後に古代オルセコ闘技場で再度勝負を挑んでくる。
ブランドン
ラッカラン・コロシアムを取り仕切る副理事。オーナーの座を狙っており、ゴーレックを事故に見せかけて暗殺しようと計るが、ジェイコフと主人公に阻止される。「ブランドンビースト」というペットを飼っている。

### 賢者
アーニア
シェリルと共に大賢者になる為、ドルワーム王国で修練を続けているドワーフ族の女性。とある理由で闇魔法が使えないため賢者としての筋が悪く、シェリルのことを気にするあまり研究も疎かになっており、王室研究院から放逐寸前となっている。
シェリル
アーニアの幼なじみであるドワーフ族の女性。才能があり、成績優秀で数々の修練を乗り越えてきたがとある理由からとても荒れており、主人公やアーニアに対しても乱暴な言動をとる。
聖獣ダイキリン
森で何百年も生きた聖なる獣で、聡明さから自然界の賢者とも呼ばれる。普段は人前に姿を現さないが、特定の時期と場所に現れる。強さを認めた者としか口を聞かないが、意外と親しみやすい性格ではっきり本音を言うタイプ。ジジイ口調で話す。
魔賢者アクバー
自ら支配する世界のために、心の闇を御しきれなかった賢者達を「闇賢者」として従えさせるべく暗躍している魔物。3年前、アーニアに呪いとして憑りついた。

### まもの使い
クラハ
まもの使いだった亡き夫の夢を引継ぎ、プクランド大陸オルファの丘で、まもの使いハウスの管理人をしている人間の女性。クラハ本人は、まもの使いではない。
ファーベル
クラハの一人息子。一度言いだすと聞かない性格。
かつては魔物使いを目指しており、キッズと常に行動を共にしていたが、急にキッズが言うことを聞かなくなりキッズがファーベルの父に危害を加えてしまい、後に父を失ったことにより父の死への自責の念から魔物使いの道を断念し、デイラーに勧められて現在はバトルマスターの道を目指している。
キッズ
ファーベルの相棒のドラゴンキッズ。実力はあるが、気難しい性格。
ファーベルがまだクラハのお腹にいる頃、クラハの夫が母を失ったタマゴを発見し、ファーベルとほぼ同時に誕生した。キッズとは、兄弟のように仲が良い。実は絶滅寸前の希少種「ゴールデンキングリザード」の子供で、その潜在能力に目をつけたデイラーに拉致され、彼の作った薬によって成長・暴走するも、ファーベルの手により元の姿に戻る。
メドウ
ファーベルの祖母。レジェンドホースを従える程の実力を持つ。
デイラー
表向きはバトルマスターで、ファーベルの剣の師匠を買って出ているが、実はエルトナ大陸とイムイ地下空洞を拠点とする魔物商人。
部下のトレダやチャーマンと共に魔物の部隊を準備し、レンドアを壊滅させて裏社会の要人からの評価を上げ、魔物達を売りさばき、巨万の富を得ようとしている。
ゴールデンキングリザードの子供であるキッズに目をつけ、自分の野望に気づいたファーベルの父を殺し、ファーベルの不幸につけこみ彼からキッズを引き裂き、キッズを我が物にしようとする。
トレダ&チャーマン
デイラーの配下の魔物商人。

### どうぐ使い
デルクロア
あくましんかんの外見をした魔界出身の研究員で、自称天才魔道学者。一人称は「ワガハイ」で、尊大な口調。主人公を（アストルティアの）原住民と呼ぶ。
大のどうぐ好きで、道具を作る時はテンションが高くなる。特にアストルティア製のものを集めるのが趣味で、そこから道具の能力を引き出す研究に没頭する。
元々は魔界で活動していたバンド「ライトニング・デス」のエンジニアで、解散後はゼクレス魔導国でオジャロスが秘密裏に運営する研究開発室の研究員となり、力だけが取り柄の制圧隊の為に強化薬を開発していたが、労働環境が劣悪で自分のやりたい研究が出来なかったことで仕事に飽きてアストルティアに亡命。その直前に自分の研究価値を証明すべく自作の戦闘兵器・タンスで制圧隊隊長ゴルゴンザに挑んだが敗北し、彼に勝利するためにアストルティアの住民に協力を求める。
タンス
たんすミミック。語尾「ンス」をつける。中には、主人が集めたアストルティア製の道具が収納されている。
実はデルクロアが造った戦闘兵器「バトルガジェット1号」。ゴルゴンザに敗北して、二度と戦えなくなった。
ゴルゴンザ
サイクロプス。アストルティアの制圧を目論む、地上制圧隊隊長。デルクロアに強化薬の研究・量産を命じたがデルクロアが命令に背いたことで、デルクロアを連れ戻そうとオジャロスの命でアストルティアにやって来た。
デルクロアの開発した強化薬を飲んで「巨戦鬼ゴルゴンザ」となり、デルクロアの研究の集大成ともいえるどうぐ使いの主人公を倒して、デルクロアを完全に打ち負かそうとする。

### 踊り子
ナッチョス
オーグリード大陸の獅子門にテントを構えるドワーフの男性で、ラスタのプロデューサー。借金を抱えているが、本人曰く完済寸前との事。星型レンズの眼鏡をかけていて、「グワッハハハ」と笑う。
自分が見込んだ踊り子の要望には、何でも応えるのが流儀。
ラスターシャ
ナッチョスの元で踊り子を務める人間の女性。通称「ラスタ」。怨霊が出始めた頃に先祖の墓参りに行き、シャーラに憑依された。彼女を知る者からは、憑依される以前はだらしない性格だったと言われている。
シャーラ
踊り子の一族に所属する、ファランの元合方。300年前、黒怨王を完全に浄化するためファランと共に立ち向かうも失敗し、ファランを犠牲にし黒怨王を封印し、死後その後悔から怨霊となり、黒怨王の復活が近づいている影響で力を増し、黒怨王浄化の悲願を果たすために末孫のラスタに取り憑き、自分の合方の素質を持つ人物を探し、主人公を見込んで彼（彼女）を育成する。
ファラン
シャーラの元合方だった人間の男性。300年前、黒怨王を封印するために犠牲となった。
踊り神ボニータ
踊りの神。荒神さまの異名を持つほど強く激しい言動をとり、女性口調で話す。
戦闘後は、主人公の力を認める。
黒怨王
踊り子の一族と長きに渡り争ってきた、怨霊の王。完全な復活を遂げるため、殺意の怨霊を取り憑かせた人を操り、腕利きの踊り子を皆殺しにしようと企む。

### 占い師
ユノ
オルフェアの町の裏通りにある、占いの館にいる占い師。元は捨て子だったが、マルグリットに引き取られ、占い師として育てあげられた。
ソーン
マルグリットの弟子。相棒のチキ坊を使ったニワトリ占いと、方角占いを専門とする。優しく穏やかな性格、
ユノの優しさにいつも助けられており、彼女に想いを寄せている。
エゼル
マルグリットの弟子。元気一杯な少女だが、反面強がりな一面も持つ。マルグリットに勧められ、水晶占いをしているが、的中率は低い。
ユノを姉のように慕っているが、売れっ子になった彼女をマルグリットが贔屓していると思い込んでおり、ユノを羨んでもいる。
マルグリット
占いの館のオーナー。ユノやエゼルやソーンを占い師として育てあげた女性で、自身家でハイテンションな性格。人々の悩みを解消するために、活動している。
過去に実の娘を病で亡くしており、彼女の意思を継いで人々を救ってきたが、悩む人達が一行に減らない事で自分自身も思い悩み、その心の闇に捕らわれた結果、人々の心を支配し、統一させようと企むようになった。
その後は、占い師としてやり直す旅に出た。
闇蜘蛛マルギト
マルグリットの心の闇から生まれた、彼女のもう一つの意思。
彼女になり代わり、全ての人々の心を支配しようとする。

### 天地雷鳴士
アサヒ
天地雷鳴士の衆派の1つ「陽衆」の頭領のエルフの少女。幻魔の「シュジャク」を使役している。
アストルティアキャラクターズファイル「ヨイ越しの絆」では陰果の罪業に取り付かれてしまうが、ヨイにより救われる。
ヨイ
天地雷鳴士の衆派の1つ「陰衆」の頭領のエルフの少女。かつてはアサヒとは親友だったが、アサヒが天地の儀に失敗し、自身の父のオウマがアサヒをかばって死んで以来、アサヒを憎んでいた。しかし、二人で千夜嵐を倒したことで和解する。
その後、アストルティアキャラクターズファイル「ヨイ越しの絆」では陰果の罪業に取り付かれたアサヒを救うために奔走する。
シノノメ
アサヒの父で「陽衆」の前頭領。かなりの高齢らしく、認知症を患っている描写が散見される。
オウマ
ヨイの父で「陰衆」の前頭領。シノノメとは長年の友人同士で、「陽衆」と「陰衆」を再び一つにしようと考えていたようだが、天地の儀の失敗によって命を落としてしまい、両者の間にさらなる溝を生むことになってしまった。また、陰果の罪業を追い払うための研究もしていた。
テンオツキジン
天地の儀において、天地雷鳴士が召喚する幻魔で、千夜嵐を払うことができる唯一の存在。召喚者の心の陽と陰が等しければ「テンオツ貴人」として正常に召喚されるが、そのバランスが崩れると災いを振りまく悪霊「テンオツ鬼神」として召喚されてしまう。先の天地の儀が失敗したのは、ヨイの心に強い陰があったためであった。
千夜嵐
千日の間豪雨を降らせ、それによる洪水や地すべりで多くの命を奪ったとされる災害で、正体は千夜ライジンと千夜フウジンからなる魔物。テンオツキジンのみが、それを追い払うことができるとされる。

### 遊び人
ルッチー
遊び人達が集うサークル「遊びクラブ」を主催しているウェディ。人に遊びの楽しさを伝えるため、遊びのネタ探しに余念が無く、遊びの写真を掲示板にアップする「イタ映え」で得たおひねりで生計を立てている。
ゴランゾ
遊びクラブの一員のオーガ。労魔デスワークに襲われ、武器鍛冶職人に転職したが、最終的に遊び人に復帰する。
ピンキー
遊びクラブの一員のプクリポ。ゴランゾがデスワークに襲われ、遊びクラブが危機に貧した事に心を痛め、遊びクラブを辞めてしまうも最終的に遊び人に復帰する。
パイセン / 労魔デスワーク
遊びクラブの一員のロボット。写真を取り込み、投稿する機能を持つ。いつの間にか、クラブに紛れ込んでいた。
その正体は、人々の心に秘めた願いを叶える奉仕ロボ。その昔、皆の役に立ち感謝されていたが故障してしまい、人々から忘れ去られてしまうも、現代になってトーチルに発掘され、アップローダーを加えられて修理された。
そして、遊び人の写真を取り込んでいった事で今の陽気な性格が形成されたが、その反面遊び人の心の迷いまでをも取り込んでしまい、遊び人に遊びを止めさせ労働させようとする労魔デスワークの人格も形成されてしまった。
主人公との戦いに敗北し、アップローダー以外の機能が停止してしまうも、最期にアップした写真に沢山の「いいね！」がついた事で復活した。
ミヤビ
遊びクラブの一員のエルフで、イタ映え女王と呼ばれている。しかし最近は遊ぶ事を止め、故郷で畑仕事に精を出すも、最終的に遊び人に復帰する。
トーチル、カーネラ
ルッチーの両親で、賢者。息子には働いて欲しいと思っているが、二人も昔は遊び人だった。ある時、遊びの最中にバナナで転んで頭を打ってしまい、世の無常と真理の道を悟ったことで賢者となり、息子に同じ思いをさせまいとしていた。
遊び人達の前に度々現れるピエロの男とパニーの女の正体も二人であり、労魔デスワークの存在を知ったことで息子の安全を思って遊び人を辞めさせようとした。

### デスマスター
デズリン
グレン領東の井戸の中にいる人間の女性。失われた死霊の書の継承者を守り、死霊の書を探す家系の出身だが、既にギスマイヤーに殺され幽霊としての存在になっていた。
ネリム
デスマスターを目指している人間の少女。幼少期は霊感があったが、現在はその力が失われている。実は、先祖が記した死霊の書の継承者であり、ギスマイヤーの目を欺くためデズリンにより霊能力を封じられていた。
ギスマイヤー
死霊の書の力を狙っているウェディのデスマスター。死体に美を見出し標本集めを趣味とする異常性の持ち主。死霊の書その物は既に所持していたが、本に継承者以外が封印を解こうとすると死ぬ呪いがかかっているため、継承者たるネリムの行方を追っており、その過程でデズリンも殺害した。

### 魔剣士
アガサ
グランゼドーラにある魔剣士が集う酒場「つるぎの酒場」の女主人。顔にアザがある。自身は魔剣士ではないが、人々の負の感情から発生する魔の波動を感知することができる。
ディゼル
アガサの兄。腕利きの魔剣士だが無愛想な性格で、魔の波動から発生する魔物「ダークネス」を倒すためなら一般人に危害を加えることも厭わない。かつて両親をウィーヌムに殺されたことで仇を討つために魔剣士となった。しかしウィーヌムが植え付けた絶望の毒により自覚なく両親を手に掛けた真実を知り、絶望に飲み込まれ絶望の魔剣士と化してしまう。
ビッラ
先代のつるぎの酒場の主人で、アガサとディゼルの師匠であるプクリポの魔剣士。現在は旅をしており、魔剣士の覚醒の儀式のために主人公に煉獄のつるぎを渡した。
邪毒のウィーヌム
魔族の男性。魔の波動を食らうために人々に絶望の毒を植え付けており、アガサとディゼルの両親を殺害した張本人とされていたが、実際は直接手を下していなかった。そして真実を知ったディゼルの絶望を喰らいつくそうとするも、その量があまりにも膨大だったため肉体が耐えられず死亡した。

### 海賊
マドロック
マドロック海賊団を率いる海賊船「フリーダム・トルネード号」の船長。「人生とは自由と探求」という信条を持ち、略奪などは行わない。「海神の秘宝」を狙っている。
フレンジー
マドロック海賊団の副長。姉御肌な女海賊で、海神の秘宝のありかを示す地図の半分を奪うためにマドロック海賊団を裏切ったとみせかけてハルバルド海賊団に潜入する豪快さを見せる。
ハルバルド
略奪行為を生業とする悪逆非道の海賊団「ハルバルド海賊団」の船長。海神の秘宝のありかを示す地図の半分を持っていたが、フレンジーにそれを奪われゲーダムに拘束されるも、釈放を条件に彼と海神の秘宝を奪う。だが魔物と化したゲーダムにより取引を反故にされ秘宝に宿る怨嗟の力で消滅する。
ゲーダム
ハルバルド海賊団を追う魔法戦士のウェディの男性。かつて弟のピードがマドロック海賊団とハルバルド海賊団の抗争に巻き込まれ殺された（実はマドロック海賊団に救出され海賊団の一員となっていた）ことから海賊を憎んでいる。だが海神の秘宝に宿っていた邪神にそれを付け込まれ、魔物・怨讐のゲーダムと化してしまう。

### ガーディアン
プリゼーラ
地獄の門から現れる魔物からアストルティアを守る組織「守護騎士団」に所属するプクリポのガーディアンの女性。
ダンディオ
守護騎士団の団長のオーガの男性。元々は戦士であり、かつて魔物から救った女性と結婚し娘を設けたが、自身の力の過信から妻子を魔物の生息地にピクニックに誘った結果、フォレスドンの大群に襲われ妻を死なせてしまい、その結果、妻の両親から縁を切られ娘とも引き離されてしまった。その後はパラディンとなってガートラント聖騎士団に入団した後、守護騎士団に引き抜かれた。
セツラン
地獄の門を監視しているエルフの男性。
サン
ダンディオの娘。父と引き離されてからは祖父母から「父は魔物に襲われ死亡した」と教えられていたが、それを信じずキリカ修道会に入信し僧侶となる。地獄の門の封印が弱まっている事を知り、門を消滅させる秘術を会得し、最終的に二フラムで門を消滅させ父と再会を果たした。
ストレザーテ
「地獄の門」と呼ばれる石造の正体である魔神族。1000年前に異世界からアストルティアにやってきて暴虐の限りを尽くしたが、当時のウェディ達により倒されるが、死の直前に自らの体を石化させ「地獄の門」となり、自身の魔力を用いて異世界から無数の魔物を召還していた。

### 竜術師
ランジェ
ラギ雪原の竜術士の家に住む竜術師の人間の女性。元々は魔法使いの村出身だったが、魔力が低かったため住民から見下されていた所をバウギスから自身の血を与えられ絶大な魔力を得る。しかし力を求めた同胞が同様にバウギスから血を与えられるも適合せず虚竜になったことでバウギスと共に封印するもいずれ復活することを見越して竜の血なしで竜術士となる術を編み出した。
最後は主人公達の協力でグリーデルを倒すも、力を奪われ弱り果てていたバウギスを救うために彼に力を返し死亡した。
アスパ
ランジェの弟子の一人。最強の魔法使いになるべく竜術師を目指すプクリポの男性。
ルーイン
ランジェの弟子の一人でウェディの男性。元々はレーンの村に住む孤児であり、姉シーロアと共に両親の手がかりを求めてオーグリード大陸を訪れていたが、虚竜に襲われていた所をランジェに助けられた。だが彼女に弟子入りした姉がドラゴラムを使用して死亡したことで、竜術師とその生みの親とも言えるバウギスを恨んでいる。
バウギス
ラギ雪原に住む竜で、数百年前にランジェに自身の血を与えた。しかし彼女を人質に取られたことで他の魔法使いにも血を与えるも適合せず虚竜になってしまったため彼女と共に封印。その後封印が弱まったことでグリーデルに力を奪われ瀕死になるも、ランジェが自身の命と引き換えに力を与えられたことで一命を取り留めた。
虚竜王グリーデル
かつて力を求めてバウギスの血を飲むも適合せず虚竜と化した者たちが殺し合いを行い勝ち残った者のなれの果て。ラギ雪原にあった魔法使いの里を滅ぼし、ランジェとバウギスの手で封印されるもその封印が弱まったことで復活。バウギスから力を奪おうとするも、竜術師全員のサンドブレスの集中砲火を受け倒された。

## 妖精図書館シリーズ
ミモリー
妖精図書館を管理する妖精の少女。一人称は「僕」。人々の記憶が詰まった本の目録を作るのが仕事で、タイトルが消えている本の記憶を呼び起こすため、主人公に協力を求める。

### 夜の神殿に眠れ
マホッシー
夜の神殿に登場した魔法の帽子。リィン、ラウルをご主人とみなし、遺跡の秘宝に二人を案内しようとする。
ジャイラジャイラ
夜の神殿に封印されている魔神。ジャイラの奇跡の正体で、古来より代償と引き換えに願いを叶えてきた。
はるか昔、太陽の王国の侵攻を受けて太陽の王国を滅ぼさんとする夜の王国の王に短剣を与え、代償として娘を殺して生贄に捧げよと命じたが、王は娘に短剣を持たせて逃がしたため、その報いとして夜の王国を滅ぼし、その後に力を使い尽くした隙に、太陽の王国によって神殿に封印された。

## 神話篇のキャラクター
ロディア
世告げの姫の主導者。かつて妹のコゼットと共に悪夢の追っ手から逃走していたが、荒野の枯れ井戸で追い詰められコゼット共々瀕死の重傷を負った際、謎の少年によってコゼットを治してもらうことと引き換えに世告げの姫となった。
災厄の到来が間近であることを各国の王達に告げ、災厄を避けたい主人公には王者の力を集めさせ、闇の溢る世界に導く。
主人公たちは真・災厄の王に完全勝利は出来ず、世告げの姫たちが自らともども災厄の王を封印し、姿を消した。
サテラ
港町レンドアで働くシスターであったが、彼女を慕うテティの父親が海難事故に逢った際に「助かる」と根拠のない発言をしたことがきっかけで、知らず知らずのうちに予知能力を持つという噂が知れ渡り、一国の軍隊の依頼を断りきれず進軍を指示したところ軍が壊滅してしまい、罪人としてナギリ洞に幽閉されていたところ、謎の少年の導きで世告げの姫となる。
オルフェア地方西にかかる光の河のなげきを、止めようとしていた。
マレン
本来は娯楽島ラッカランで働く騎士で、同僚で恋人のランディと緑の聖域に赴いたところ、デモンシーサーの襲撃でランディを倒される。直後に現れた謎の少年にランディを治してもらうことと引き換えに、世告げの姫となる。
滅びの予言対策であるゴフェル計画をスタンバイさせるため、主人公を各国大使に派遣する。
メルエ
本来は体が弱い為歩くこともできず、ペンダント（トランシーバーのような機能がある）で叔父と会話をすることを心の安らぎにしてきたが、ある日叔父からの連絡が途絶えてしまい、絶望に耽っていたところ謎の少年が現れ、歩けるようにしてもらうことと引き換えに世告げの姫となった。
目覚めた仲間達を探してもらうよう主人公に依頼したが、守り手のシュゼと担い手のテルナは敵の攻撃を受け、既に死亡していた。
コゼット
世告げの姫に仕える少女。ロディア達が匿われている、不思議な空間への橋渡しをしている。
もともとはロディアの妹で、エクゼリア王国の王女。全てが終わった後、姉の意志を聞き、王国の再興を目指す。
グレイナル叙事詩
アストルティアを襲う災厄についての叙事詩。叙事詩とあるが、実際は『IX』に登場したグレイナルの魂であり、主人公に王者のカギを渡し、再び眠りについた。
謎の少年
闇の根源によって災厄の王にされた人物の理性が、具現化した存在。絶望に直面したロディアたちの前にどこからともなく現れ、願いをかなえることを条件に世告げの姫になってもらい、姫たちの力で災厄の王を本来の姿に戻そうとしていたが、その計画はシュゼとテルナを失ったことで不可能となってしまう。

### 敵対者
災厄の王
世告げの姫達の言う「かつてない災厄」。がけっぷちの村を破壊した後、闇の溢る世界で眠りに付いている。曰く「現時点におけるアストルティア最強の敵」。帝王の間にいたのは幻影で、滅びの間にいるのが本物（真・災厄の王）である。
パーティ同盟を組むことで、倒す敵となっている。本物は身体の一部が崩れ、四つん這いで行動するなど、凶暴化している。
『IV』以降に登場しているエスタークと似ているが、関係は不明。
災厄の尖兵
世告げの姫に向けられた刺客。シュゼとテルナを殺害した張本人。
ゴールデンゴーレム
白星剣を守っていた魔物。
災厄の尖兵およびゴールデンゴーレムが登場したクエストの配信は終了しており、現在は戦うことができない。
氷殿の守護兵、尖塔の守護鬼、深海の守護者、荒城の守護精、三闘の守護霊
時の王者の装備を守っている魔物。倒すことで、王者の装備が手に入る。
闇夜の巨人
嘘の予言を行ったサテラの罪の意識が生み出した、全身が黒い巨人の魔物。
デモンシーサー
モリナラ大森林の緑の聖域に生息していた、ヘルシーサーの変異種。マレンの恋人ランディを殺した。
ライノスローネ
砂岩の洞くつ奥の砂だまりの間に生息していた、サイおとこ族の王。メルエの叔父を襲った。
悪夢の追っ手
ロディアの記憶の中に存在した、謎の尖兵。ロディアとコゼットの故郷を滅ぼし、彼女たちを追跡し殺害を目論んだ。

## 夢現篇のキャラクター
本編には直接関係しないが、主人公が生き返しを受けた人物と関係のある人物が何人か登場する。
グランマーズ
真グランゼドーラのとある場所に住む、占い師。住民からは、「グランゼドーラの母」と呼ばれている。
かつて住んでいた世界をダークドレアムによって滅ぼされたため、ダークドレアムを追って数々の世界を旅してきた。第7話にてダークドレアムの幻術から主人公たちを解放し、彼が倒された後は再びダークドレアムを追って次の世界へと旅立っていった。
元は「ドラゴンクエストVI」に登場したキャラクター。
ドガ
ドワーフ一の穴掘り師にして、トレジャーハンターを名乗るドワーフの男。少年時代から穴を掘るのが大好きで、弟（アグラニの○○）と一緒に夢中に駆けずり回っていて、いつしか伝説のお宝を掘り当てるという夢を持つようになった。お宝自体に興味は無く、お宝を掘り出すことにロマンを抱く。レンダーシアのナシームの洞窟に埋まっている秘宝・ナシームの魔眼を掘り当てるも、紅衣の悪夢団に刻印を刻まれ、生贄にされそうになるが主人公に救出され、アサナギによって刻印を消してもらう。
ユーリ
かつてグランゼドーラで働いていた、ウェディの魔法学の研究者。在職中、同僚であるウェディのフルーレと結婚し、共に大魔王との戦いとの戦いに備えて生物を強化する研究をしていたが、研究完成を目前にして紅衣の悪夢団に研究成果を狙われ、妻子共々拉致され強化薬の製造を強要された結果、数々の悪行に加担させられた。
悪夢団の野望を知らせるために妻と相談した上で子供（レーンの○○）を船に乗せて逃がし、自身はアジトから脱走したが、追っ手を退けた時に重傷を負い、レンダーシアに運びこまれる。その後、悪夢団のアジトに駆けつけ、バズレッドが主人公に倒されたことを確認すると妻と共に自らが犯した罪を償うため、人々の役に立つ研究をしに旅に出る。
ダークドレアム
声 - 若本規夫
夢の世界に君臨する、破壊と殺戮の神。生贄に選んだ人々の命を糧に、現実世界への侵攻を目論む。下記の「紅衣の悪夢団」のほか、自身の住む「悪夢の世界」では「～の悪夢」の名を関する下僕たちを従えている。
第7話「悪夢の終焉」にて、悪夢の世界で主人公たちと対面。グランマーズの助力もあって主人公たちに倒されるが、「この姿はかりそめの肉体」「人が悪夢を見る限りダークドレアムと言う存在は不滅」と言い残し、別の世界へと旅立った。
元は「ドラゴンクエストVI」の隠しボス。
バズレッド
主ダークドレアムを降臨させようと企み、生贄を捧げるために手段を選ばない狂信集団「紅衣の悪夢団」の首領であり、ランガーオの○○の両親を殺害した張本人。赤い鎧を身に纏う、仮面の男。ユーリとフルーレの研究している強化薬に目をつけ、野望を叶えるために二人を拉致し、強化薬の製造を強要している。主人公がアジトに乗り込んだ際には強化薬を飲み、紅獣バズレッドとなり襲いかかる。

## 破界篇のキャラクター
ファビエル、メドナム
声 - 立花慎之介（ファビエル）、木村昴（メドナム）
偽レンダーシアの存亡を賭けた戦い「破魂（はごん）の審判」を執り行う存在。
ファビエルは偽レンダーシアを守る「護りの手」と「護りの盾」の選定者で、主人公を護りの手に、クマリスを護りの盾に任命する。メドナムはヒズミを発生させ、偽レンダーシアにシドーを呼び破滅させる事を目論む「滅びの手」と「滅びの剣」の選定者で、マデサゴーラを滅びの手に、魔勇者アンルシアを滅びの剣に任命する。
その正体は数多の世界を見守る天使。バージョン6では、フォーリオン聖天区画の2人だけの部署である界律課に所属していたことが判明する。
クマリス
声 - 早見沙織
食っちゃ寝を趣味とする無気力な少女。男言葉で話し、眼に光が宿っていない。ファビエルによって護りの盾に任命される。
実はファビエルによって魔勇者アンルシアの世界を肯定する意志から生み出された存在だったが、その量がごく微量だったために当初は魔勇者だったころの記憶がない状態だった。しかし滅びの剣アンルシアとの戦いの最中、護り手の秘石に蓄えられたこの世界に対する愛の力により護りの盾アンルシアとして覚醒する。最終的にシドーによる世界の破壊を身をもって阻止するも、護り手の力を使い果たし、元のクマリスの姿に戻ってしまった。全てが終わった後は旅に出た。
シドー
「ドラゴンクエストII」に登場した破壊神。数多の世界を破滅させる程の力を持ち、自ら生み出した暗黒球に篭って力を蓄えるも主人公と護りの盾アンルシアに敗れ、それでも不完全な状態で世界を破壊しようとするが、護りの盾アンルシアに阻まれ消滅した。

## 「天を超えてゆけ」のキャラクター
ケイト
声 - 朴璐美
闇のキーエンブレムを狙う女盗賊。しかしそれがネルゲル復活に関するものであることは知らなかった。かつてネルゲルを倒した冒険者「エックスさん」に憧れているが、それが主人公であることを知らず、本人を目の前にしても同一人物と認めなかった。

## 期間限定のイベントキャラクター

### 不定期イベント
プーちゃん、クーちゃん、リポちゃん
不定期にゲーム内及び「冒険者の広場」内に登場する、プクリポ三姉妹。ニンテンドー3DSのおでかけ冒険者の便利ツールでのすれちがい通信のデータがニンテンドースポットで期間限定で配信されており、各地ですれちがった後ゲーム内でダブルすれちがいをすると、通常より多くのすれちがいポイントをもらえる。プクリポとして標準的な丸っこい外見である長女のプーちゃん、次女のクーちゃんに対し、三女のリポちゃんは盛った髪型や鋭い目つきといった特徴的な一面がある。毎月10日の「テンの日」には魔法の迷宮や、アストルティアのどこかに登場する。
バトンちゃん
住宅村に不定期に現れるプクリポの女性。おっとりした口調で話す。幸せのご近所バトンを近所の住宅に回すと、ご近所なかよしボックスをくれる。
仙龍トトゴン
閃光の神殿にいる霊獣。バトルトリニティのチュートリアルなどを務める。
代理人ハヤテ、代理人ジェイダー、代理人グラドマン、代理人ルーニア、代理人レレッポ
それぞれ、バトルトリニティのクラブチーム「天狐アマツカゼ」「ガタラアームズ」「グレンドラゴニア」「ブルートライデント」「オルフェアリーズ」の代理人。バトルトリニティに参加する際はこの5チームのいずれかに所属することとなる。
ターボアクセル
ドルボードレースグランプリを主宰する集団。
よろず屋ロココ
下記の季節イベントが開催されない際にその季節イベント限定アイテムを販売するために現れるプクリポの女性。

### 正月
新春ふくびきマン
正月に港町レンドアに現れるふくまねき。1年目と2年目はふくびき大会を開催。3年目以降は迎春の間で行われるチームゆく年くる年とのバトルへの案内人となる。妻にふくコがいる。

### バレンタインデー・ホワイトデー
ミローレ
声 - ランズベリー・アーサー
バレンタインデー（1年目以降毎年）、ホワイトデー（1年目、公式サイト「冒険者の広場」のみ）、ハロウィン（2年目）でのイベントで登場するパティシエで、4兄妹の長兄。ファルパパ神の使いと自称し、アストルティアクィーン総選挙を主催している。ハロウィンイベントでは訪れていたスウィ〜ツランドの危機を救うため、お菓子アイテムの合成でプレイヤーに協力した。
メリル
声 - 川井田夏海
ミローレの妹で、4兄妹の長姉。ホワイトデー（2年目、4年目以降毎年）のイベントで、アストルティアナイト総選挙を主催している。
マドレーヌ
メリルの妹で、4兄妹の次姉。ホワイトデー（3年目）で初登場し、姉に代わりアストルティアナイト総選挙の主催。4年目以降はバレンタインデー・ホワイトデー両方でルール説明を担当。
モカ
マドレーヌの妹で、4兄妹の末妹。バレンタインデー・ホワイトデー（7年目以降）に登場し、投票係を担当。

### お花見
ベラ
『ドラゴンクエストV 天空の花嫁』に登場した妖精で、本作では春休みのイベントクエストで登場。春風のフルートを使えるくらいに成長しているが、うまく制御できないため、フルートで巨大化させてしまったナスビナーラにフルートを奪われてしまう。「雪の女王に春風のフルートを奪われた」と冒険者に助けを請い、フルートを取り戻したあと、妖精界に春を告げる音色を響かせた（春休み1年目）。ハロウィンイベント（2年目）では、スウィ〜ツランドを訪れている。
春休み2年目は寒鬼団にフルートを奪われたため、冒険者に助けを請う。スライムとなった冒険者たちではアレル樹に歯が立たなかったため、ひとまず取り戻したフルートでスライムの上位種（キングスライムなど）に変化させた。
ポワン
『V』に登場した、妖精の村の長。春休みのイベントクエスト1年目は、妖精たちの集会に出かけていて留守だった。2年目は寒鬼団に幽閉されていたが、冒険者によって解放され、アレル樹の花粉アレルギーを治療して改心させた。
アレル樹
春休みのイベントクエスト（2年目）に登場した、寒鬼団のボス。じんめんじゅの亜種だが花粉アレルギーであるため、春になることを怖れてポワンを幽閉し、春風のフルートを奪った。

### ジューンブライド
ミナヅキ
Vジャンプ20周年記念の配信クエストで登場した、エルフの女性。Vジャンプのマスコットキャラクター「Vロン」と戦闘できるコインを所持している。偽りのデフェル荒原にある、ピラミッド内にいるヤヨイとは姉妹。
前述の配信クエストの際には、風の町アズランに住むメッシという中年男性との結婚を控えており、季節の花による花嫁の飾り付けを心待ちにしていた。
しかし、2015年6月に行われたジューンブライドイベントで、メッシが友人の借金を肩代わりし、その返済のためにキラキラ集めに奔走したため離婚したことが明らかになり、金持ちのシラナミとの結婚が控えていた。
シラナミ
2015年6月に行われたジューンブライドイベントで登場した、エルフの男性。高い商才をもって短期間で莫大な財産を築いた実業家だが、他者を平気で見下したり道具扱いする。
前述のイベントでのシラナミの台詞の中に、不適切な表現があったとして、緊急メンテナンスで該当箇所が修正された。
ミツノ
2016年6月に行われたジューンブライドイベントで登場したシラナミの使用人のエルフの女性。かつて実家のダンゴ屋が地上げ屋に遭っていたところをシラナミが救ったことで恩義を感じているが、シラナミ本人はそれを知らない。

### 七夕
カササギ
七夕のイベントで登場した青年。ヒコボシに仕えている。七夕の日に雨が降ってヒコボシがオリヒメに会えなくなることを危惧し、晴れ呼びの儀式を行おうとする。2年目のイベントではヒコボシとオリヒメのケンカの仲裁を冒険者に依頼するが、ケンカの原因がくだらないことだとわかり、あきれていた。
ヒコボシ、オリヒメ
七夕のイベントで登場。一年に一度、恋人に会えるのを心待ちにしている。互いに「ヒコリン」「オリリン」と呼びあう。
ポカ
2019年のイベントに登場するリビングデッド。昨年「妻のミスと一緒に住むためのきれいな家が欲しい」と願ったが、ヒコボシが同じ名前であった農民ポカの願いと取り違えてしまったため暗闇のボロ屋に住むことを余儀なくされ、妻にも逃げられてしまったことを恨み、七夕の里から短冊を盗み出した。最終的に農民ポカと家を交換したことで、妻も戻ってきた。
農民ポカ
2019年のイベントに登場するプクリポの男性。昨年「じめじめした場所の家でキノコ栽培をしたい」と願ったが、ヒコボシが同じ名前であったリビングデッドのポカの願いと取り違えてしまったため、うるわしの浜辺地区の家に住むことを余儀なくされた。最終的にポカと家を交換する。2024年には小遣い稼ぎとして暗闇のボロ屋の見学ツアーを開催する。

### 夏
ムーロン
キュララナ海岸の海辺にいる老人。いまではすっかり爺さんだが、プレイボーイだった頃の矜持は忘れていない。毎年夏にイベントを主催し、男女それぞれに水着をプレゼントしている。
ゴウレ
夏休みのイベントでキュララナビーチの監視員（短期間アルバイト）を務める、オーガの男性。ルール違反者を注意したり、お宝の漂流を知らせる仕事をしている。
デュレーク
夏休み（1周年）のイベントで登場した幽霊。大昔の海賊船長で、船から落ちた宝箱の中にある聖印を求めている。500年前のレイダメテスの惨劇の際に火事場泥棒を行っていたが、ある村の住民を襲ったところ、生きることに絶望していた住民からはむしろ神格化されてしまい、自分も訳が分からなくなり人々を次々に船に乗せていき、重量オーバーが近づいてきたところで乗っていた人々が次々に荷物を放棄していった。そこで、彼はその時の人々の宝物である聖印を探していた。
メローラ
夏休み（2周年）のイベントで登場した人魚。かつてムーロンと恋に落ちたが、種族の差は埋められず、ムーロンが身を引く形となった。しかし、彼のことが忘れられず、一目だけでも見ようとキュララナ海岸を訪れ、人間の足となるため、プレイヤーに真珠の回収を依頼した。
シャーリー
夏休み（8周年）のイベントで登場した少女。その正体はピンク色のサメバーンの姫で、人間の夏の過ごし方に憧れ、薬で人間の姿になって地上に来ていた。しかしそれがキュララナビーチにサメバーンが大量発生する事態を引き起こしてしまう。
フカキング / フカッキー
夏休み（10周年）のイベントで登場。シャーリーの父で、海底にあるシャーク・キングダムの王。海邪竜アビサルドンを封印した箱の封印が弱まったことでキュララナビーチに嵐が襲来したため、その再封印を依頼する。再封印後はフカッキーの名前で鎧を身に着けた人間の姿となり、さらなる封印強化のためにアビサルドン（デプスロガン）と戦わせてくれる。
ユンユ
夏休み（12周年）のイベントで登場。メンメの妹で、キュララナビーチでドルボードレースを開催するために水上でも動作するドルボードを開発する。
バルバトス
ジュレットの町にいる漁師。幻の海トラシュカへの同行を依頼する。

### お月見
ウーサー王
2015年のお月見イベントで登場した、月世界の「ムーンキャロット王国」の王。ウサギのような姿をしている。儀式に必要な星杯が盗まれてしまい、取り返してほしいと主人公に依頼する。
コリス
2022年のお月見イベントで登場。赤い頭巾を被った少女。不死身の赤狼の被害に悩まされているフォルモンディ村を救ってほしいと主人公に依頼する。その正体は月世界の住民で、頭巾の下にウサギの耳が隠されている。タロの遠吠えを聞いて村にやってきた。
タロ
2022年のお月見イベントで登場。フォルモンディ村の近くに住む狼。月見団子を食べることで少年の姿になる。一度はウォルナードの策略で住民から村を襲った狼と誤解されるが、ウォルナードを倒したことで住民から受け入れられるようになる。
赤狼ウォルナード
2022年のお月見イベントで登場。フォルモンディ村を襲っていた不死身の赤狼。普段はモントーという赤毛の住民に成りすましていたが、コリスが月ウサギだと知ったことで正体を露わにして襲い掛かるも、主人公とタロに倒される。

### ハロウィン
ジャック
ハロウィンのイベントで初登場した、カボチャの仮面をかぶった子供。語尾に「カボ」と付ける。ハロウィンではアストルティア各地のお菓子を欲しがっていたが、春休みのイベントで再登場した際にはスライムハーツを集めていた。2・3年目のハロウィンでは、故郷であるお菓子の国スウィ〜ツランドを救うため、プレイヤー達に助けを求めた。
マー坊
スウィ〜ツランドのそばで倒れていたところを、ジャックに救われたナスビナーラ。
シュガー
甘党の魔女でジャックの母。ジャックからは「ママうえさま」と呼ばれている。カプサイ神の呪いによって「魔女ハバネロ」にされ、辛い刺激を求めるあまりスウィ〜ツランドを侵略しようとした。
カプサイ神
スウィ〜ツランドを激辛の国に変えようと企む、辛党の神。唐辛子のような赤い肌と頭を持つ。3年目のハロウィンイベントでは、マスター・ドーの儀式により「カプサイ神・激辛」となって、前よりも強力になって復活する。
党首マスター・ドー
カプサイ神の復活を企む獄辛党党首。丁寧な口調で話す。
ライムウェル
ハロウィンイベントに登場するスッパ党の総裁。ガラシの塔を占領して甘党と辛党を倒し、妖精界を手中に収めようと企んでいる。
邪神バルサミコス
スッパ党が崇める邪神。フランス語混じりで喋る。
パンプダディ
スウィ～ツランドの統治者で、ジャックの父。ジャックからは「パパうえさま」と呼ばれている。見た目はカボチャの仮面をかぶったあらくれ。シュガーと共にスウィ～ツランドを作り上げたが、力を使い果たしカボチャの姿になり長い眠りについていた。

### クリスマス
スノー
クリスマスの配信クエストで登場した妖精（作中のエルフとは異なる）。光の玉のように見える他の妖精と異なり、人型の姿ではっきり見えるようになっている。星天の使いを迎えるため、星の大樹に捧げる光のオーナメント（2年目では魔物達に奪われた星の大樹の飾り）を集めるようアストルティアの冒険者たちに依頼した。普段はとても丁寧で大人しい口調で話すが、星天の使いに対しては「テンチョー」と呼び急に明るい言動を見せ、『ドラゴンクエストIX 星空の守り人』のサンディとアギロを彷彿とさせる会話のやりとりを演じた。
星天の使い
スノーと同じく、クリスマスの配信クエストで登場。飾り付けがされた天の箱舟で移動しており、がっしりとした筋肉質の体にサンタクロースを彷彿とさせる衣装を着ている。妖精たちに、クリスマスプレゼントを届けている。主人公たちがいれば、アストルティアは安泰だと感心した。スノーによれば、自分たちも彼のことはよく知らないらしい。2年目では星の大樹広場に残り、魔物に奪われ呪いをかけられたプレゼントボックスの中身を子供達に渡してくるよう依頼し、クリスマスイベント終了後にお礼として貴重なアクセサリーをプレゼントした。その正体はアギロ本人である。
妖精の女王
雪の妖精たちの国を治める女王。その正体はサンディ本人。
リッカ
2019年のクリスマスイベントで登場。スノーボールンにスノーボールバトル（スボバ、要は雪合戦）で敗れ、雪だるまにされてしまった。元は『ドラゴンクエストIX』のキャラクター。
スノーボールン
2019年のクリスマスイベントで登場したイエテイ。主人公にスノーボールバトルを仕掛けてくる。

### 他作品とのコラボイベント
シャントット
『ファイナルファンタジーXI』のキャラクターでコラボイベントに登場。実験中にチョコボが乱入してきたことで魔法が暴走し、異世界であるヴァナ・ディールからアストルティアに飛ばされてきた。うまのふんに強い興味を抱いている。
クプル・コポ
『ファイナルファンタジーXIV』に登場するモーグリでコラボイベントに登場。散歩中にエオルゼアから、ミュルエルの森に迷い込んできた。異世界に来た不安よりも、見知らぬ花に興味津々。
時の化身クルッチ
『ドラゴンクエストXI 過ぎ去りし時を求めて』に登場する、時の化身ヨッチ族。コラボイベントに登場。異世界であるロトゼタシアの勇者たちの功績を広めるために、アストルティアにやって来た。
シルビア
『ドラゴンクエストXI 過ぎ去りし時を求めて』に登場する旅芸人。クルッチ同様コラボイベントに登場。
モガマル
『星のドラゴンクエスト』に登場するモモンガ族。コラボイベントに登場。
竜王
声 - 大塚芳忠
『ドラゴンクエスト』のラスボス。コラボイベントに登場。
大魔王ゾーマ
声 - 大塚明夫
『ドラゴンクエストIII そして伝説へ…』のラスボス。コラボイベントに登場。
スラクト
声 - 水橋かおり
『ドラゴンクエストタクト』に登場するスライム。コラボイベントに登場。
モナン
声 - ファイルーズあい
『ドラゴンクエストタクト』に登場するピンクモーモン。スラクト同様コラボイベントに登場。
エレジア
声 - 大西沙織
『ドラゴンクエストタクト』に登場する敵キャラクター。スラクト・モナン同様コラボイベントに登場。
スラミチ
『ドラゴンクエストウォーク』に登場するスライム。コラボイベントに登場。